# フランスの歴史

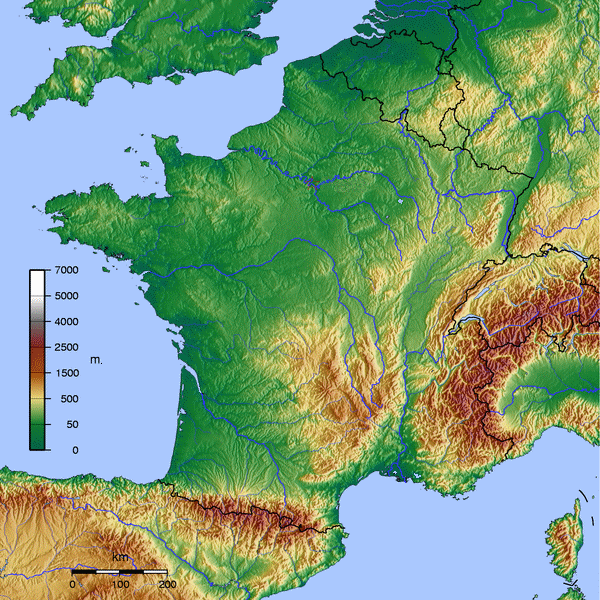
フランスの地形図。現在のピレネー山脈以北とライン川以西の「六角形」の本土とコルシカ島が領土となったのはルイ14世の時期である。

フランスの歴史（フランスのれきし、フランス語: Histoire de France）では、現在のフランス共和国の領土を構成する西ヨーロッパの領域の歴史を取り扱う。有史以前、古代ローマ帝国による支配、中世のフランク王国の建国と分裂、そしてフランス王国の成立と発展からフランス革命以降より現在の第5共和政に至る歴史である。

## 先史時代

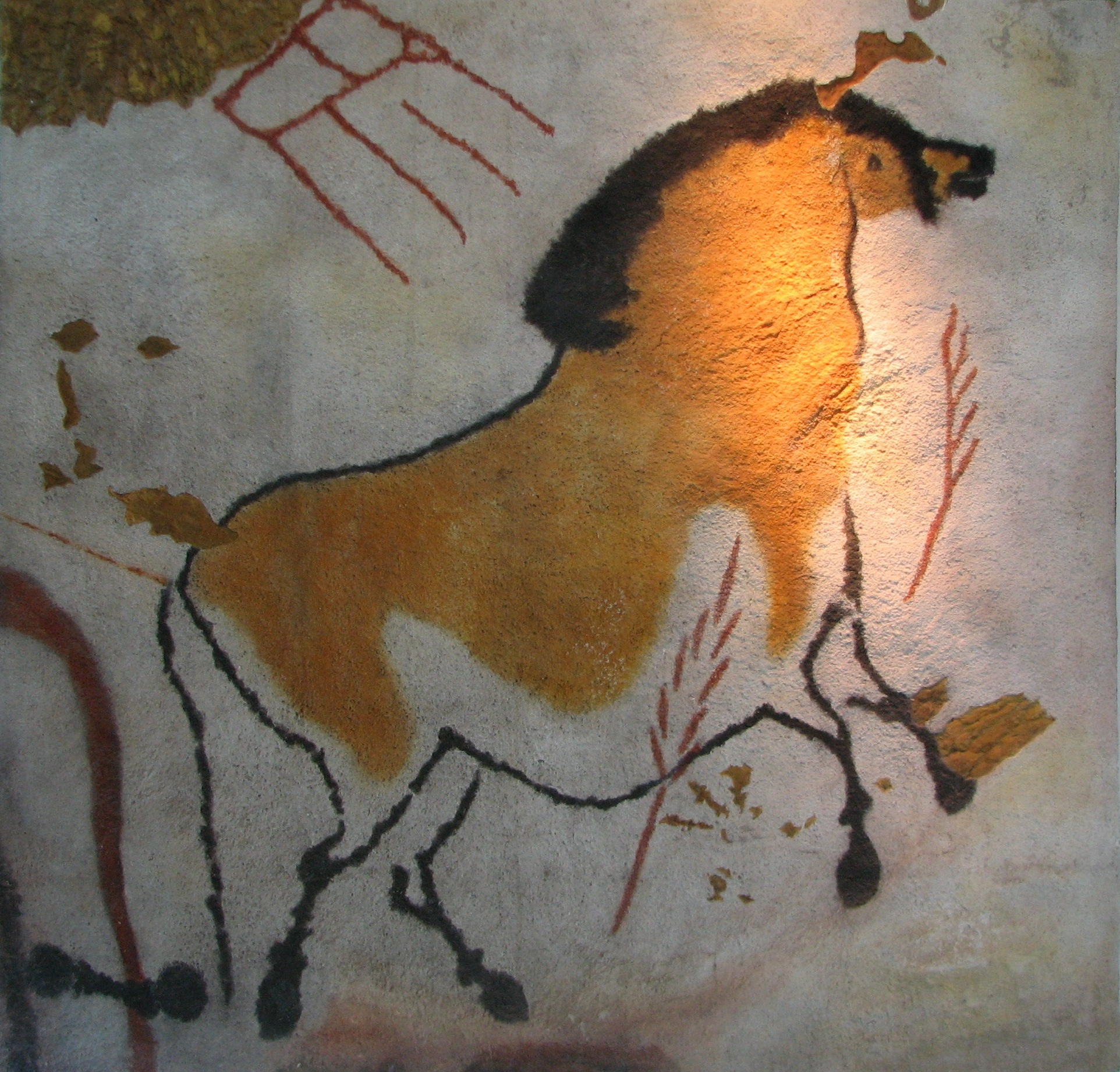
ラスコー洞窟の壁画

旧石器時代には紀元前2万年頃にクロマニョン人が居住した。1940年9月に現地に住む子供たちによって偶然発見された、彼らの遺跡であるラスコー洞窟は有名である。クロマニョン人はハプログループI2a (Y染色体)に属していた。またこの時代ではシェルアシュール文化や、ムスティエ文化といった痕跡が発掘されており、特に旧石器後期の遺物や遺跡は、フランス南西部のドルドーニュ県に流れるヴェゼール川流域に集中している。

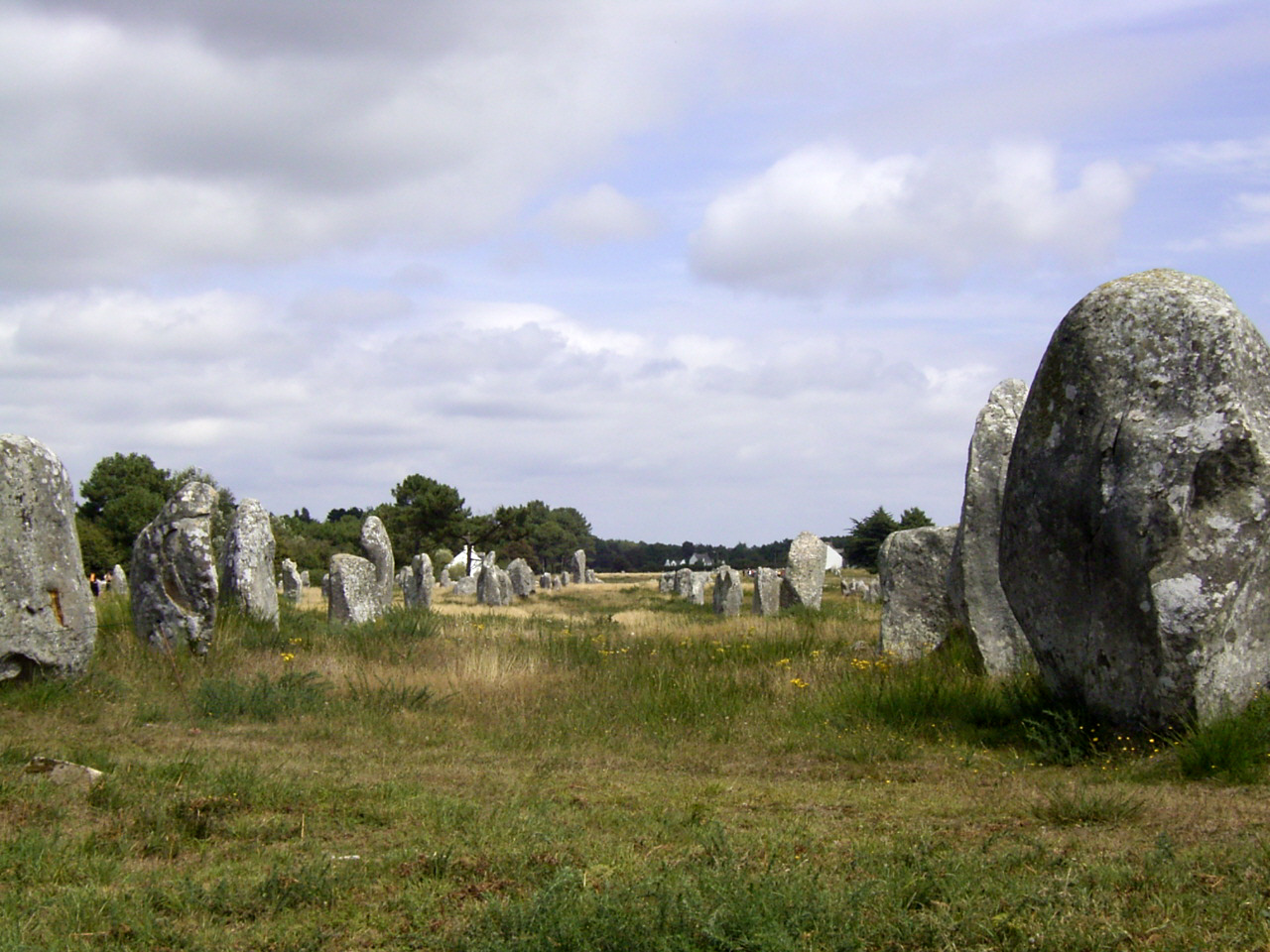
カルナック列石

新石器時代には農耕の到来とともにブルターニュなどで巨石記念物の建造が紀元前2000年頃より盛んになされた。特にカルナック列石はその規模の壮大さでも知られている。農耕と巨石文化をもたらしたのはハプログループG2a (Y染色体)と考えられる。またこの時代にはイベリア人系やリグリア人系のものがいたとされる。
青銅器時代になると、ビーカー文化等が起こり、紀元前900年頃にはケルト人が到達したと考えられる。彼らは現在のフランス人の多数派を占めるハプログループR1b (Y染色体)に属していた。
青銅器時代から鉄器時代に移行すると、キンメリア人によってもたらされた鉄の冶金術によってハルシュタット文化が栄え、またケルト人らはフランス以外にも小アジアから北イタリア、イギリスやアイルランドなどに分布し、ラ・テーヌ文化と呼ばれる文化も隆盛した。

## ガリア

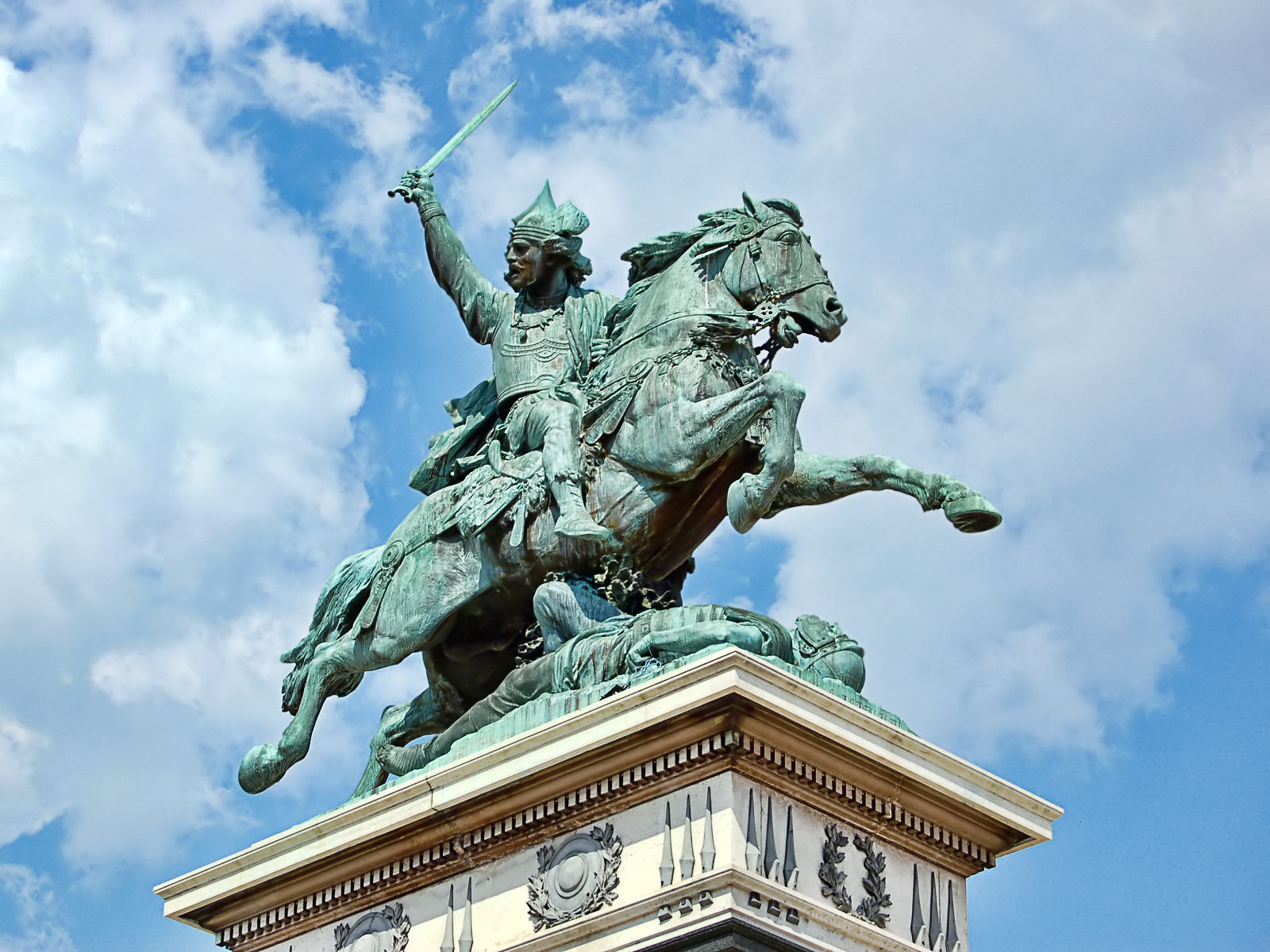
ウェルキンゲトリクスの銅像

紀元前600年頃、古代ギリシア人によって西地中海に植民市マッサリアやニカイアが建設され、ギリシア文化がもたらされた。アナトリア半島・バルカン半島からフランス、イギリスに至る地域の原住民を古代ギリシア人たちはケルトイ、ガラタイと呼び、古代ローマ人たちはガッリー（ガリア人）と呼んだ。そして彼らの住む地はガリア（ガッリー人の地）と呼ばれた。彼らは現代ではケルト人とも呼ばれる。
ガリア人は多くの部族に分かれ住んで、統一国家を作らなかった。各部族は戦士を兼ねている貴族が集会を通じて行政官を選び、農民を支配していた。紀元前58年から紀元前51年にかけてローマの有力者ガイウス・ユリウス・カエサルはガリア遠征を行い、その記録を「ガリア戦記」という著作に残した。カエサルは「ガリア戦記」の中で、当時のガリアの情勢を次のように説明している。
カエサルがガリアで、最も苦戦した相手にアルウェルニ族のウェルキンゲトリクス率いるガリア諸部族による連合軍が挙げられる。しかしウェルキンゲトリクスも紀元前52年、ローマ軍にアレシアで包囲され降伏した。
こうしたローマによるガリア遠征を受けた後は、幾つかのローマ風都市も建てられ、ローマ化が進んでいった。ローマ時代には、ガリアという言葉は現在のイタリア北部やドイツの一部、ベルギー、スイス等の領域を含むより広い範囲を指したが、紀元前1世紀末、ローマ皇帝アウグストゥス時代にアルプス以南のガリアが「イタリア」に編入され、やがてほぼ現在のフランスにあたる地域がガリアに対応するようになっていった。アルプス以北のガリアはガリア・ナルボネンシス、アキタニア、ガリア・ルグドゥネンシス、ガリア・ベルギカ、ライン軍政地区の5つの地方に分けられ、それぞれの地域の実情を加味した行政組織を樹立させた。
ガリア人たちによるローマ支配への抵抗は散発的なものに終わり、ガリアの貴族層はむしろローマ文化を積極的に受容し、ローマに同調する傾向が強かった。こうした貴族層の動向に加え、ローマ植民市の建設や軍事目的による道路網の整備を通じてローマ化されたガリアでは、ローマの文化の影響を色濃く反映した、ガロ・ローマ文化が栄えた。特にアルルやニームといった地域には、ローマの円形劇場や水道などの跡が多く残る。
1世紀半ばには、ガリアの都市リヨン出身のクラウディウスがローマ皇帝となった。彼はガリアの貴族層によるローマ元老院への参入に反発する元老院議員たちに対し、ローマが異民族を積極的に迎え入れることで発展したことを主張し、また征服以来のガリア貴族層のローマに対する忠誠を称揚した。属州民へのローマ市民権の授与もこの頃から拡大した。ローマ軍に参加したガリア人兵士たちは退役後にはローマ市民権を得て帰郷し、従軍中の給金等を通じて土地を取得してローマに忠実な上層市民を形成していった。ガリア諸属州の下部単位はキウィタスと呼ばれたが、ローマは秩序の維持と徴税義務を果たしている限り相当な自由を認めていた。
3世紀に入りローマ支配が動揺（3世紀の危機）するようになるとガリアでも治安が悪化し始めた。3世紀半ば、ライン国境からゲルマン人諸部族の侵入が相次ぎ、これの対処にあたった下ゲルマニア総督ポストゥムスが260年に皇帝を名乗りガリア帝国が形成された。ガリア帝国は短期間に瓦解したが、3世紀後半にはこうした内乱や外的の侵入によってガリアは深刻な打撃を受けた。3世紀の危機を収束させたディオクレティアヌス、コンスタンティヌス1世の時代を経て、ローマ帝国の構造改革が行われると、ガリアの属州は細分化されトリーアに拠点を置くガリア道長官がこれを管轄した。防衛にあたる辺境軍は数州毎にドゥクス（地方軍司令官）の下に置かれた。
5世紀に入ると、ローマ内の内乱とライン国境からの侵入が一層進展し、418年には西ゴート人がガリア南西部に正式に居住を認められ、その後ブルグント人、アラン人などが次々ガリアに定着していった。451年にはアッティラ王率いるフン族が侵入し、西ローマ帝国の将軍アエティウスが西ゴート王テオドリック1世とともにカタラウヌムの戦いでこれを撃退したが、この頃までにガリアにおけるローマの支配力は大きく弱体化していた。西ゴート王国、ブルグント王国、さらにはフランク王国などが勢力を伸長させ、5世紀半ば頃までガリアにおけるローマの支配は事実上終焉を迎えた。

ローマ時代に建てられた水道橋。ポン・デュ・ガールと呼ばれる。

## フランク王国

### メロヴィング朝

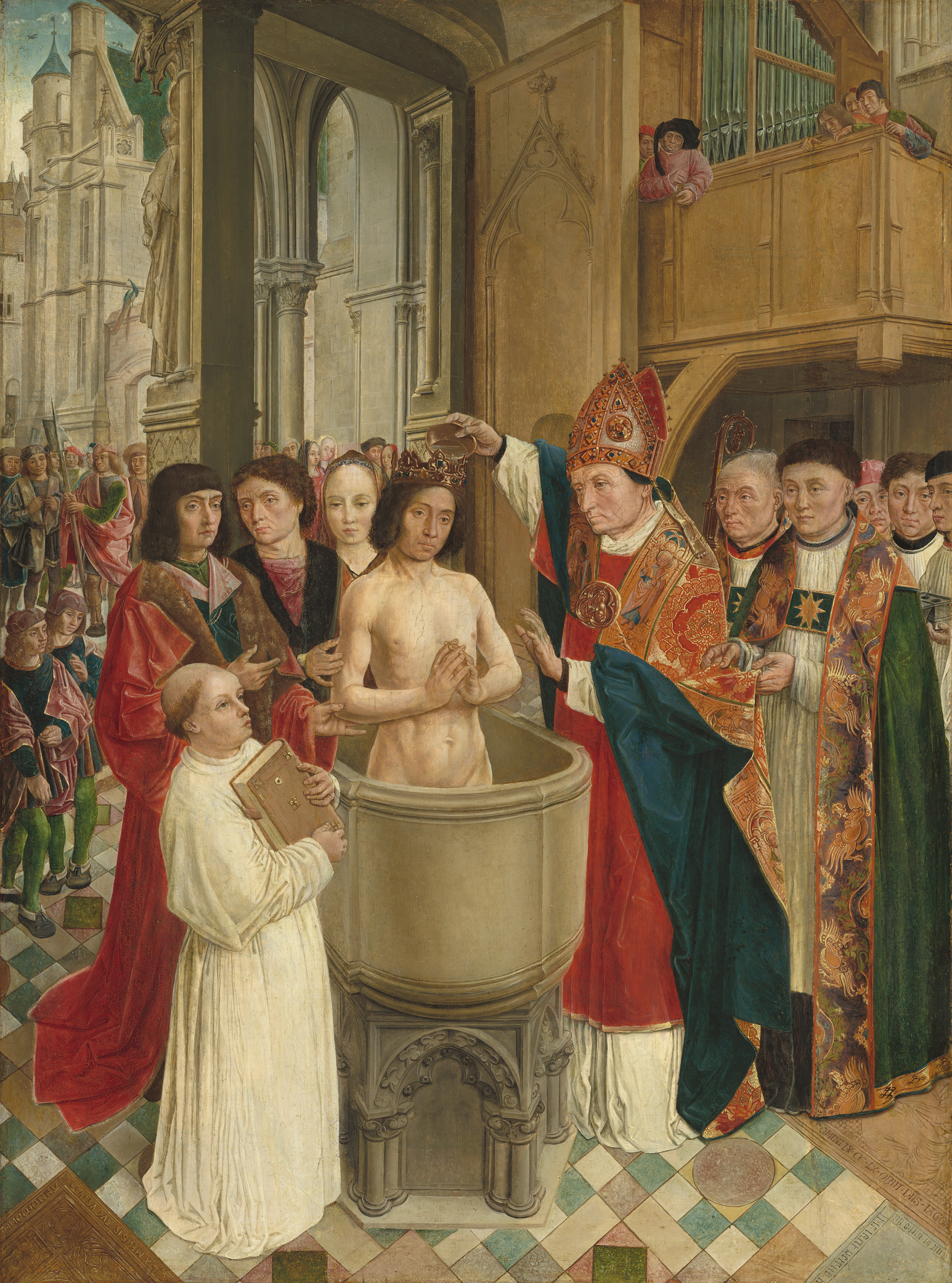
洗礼を受けるクローヴィス1世

4世紀後半より始まる本格的なゲルマン人の大移動に伴い、ゲルマン人の一派であるフランク人がガリアに定住した。フランク人らは、狩猟と牧畜を主とし、数年ほどの定住の後に、移住を行う生活を繰り返していた。フランク人は、ガリア征服前のケルト人に似て、サリ族とリブアリ族といった幾つかの部族に分かれ、部族ごとに王と戦士を持っていた。また彼らは「サリカ法典」や「リブアリ法典」などの、ラテン語で書かれた部族の規則を持っていた。こうしたフランク人に関する記録は、4世紀に書かれた史書「皇帝伝」の中に収録されているローマ軍の進軍歌が最初で、260年代にローマ軍がフランク人に勝利した旨を歌った内容であった。
470年にはフランク族のキルデリク1世がパリを包囲する。この包囲戦は10年に及び、やがて481年、キルデリク1世が没すると、弱冠15歳で部族の王となったクローヴィス1世はこの包囲戦を経て、聖ジュヌヴィエーヴとの合意を取り交わし、パリを支配下に置く。その後、フランク諸族を統一しメロヴィング朝フランク王国を建国すると、旧ローマ帝国領であるガリアの現住民がカトリックを信仰していたことや、ローマ化が早かったブルグンド王や西ゴート王といった他のゲルマン民族がアリウス派を受け入れていたことに対して、ローマ化が遅かったこともあり、またランスの司教レミギウスや、敬虔なカトリック信者であった妻クロチルダらの勧めから、統治を円滑に行うことも狙って、クローヴィスは3000人ほどの従士らとともに正統派のアタナシオス派に改宗し、カトリックを受容した。
507年、クローヴィスは長年より戦役が続いていたアラリック2世率いる西ゴート王国を撃破し、ボルドー、トゥールーズ地方などを獲得する。クローヴィスとその息子キルデベルト1世の治世では、政治的な影響力に加え、宗教的な影響力も増大し、パリには多く教会や修道院が建設された。またこの時代にはクローヴィスの頃より対立関係にあったブルグンド王国への侵攻が523年より始まる。
メロヴィング朝においては、王国を家の財産と見なし、当主の没後、その土地を分割相続する慣習があったことから、王国が統一を保っていたのはごく短期間のうちであった。クローヴィスには4人の子供がいたため、国土は4つに分割された。
6世紀後半にはアウストラシア、ネウストリア、ブルグンドの3つに国が別れ、それぞれが王を称した。また各地では地方豪族が影響を強めた。
7世紀後半にネストリアを治めていたクロタール2世はこの三国に対して宮宰を設置し、この宮宰を通じて三国の統一を試みた。
こうした分割相続によって不安定化していく王国と、それらを連絡し、統率を図る権限を持つ宮宰は力を強め、中でもカロリング家が台頭していく。特にカロリング家のピピン2世は三王国の争いを利用し、それぞれの国の宮宰職を独占した。8世紀前半の宮宰カール・マルテルは、イベリア半島からヨーロッパ進出を図っていたイスラーム勢力（ウマイヤ朝）をトゥール・ポワティエ間の戦いで撃破し、キリスト教世界の守護者としてその名声を高めた。しかしマルテルは、メロヴィング家の王位の空白を空白を良い事に、宮宰として傍若無人に振る舞い、有力貴族の反感を買った。

### カロリング朝

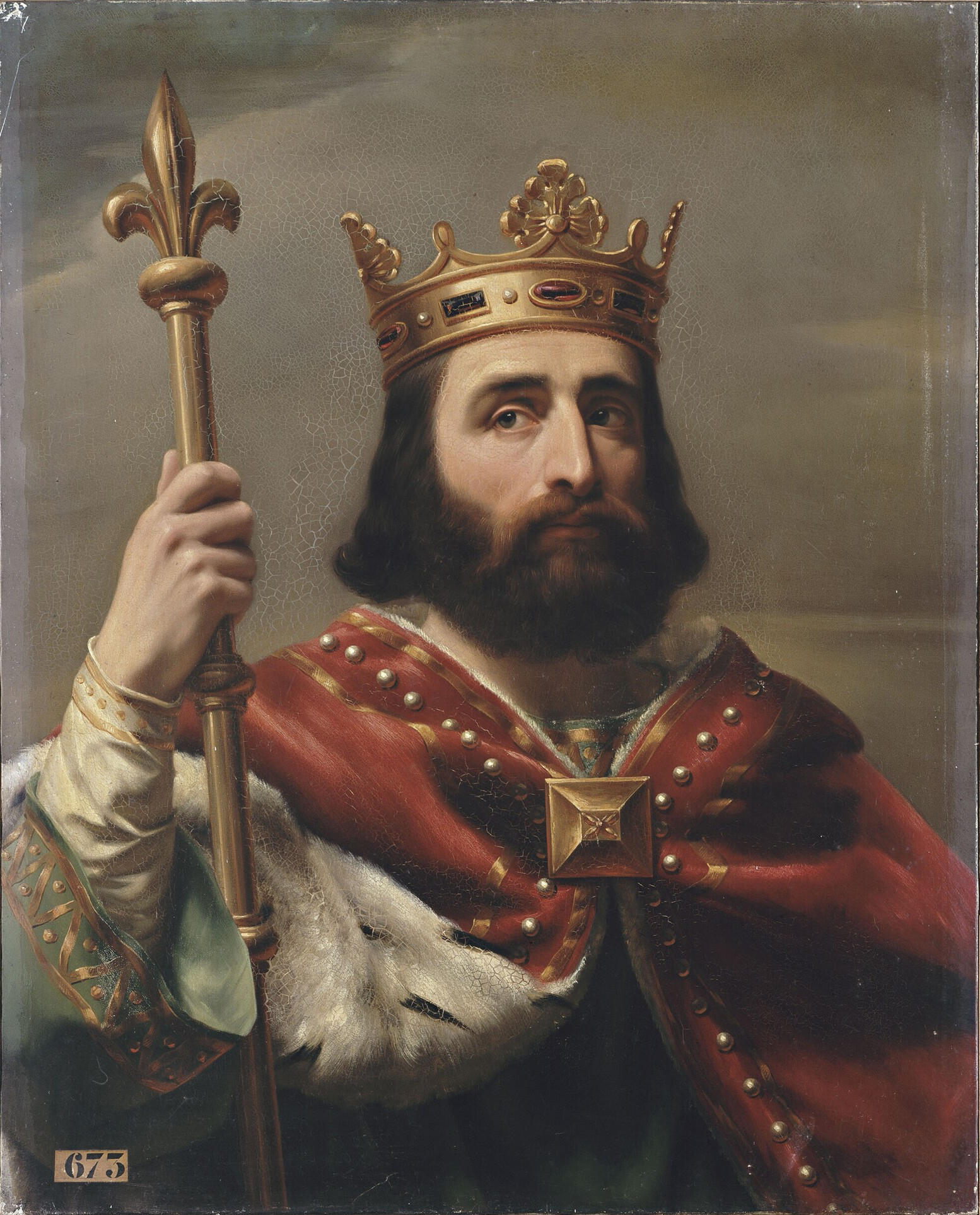
ピピン3世

当時、聖像禁止令などを巡り東ローマ皇帝との対立を深めていたローマ教皇は、新たな政治的庇護者を必要としていた。こうした中、イスラーム勢力の侵入を撃退したフランク王国に教皇は着目し、フランク王国の実権を握るカロリング家との接近を図った。カール・マルテルの子ピピン3世（小ピピン）は、メロヴィング家の血統に繋がる人物を修道院から探し出し、フレデリック3世として即位させ、改めて貴族会議の合意のもと、その王位を廃し、またローマ教皇の支持にも助けられ、751年にカロリング朝フランク王国を創始した。この返礼として、北イタリアのラヴェンナ地方を教皇に寄進したこと（ピピンの寄進）は、教皇領の起源となった。この寄進は、当時、世襲などによって腐敗の原因にもなっていた地方豪族への恩貸地制などとは異なり、教会への土地の寄進は、聖職者独身制によって腐敗の可能性は低いと判断してのことであった。こうした背景から、フランク王国とローマ教会の結びつきをより強めていく。

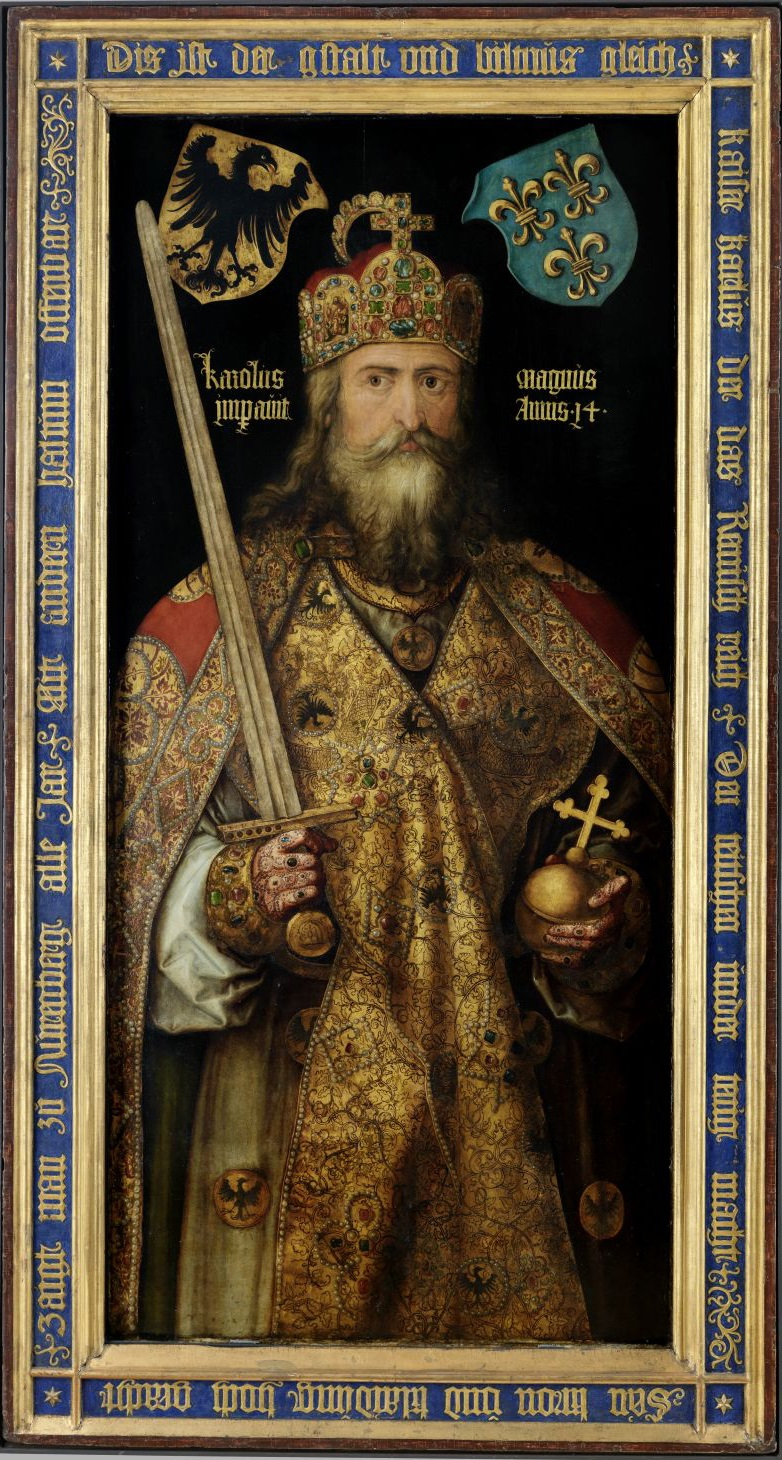
シャルルマーニュ

さらにその息子であるシャルルマーニュ（カール大帝）は、ザクセン人の討伐・イベリア半島への遠征、アヴァールの撃退、ランゴバルド王国の討伐などその名声を高め、800年にローマ教皇レオ3世からローマ皇帝の冠を受けた。
シャルルマーニュは、エクス・ラ・シャペル（独語：アーヘン）の宮廷にブリタニアから学僧アルクィンを招き、古代ラテン語文献の振興（カロリング・ルネサンス）を推進するなど、文化的な西ヨーロッパ世界の統一にも寄与した。またシャルルマーニュが宮廷で用いていたカロリング小文字体は現在のアルファベットの小文字の元となった。エクス・ラ・シャペルにおける学術的諸成果は、フランス各地の教会・修道院にも影響を及ぼしていった。
カロリング朝は、広大な領域を支配したものの、その統治機構はメロヴィング朝と同様に脆弱であった。宮廷はアーヘンに置かれていたものの、軍事や行政は全国の司教座組織が担当し、それに加えて、各地の地方有力者が「伯」という地方行政官に任命される恩貸地制度を設けてからというもの、本来ならば与えられるその土地は、一代限りであるはずの物を彼らはその役職によって得た土地を世襲し、独立しようという傾向を作り始めたのである。802年、シャルルマーニュによってこうした地方の伯を監督する「巡察使」という役職が組織されるが、彼の没後、制度は形骸化し、巡察使は派遣された地方にそのまま居着いてしまい、その地域の諸侯となる者もいた。
カロリング朝の時代を題材にしたかれた叙事詩に「ローランの歌」がある。「ローランの歌」は、シャルルマーニュによるイベリア遠征におけるピレネー山中でのイスラームによる襲撃に創作を加えたもので、フランス文学の歴史の初期を代表する作品である。
シャルルマーニュが814年に没すると、ルートヴィヒ1世が王位に就く。ルートヴィヒ1世は817年に帝国整備令を出し、彼の長男であるロタール1世に王国の本土を、次男のピピン1世にはアキテーヌを、三男のルートヴィヒ2世にはバイエルン州を与え、次の世代の分割統治の準備を進めた。

### ヴェルダン条約とメルセン条約による帝国の分割
ルートヴィヒ1世が840年に没すると、彼の3人の息子であるロタール1世、ルートヴィヒ2世、シャルル2世らが、ルートヴィヒ1世の所領を巡って争いが始まる。この争いは841年のフォントノワの戦いで火蓋が切られ、この戦いを受け、842年にはシャルル2世とルートヴィヒ2世がロタール1世に対抗するために同盟を組む。この同盟は歴史家ニタールによって「ストラスブールの誓い」として書き留められた。この文書はフランス語およびドイツ語による最古のテキストとなっている。843年のヴェルダン条約によってフランク王国の所領が西フランク王国、中央フランク王国、東フランク王国の三分割された。その後、870年9月に中部フランク王国のロタール2世が没すると、領土の見直しが行われ、メルセン条約が結ばれる。これによって現在のフランス・ドイツ・イタリアの礎となる西フランク王国、東フランク王国、イタリア王国が成立した。
この時代より、北方のノルマン人による襲撃が始まる。特に対ノルマン人との戦いの中で目立った活躍をした人物に、パリ伯ウードがいる。フランク王国の中央集権は、ヴェルダン条約以降、衰退の一途を辿る。上述のような恩貸地制度の崩壊なども相まって、877年にシャルル2世によって発布された勅令は、それを禁ずるものであるが、それはまさしく、フランク王国の中央集権の衰退を象徴している。こうした中央集権の衰退は、結果として地方分権を推し進め、フランス各地に大小様々の荘園が発生したとされる。この頃の西フランク王国は、北方からのノルマン人（ヴァイキング）の進出に苦慮しており、10世紀初頭にはサン=クレール=シュル=エプト条約によってノルマン人のロロにノルマンディーの地を封じた（ノルマンディー公国）。後にノルマンディー公がイングランドの王位に就いたことで、その後の英仏関係は様々な紛糾が引き起こされた。地方の領邦権力の成長につれ、王権は弱体化し、9世紀末に西フランク王国は領邦君主や司教によって王位の世襲制が廃止され、これを選挙に変えた。

## カペー朝

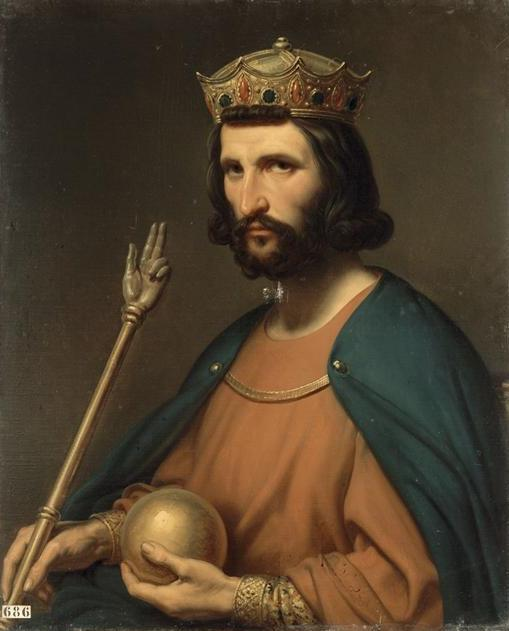
ユーグ・カペー

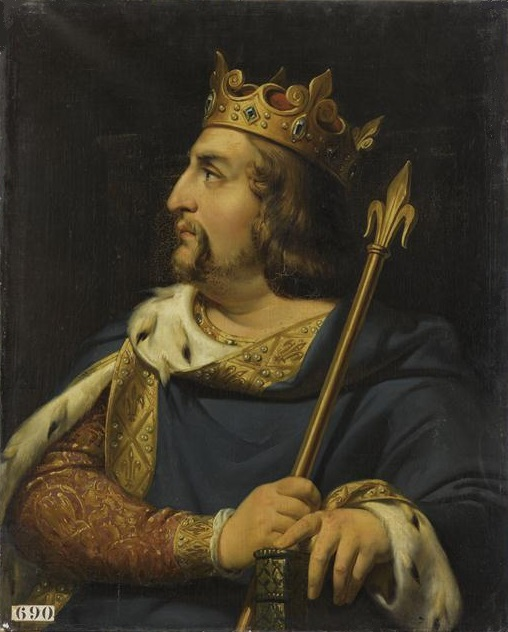
ルイ6世

987年に西フランク王国のルイ5世が没し、カロリング家が断絶する。同年、パリ伯であったロベール家のユーグ・カペーがカペー朝を創始した。ノルマン人の討伐で活躍したユーグ・カペーだったが、その王権は東フランク王国（ドイツ王国）などと比べても脆弱で、パリ周辺のみにしかその王権は及ばなかった。カペーのみならず、ロベール2世、アンリ1世、フィリップ1世らの最初の4代はこうした狭い領土のため、周辺の大諸侯と肩を並べるのに精一杯で、勢力の拡大や行政上の改革は難航した。しかし一方で、大胆な勢力拡大こそ見られないものの、各代が女性問題などの騒動を抱えながらも長生きし、王位継承の問題を解決していたことから、それぞれの治世が長くなるにつれ、王家は安定し始めた。5代目のルイ6世は、淫蕩で食道楽であったが、そうした汚名とは裏腹に、勢力を強めていたノルマンディー公を牽制し、政略結婚を通じて領土の拡大をするなど、王朝の発展に大きく寄与した。しかしその過程でのルイ7世とアリエノール・ダキテーヌとの離婚騒動は、イギリスとの関係悪化を招き、結果的に百年戦争の要因の一つとなった。

### 十字軍の時代と王たち

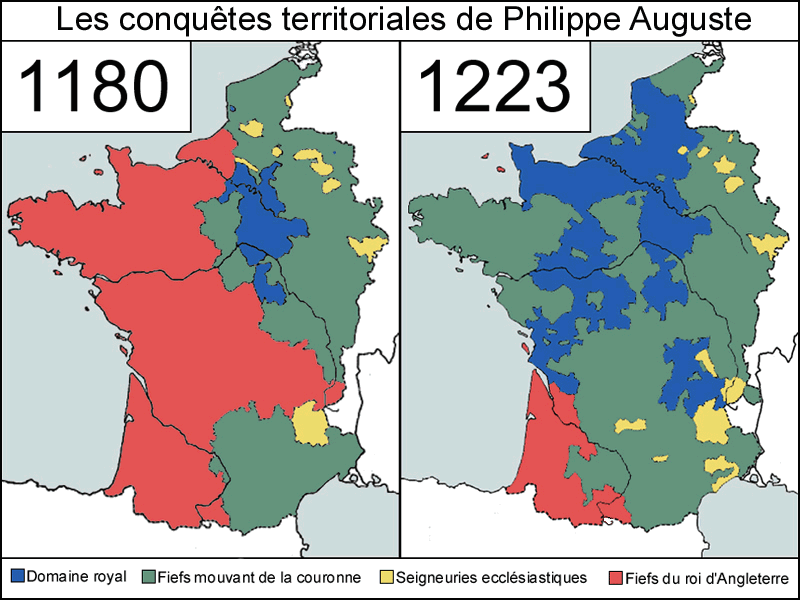
フィリップ2世時代の勢力変化。青：王家領、緑：諸侯領、黄：教会領、赤：アンジュー家領

西暦1000年、聖書の告知にもかかわらず、キリストの再誕は現れなかったことから、教会への失望と不信がいたずらに増長し、教会の支配権は年々低下の一途をたどっていた。そうした背景から、起死回生の企てとして1096年にローマ教皇ウルバヌス2世によって第1回十字軍遠征がクレルモン公会議で提唱された。フランスからはトゥールーズ伯やフランドル伯などが参加した。1147年の第2回十字軍遠征では、エデッサ伯国陥落の報告を受け、ルイ7世がローマ教皇エウゲニウス3世に十字軍勅書の要請を出し、十字軍が組織され、遠征が行われた。ルイ7世はイェルサレム巡礼を果たすも、神聖ローマ皇帝コンラート3世との内部抗争や無理な攻勢が続き、結果的に遠征は失敗に終わった。
1180年に王位についたフィリップ2世はフィリップ・オーギュストと呼ばれ、この時代に王権は飛躍的に強化された。
1189年の第3回十字軍遠征では、フィリップ2世が神聖ローマ皇帝フリードリヒ1世やイギリス王リチャード1世らとともに参加した。この遠征ではイェルサレム奪還こそ失敗したが、講和により巡礼の安全確保が行われた。
1199年、フィリップ2世は私生活でのトラブルなどから、インノケンティウス3世から破門と聖務停止を命じられる。
13世紀頃より徐々に王権の強化が進み、イングランド王リチャード1世やジョンと争ったフィリップ2世は、プランタジネット朝（イングランド王家）の領土であったノルマンディーやアンジューを奪った。また、この頃フランス南部で広まっていたアルビジョワ派が異端とされ、アルビジョワ十字軍が組織された。この異端撲滅闘争は仏王ルイ9世の時代までに完了し、結果としてフランス南部にまでフランス王権が伸張することになった。このように、総じて13世紀におけるフランス王権の強化は、ローマ教皇との連携を前提として進められたものであった。しかし、第6回十字軍・第7回十字軍を行ったことはフランス財政に重い負担を与えることになった。またこの遠征を通じて、ルイ9世は遠征先のチュニスで没した。
11世紀よりフランスに限らず西ヨーロッパは、ピレネー山脈やラインラントでの鉄の生産が盛んになった経緯を受け、13世紀には農村などに鉄製農具が供給された。特に重量有輪犂はアルプス以北などの湿った重い土壌の土地を深く耕すことができたことから普及し、またこの技術を受け、春耕地、秋耕地と休耕地の3つの耕作環境をローテーションさせる三圃式農業も普及した。こうした技術の変化は、農業の生産力を高め、余剰生産物の貨幣化を通じて農民の荘園への貨幣地代の導入を促したほか、大規模な開墾運動を展開し、新村落(ヴィル=ヌーヴ)が次々に登場した。新村楽では、領主が農民を誘致させるために特許状の配布や、年貢の免除、罰金の減額などが行われた。

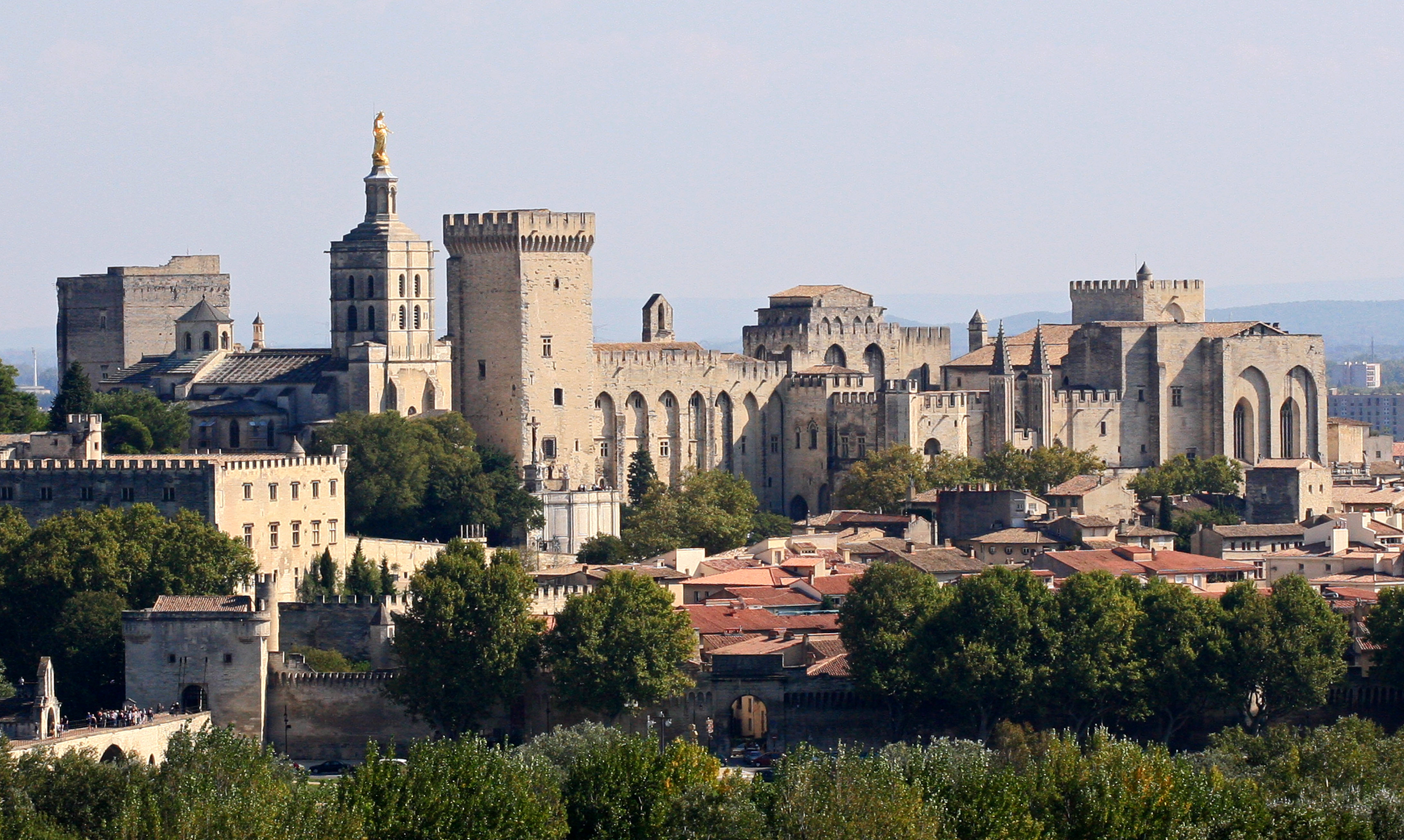
アヴィニョン教皇庁

### アヴィニョン捕囚
14世紀に入るとフランス王と教皇の関係は対立へと転じる。財政難の打開を図った仏王フィリップ4世は、国内の聖職者への課税を図ってローマ教皇との対立を深めた。1302年、状況打開を求めたフィリップは、三部会（フランス初の身分制議会）を開催して、フランス国内の諸身分から支持を得た。その上で、翌1303年にアナーニ事件を引き起こしてローマ教皇ボニファティウス8世を一時幽閉するなど追い込んで憤死に至らしめた。その後、フランス人教皇のクレメンス5世を擁立させた上で、1309年に教皇庁をローマからアヴィニョンに移転（アヴィニョン捕囚、「教皇のバビロン捕囚」）させ、フランス王権の教皇に対する優位性を知らしめた。このことによって、のちの宗教改革の時代よりも早く、フランス教会はカトリックの枠内にありながらローマ教皇からの事実上の独立を成し遂げた（ガリカニスム）。このカペー朝の繁栄は続くかと思われたが、フィリップ4世の死後に3人の息子が相次いで急逝し断絶へと至った。
なお、フランスの王位継承者は、サリカ法典により男系のカペー家の子孫のみが継承権を許されている。以降、フランス王家はヴァロワ家、ブルボン家へと受け継がれるが、これらの家系もカペー朝の傍系である。その意味においては、王政（フランス王国）がフランス革命によって打倒されるまで、カペー家の血筋が続いている。（1814年以降のブルボン家、オルレアン家を含めると、その血統はさらに続くことになる。）

## ヴァロワ朝

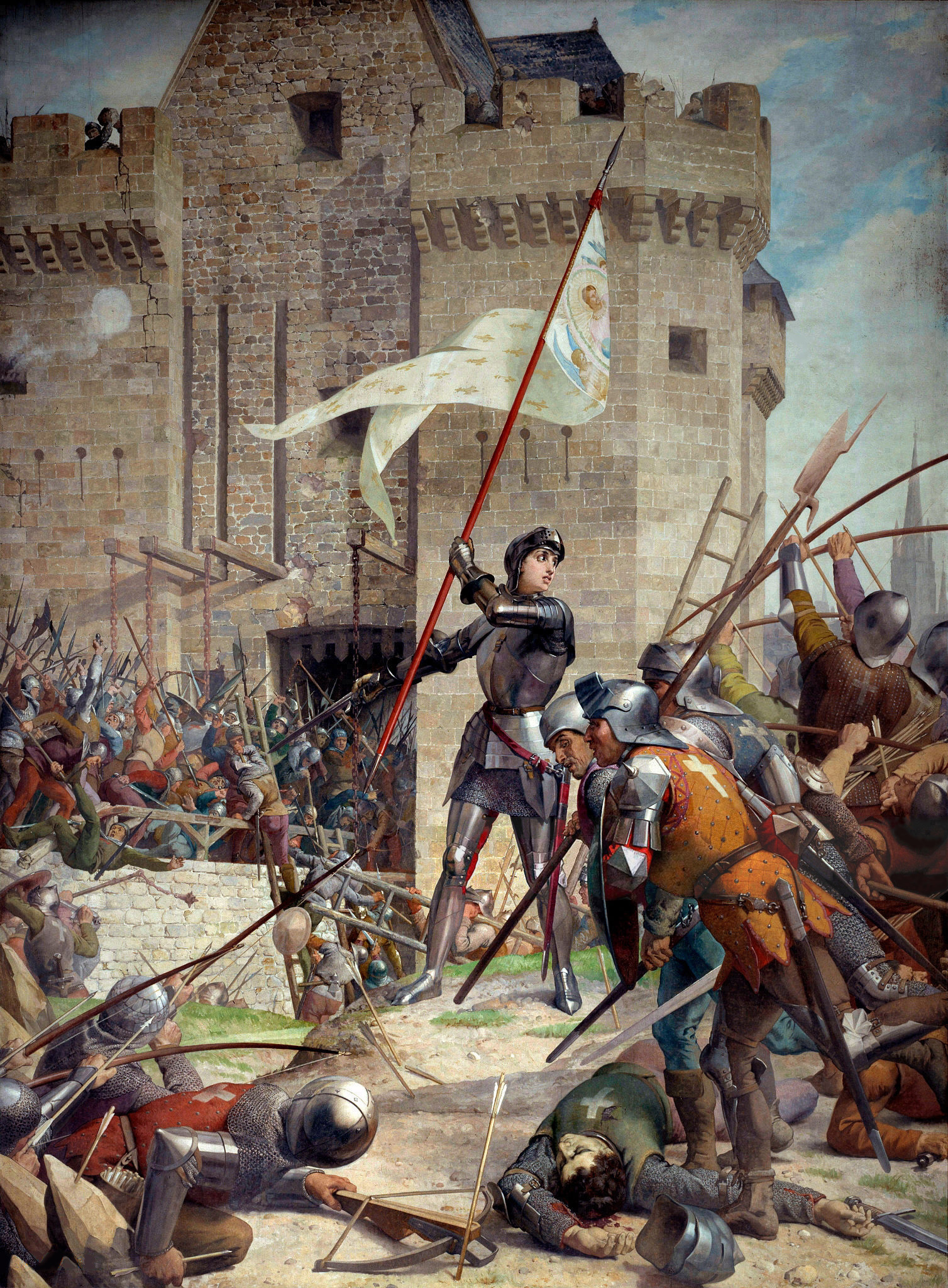
ジャンヌ・ダルク

### 百年戦争

百年戦争の推移。黄：フランス領、灰：イギリス領、濃い灰：ブルゴーニュ公領

カペー本家の断絶を受けて、1328年にヴァロワ家のフィリップ6世がフランス王に即位した。しかし、フィリップ4世の孫にあたるイングランド王エドワード3世は、自らこそフランスの王位継承者であると主張し、両国の間で百年戦争が勃発した。当初は、長弓部隊などを導入したイングランドが優勢であり、クレシーの戦いやポワティエの戦いで勝利を収めていた。勢いに乗るイングランドの軍勢はパリを占領し、フランス王シャルル7世をオルレアンに追いつめた。しかし、ジャンヌ・ダルクの登場を契機として戦況は逆転へと向かい、最終的にはドーバー海峡に近いカレーを除く大陸領土をフランスが制圧して終わった。長期にわたる戦乱は封建諸侯の没落を招いたほか、戦争予算を工面する必要から官僚制の整備が図られ、常備軍が設置されるなど、王権の強化がさらに進んだ。
14世紀に入ってより、気候が寒冷化し、凶作が飢饉を生み、やがてペストが流行した。また十字軍遠征や百年戦争などの戦乱などから、農業人口が減少したため、荘園領主は労働力を確保するために、農民の待遇を向上せざるを得なかった。こうした背景から次第に農奴制の廃止を訴える農民による反乱がヨーロッパ各地で展開された。フランスにおいては1358年のジャックリーの乱やエティエンヌ・マルセルの反乱がそれに相当する。1360年、ブレティニー条約が結ばれ、アキテーヌとポワトゥーがイギリスに割譲された。
1449年、イギリス軍がフランスから撤退し、ギュイエンヌとノルマンディーがフランス領となる。

### 宗教改革

サン・バルテルミの虐殺

1498年、シャルル8世はイタリアへの勢力拡大を図ってイタリア戦争を引き起こした。これに対してハプスブルク家も対抗して出兵したことが、18世紀半ばまで続くフランス王家（ヴァロワ家、ブルボン家）とハプスブルク家の間の対立の端緒となった。16世紀前半、神聖ローマ皇帝の座を狙ったが叶わなかったフランソワ1世は、当時ハプスブルク家と対立していたオスマン帝国のスルタンスレイマン1世との連携まで行って、ハプスブルク家の皇帝カール5世と抗争を続けたが、結局はハプスブルク家優位のままイタリア戦争は終結した（カトー・カンブレジ条約）。

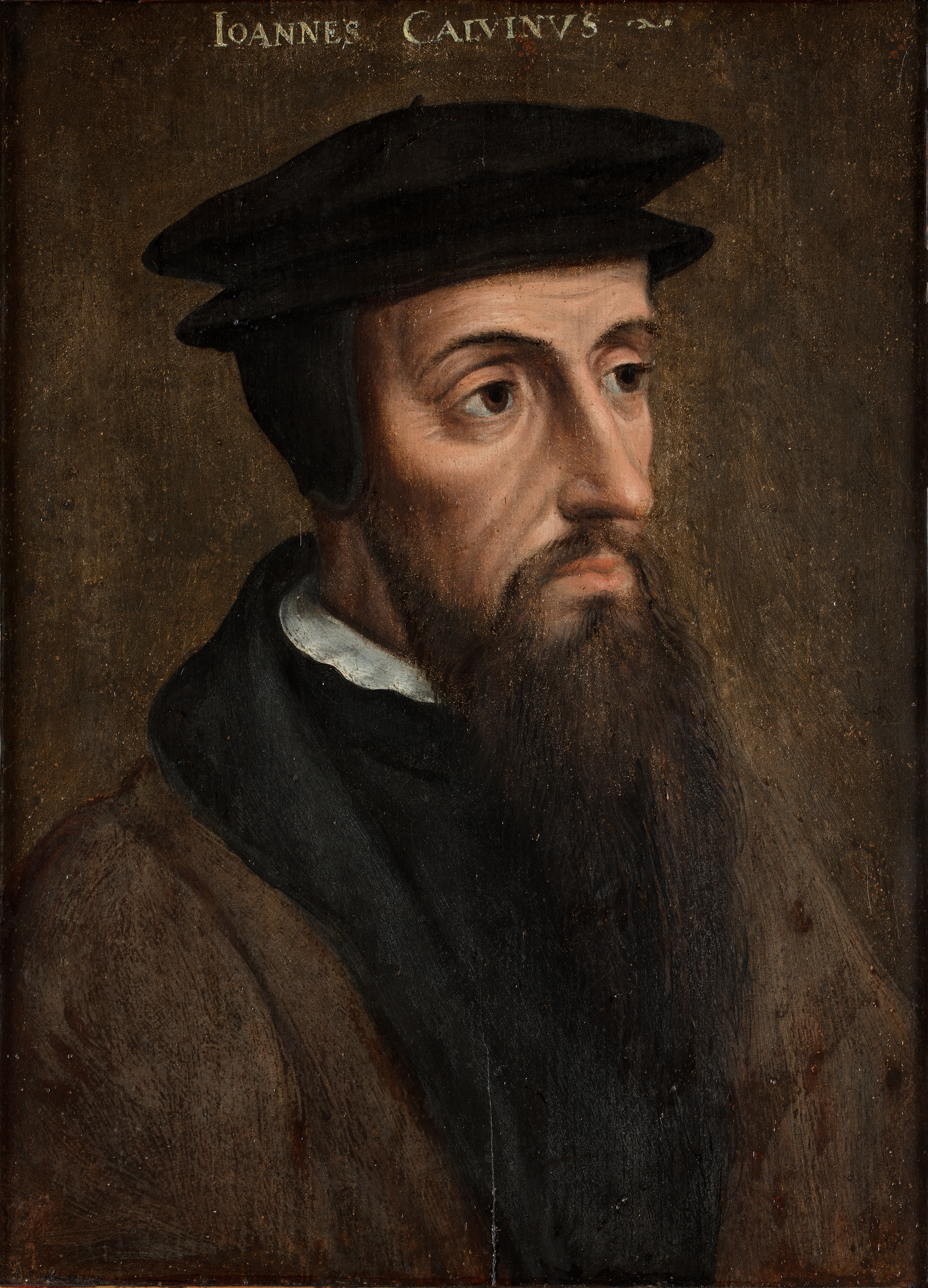
ジャン・カルヴァン

16世紀より広がり始めた宗教改革の流れは、フランソワ1世が新思想に敏感であったことから、早い段階からフランスに根を下ろした。宗教改革の時代では、フランスからジャン・カルヴァンが生み出された。カルヴァンは1533年に「キリスト教綱要」を著し、教会の腐敗を激しく批判した。カルヴァンは予定説を主張し、またこれに呼応する一派はカルヴァン派と呼ばれるようになった。1539年、フランソワ1世はヴィレール=コトレ王令を出し、以降、フランスの全ての公文書でフランス語が使われるようになる。
16世紀後半になると、既にスイスのジュネーヴで高まっていたカルヴァン派の影響がフランス国内にも及び、ユグノー（カルヴァン派）の対立が深まり、30年以上にわたる内戦となったユグノー戦争が勃発した。1580年、モンテーニュが「エセー」を出版する。「エセー」は17世紀より来る啓蒙時代に影響を与えた。1572年のサン・バルテルミの虐殺に見られるように、カトリック・プロテスタント両勢力の対立は先鋭化していき、ついに1589年にはアンリ3世がパリで暗殺され、ヴァロワ朝は断絶した。

## ブルボン朝

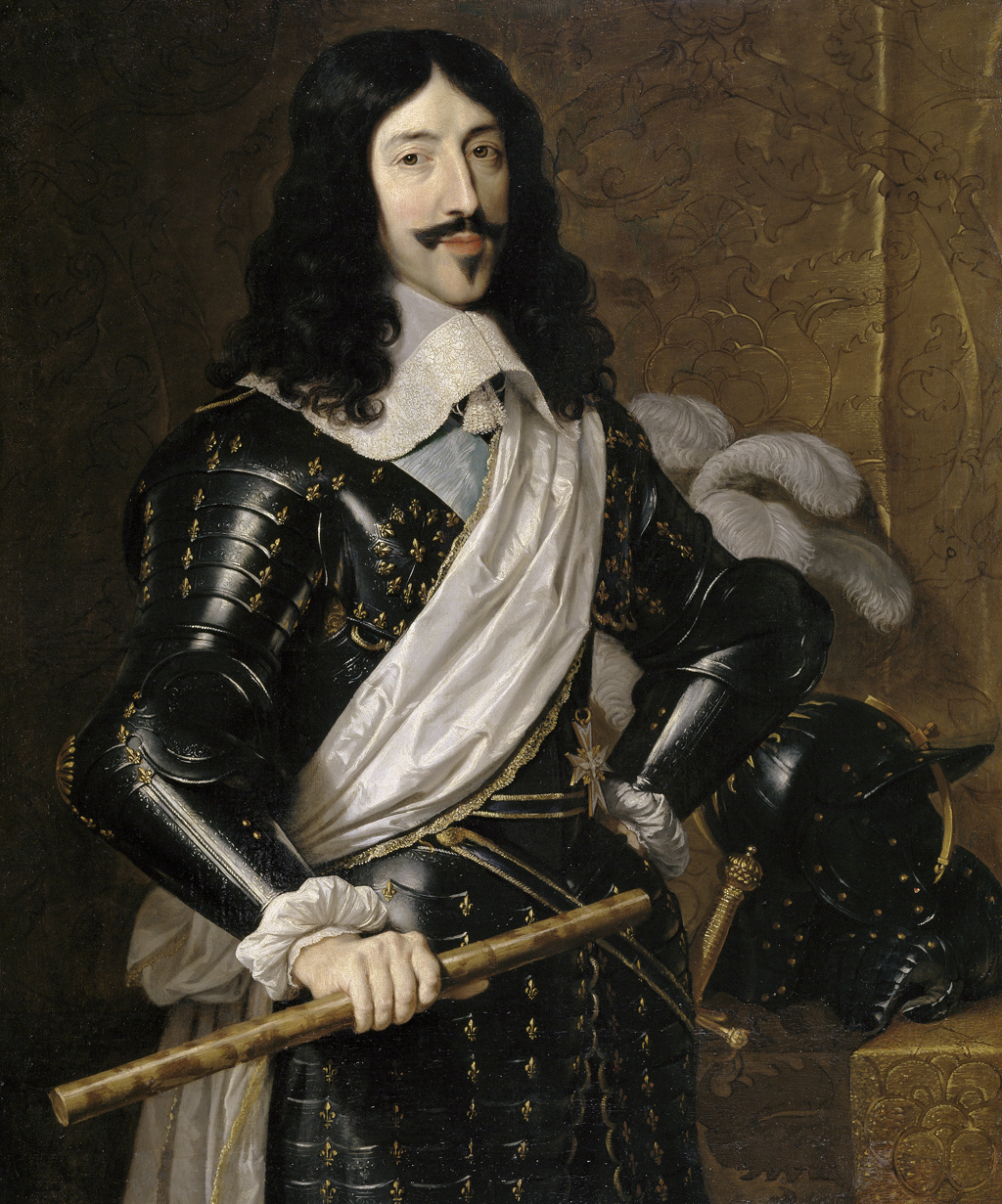
ルイ13世

### ブルボン朝の成立と発展

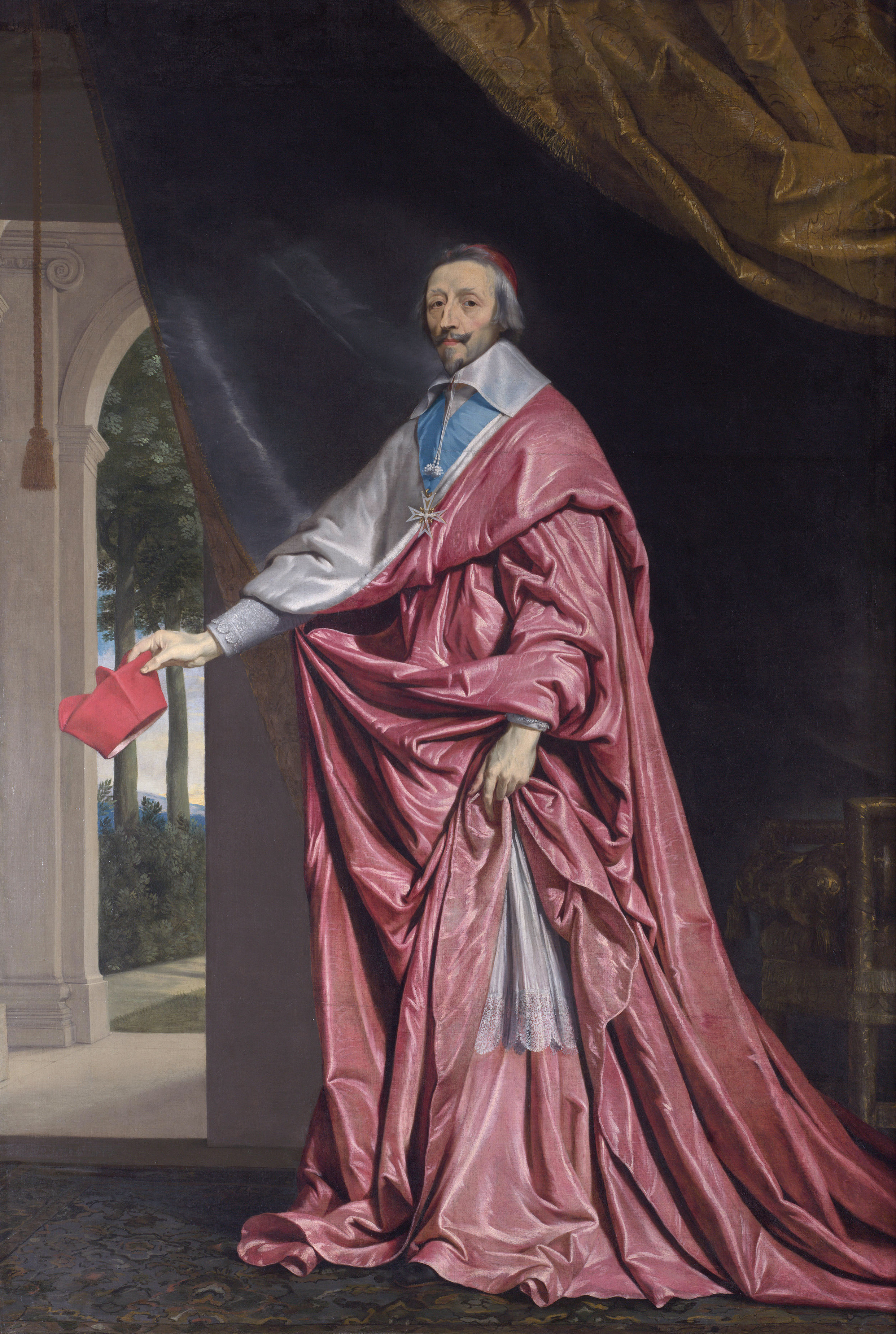
リシュリュー枢機卿

1589年、ユグノー戦争におけるカルヴァン派側の首領であったナヴァール王アンリが、フランス王アンリ4世として即位し、ブルボン朝が成立した。アンリは、カルヴァン派の立場を貫くことで政情が混乱することを懸念し、1593年にカトリックに改宗した。その上で、1598年には宗教的寛容を定めたナントの勅令を出し、個人の信仰の自由を認めて、30年以上にわたって続いたユグノー戦争を終わらせた。
その後、アンリ4世は、宗教戦争期に強い自律性を持った大貴族や旧教同盟の拠点にもなった諸都市への服従を迫る政策に腐心し、経済の分野においては、リシュリューを任命し、重商主義政策による産業の振興や財政再建などに努めた。
1610年に狂信的カトリック教徒の凶刃に倒れ死去した。
次王ルイ13世は、母后マリー・ド・メディシスや宰相リシュリューの補佐のもとでさらに王権の強化を推し進めた。1615年からは三部会も開催されず、官僚制・常備軍の整備はさらに進んだ。1618年より中欧で起こった三十年戦争では、自国のカトリックという宗教的立場よりも国益を最優先として新教側を支援し、ブルボン家の勢力拡大を図った。
1643年にルイ13世が死去したことで、まだ5歳だったルイ14世が即位したが、宰相のジュール・マザランが補佐をした。1648年には三十年戦争の講和条約であるウェストファリア条約（独語：ヴェストファーレン条約）でアルザス地方とロレーヌの3都市を領土に加えた。同年に、これ以上の王権強化を懸念した貴族らによってフロンドの乱が起こったが、1653年までに鎮圧された。

#### 文学・思想史の動向
1630年代から1640年代にかけて「方法序説」(1636)や「哲学原理」(1644)、「情念論」(1649)などを著した哲学者ルネ・デカルトの方法的懐疑と呼ばれる哲学的方法と、それらによって提起された心身問題は、スピノザやライプニッツといった当時の哲学者たちに大きな影響を与えた。またこの時代には、ジャン・シャプランやデマレ・ドサン=ソルランといった作家たちの提言を受け、リシュリュー枢機卿によってアカデミー・フランセーズが設立される。
1650年代にはブレーズ・パスカルが「パンセ」を著したほか、数学的な発見をした。

### ルイ14世の親政期

16世紀からフランス革命期にかけての領土拡大

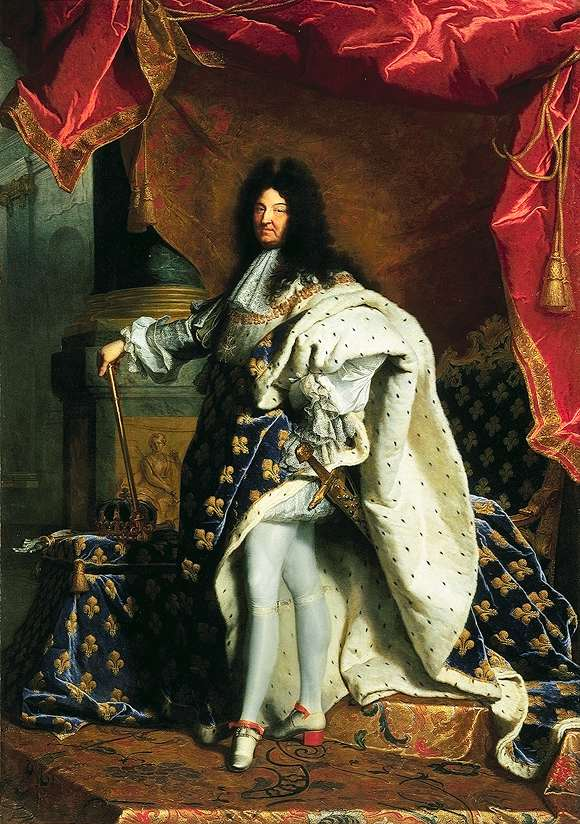
ルイ14世

1661年、ルイ14世を補佐していた宰相マザランが死去し、ルイ14世の親政が始まった。さらなるブルボン家の勢力拡大を図ったため、一層の財政充実が求められ、財務長官のコルベールがその任にあたった。彼は、休眠中であったフランス東インド会社を再建させ、王立特権マニュファクチュアを通じて国内産業の育成を図るなど、重商主義政策を推進した。一方で対外政策としては、ネーデルラント継承戦争に見られるように、相次いで領土拡大戦争を起こした。
当初、イングランドのステュアート朝（革命中に王族を保護していた）と友好的だったため、英仏の王朝的関係は良好（英議会とは不仲）であったが、ネーデルラント継承戦争のさなか、名誉革命によってオランダ総督・オラニエ公ウィレム3世がイングランド王ウィリアム3世として即位してしまったため、対英関係は悪化した。
ライン川流域のプファルツに対して起こしたアウクスブルク同盟戦争（プファルツ継承戦争）でも、国際的な対ブルボン家包囲網が形成されるなど、覇権を追い求めるルイ14世はヨーロッパにおける外交的孤立を余儀なくされていった。スペイン・ハプスブルク朝の断絶に乗じて起こしたスペイン継承戦争では、ユトレヒト条約でスペイン・ブルボン朝の王位を承認させるという成果を得たものの、北米大陸でアカディア郡、ハドソン湾などの領土を喪失したことや、イギリスにスペイン・ブルボン家のアメリカ大陸領におけるアシエント権（奴隷貿易独占権）を認めるなど打撃も大きかった。

### ブルボン朝の財政

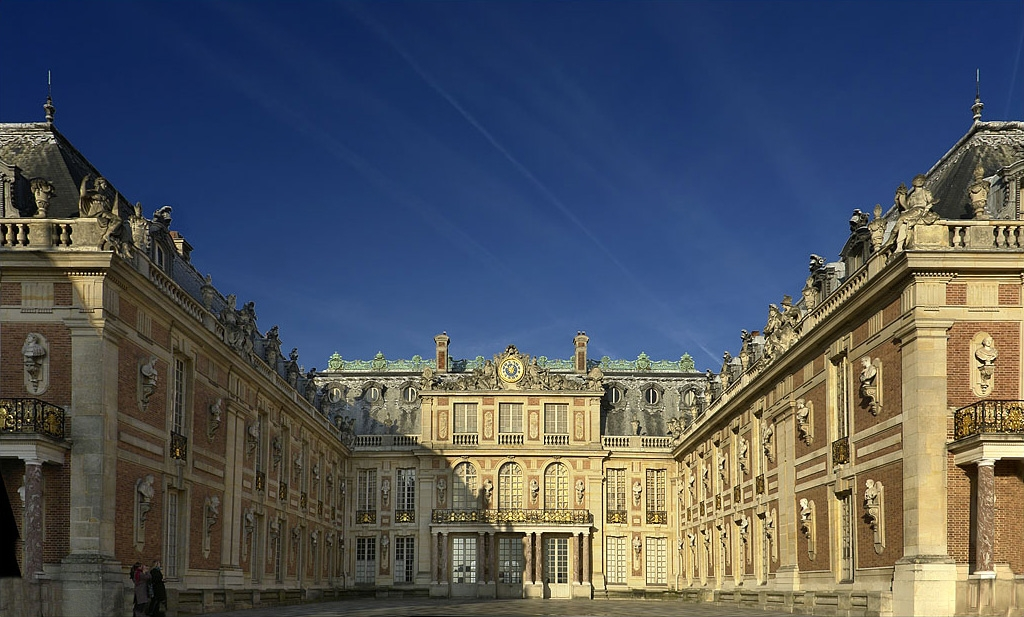
ヴェルサイユ宮殿

長期にわたるイギリスとの抗争は、徐々に両国の経済的状況を反映して、フランスが劣勢に陥っていった。イギリスは既に名誉革命を成し遂げて立憲君主制に移行しており、議会が徴税権を確立している上、1694年に創設されたイングランド銀行が発行する英国債に対して国際金融センターであったアムステルダムなどから投資が集まっていた。また、市民革命の過程で特権団体であるギルドが解体しており、企業家の形成や工業化が生じる土台が形成されていた。このように、イギリスは長期的な植民地抗争に耐えられるだけの経済的基盤があった。奢侈の限りを尽くしたヴェルサイユ宮殿の建築、運営もフランス財政に重くのしかかった。1682年には、パリからヴェルサイユへと都を移し、以降、ルイ14世はヴェルサイユ宮殿の中で政治を行なった。また王権神授説を信奉するルイ14世は、1685年にナントの勅令を廃止し（フォンテーヌブローの勅令）、国内の富裕なカルヴァン派が国外に流出するという事態を招いた。また、聖職者・貴族といった特権階級が免税特権をいまだ有していた。戦争の長期化は、フランスを利することは決してなかったのである。こうした中、イタリア戦争以来の反ハプスブルク家というフランス外交の基本方針を維持しつつ、北米大陸の植民地抗争も同時に継続するということは、極めて困難となっていた。当時、ハプスブルク家も対プロイセン抗争で劣勢に陥っており、両王家ともに関係改善を求めていた。かくして、18世紀半ばに両王家が対立から同盟へと転じる外交革命が起こった。

### ルイ15世の時代

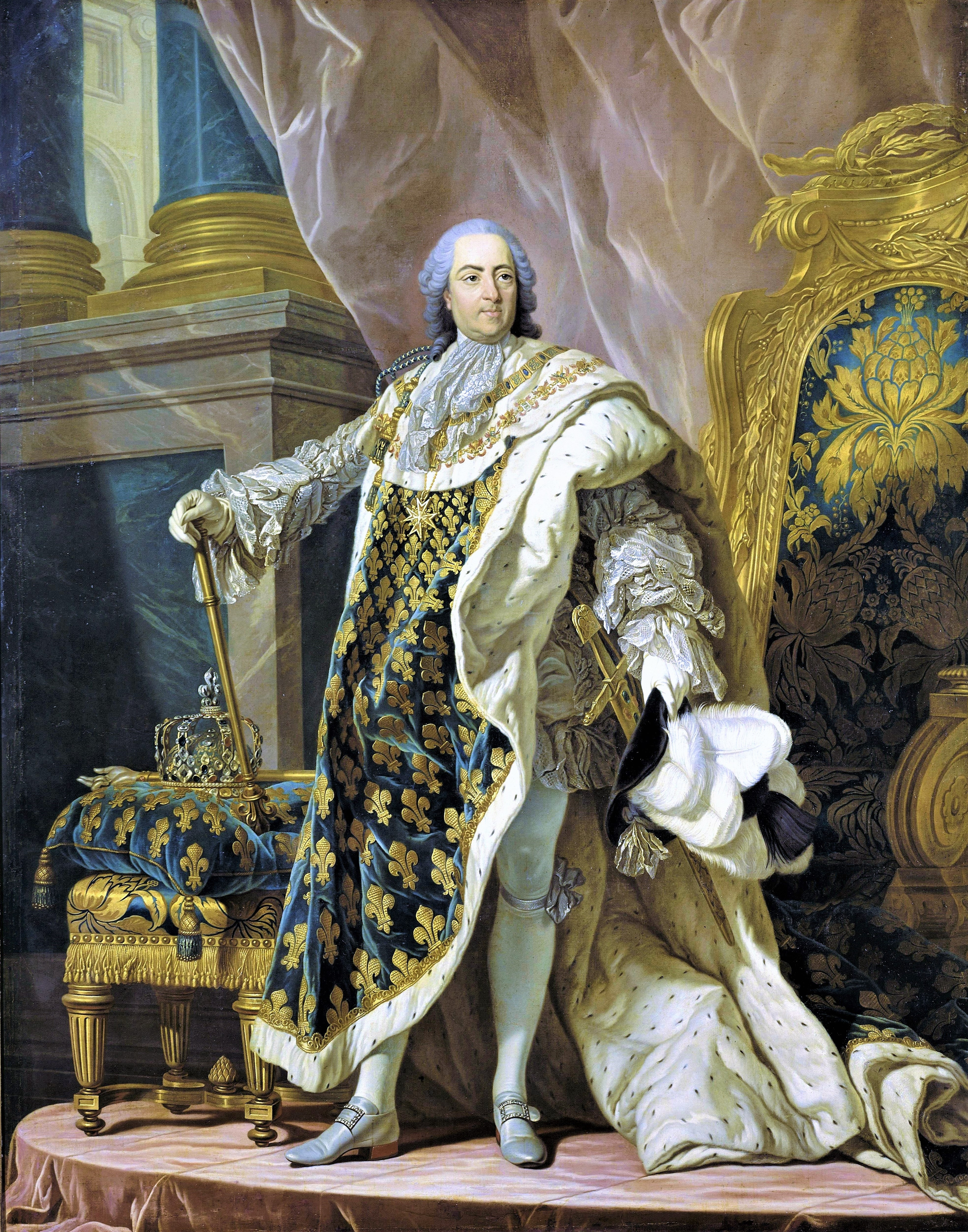
ルイ15世

ルイ14世期に確立されたとされる「絶対王政」は、聖職者・貴族・ギルドといったある種の利権団体（社団）との強固な結びつきのもとに成立していたもので、フランス人民1人1人にまで国家権力が及んでいたわけではなかった。18世紀になり、1715年にルイ14世が没すると、王位はルイ15世に移った。約10年間の摂政時代を経て1726年にルイ15世の親政が始まるも、ルイ15世は政治を嫌い、女遊びにばかり興じる一方であった。特にポンパドゥール夫人は20年近くに渡ってルイ15世を虜にし、ヴェルサイユの一隅に贅を尽くした邸宅を建て、王室の財政を圧迫した。また、エオンという素性の知れない怪しい人物を側近にし、国際交渉の場にも彼女を出席させた。こうしたいい加減な振る舞いは王権の威信を失わせていった。一方で、豪華絢爛なバロック様式を好んだルイ14世と比べ、ルイ15世の時代にはロココ様式による文化が生まれ始める。
1756年、七年戦争が勃発する。この戦争でフランスは海外植民地での戦闘で敗北を喫し、1763年のパリ条約で、カナダのミシシッピ川以東のルイジアナと西インド諸島の一部をイギリスに、ミシシッピ川以西をスペインに割譲され、アメリカ大陸・インドからの事実上全面撤退を余儀なくされた。長期にわたる対イギリス植民地抗争は、フランスに多大な負債と革命の種を残しただけであった。

### ルイ16世の時代
1774年、ルイ15世が没すると、王位はルイ16世に移る。この時代はアンシャン・レジームと呼ばれる社会体制が成り立っており、第1身分の聖職者、第2身分の貴族、そして第3身分の平民に分かれており、人口の約9割が第3身分であった。大多数の第3身分が税金の負担によって苦しめられている中で、少数の第1身分と第2身分には広大な土地や重要な役職、免税などの特権などを得ていた。パリでは多くのカフェが営業され、カフェや個人的なサロンにおいて、勃興しつつあるブルジョワジーや自由主義貴族が新聞を片手に社会批判を行うようになっていた。このような、王権が及ばない「公共空間]で生まれた公論（世論）は、当時高まっていた啓蒙思想によって理論武装されていき、のちのフランス革命を擁護するような諸理論を育んでいった。こうした中において、国王ルイ16世は、ルイ15世時代の人事を大きく変え、改革派であるジャック・テュルゴーやジャック・ネッケルを起用し、特権身分にも税金を課すなど、王権の及ぶ範囲で改革を目指したが、自由主義擁護者と絶対王政擁護者の板挟みとなり、絶対王政は限界を迎える様になった 。特にテュルゴーは、穀物取り引きの自由化や、親方制度の廃止といった経済的自由主義的な政策を多く導入した。しかしこうした急進的な規制の撤廃は、当時起こっていた凶作が重なったこともあり、1775年に価格の高騰や品不足を引き起こし、パリやノルマンディー、イル・ド・フランス地域圏で暴動を誘発した。

## フランス革命

バスティーユ牢獄襲撃

1789年 - 1794年。広義には1799年まで。ブルボン王朝及び貴族・聖職者による圧制に反発した民衆が1789年7月14日にバスティーユ牢獄を襲撃する。これを契機としてフランスの全土に騒乱が発生し、アンシャン・レジームは崩壊する。フランス文学翻訳家の高遠弘美は、フランス革命のきっかけはバスティーユ襲撃事件ではなく、その数ヶ月前に発生した「レヴェイヨン事件」が引き金であると指摘している。レヴェイヨン事件は、パリの壁紙製造業者であったジャン・バチスト・レヴェイヨンがその日のパンの価格の暴騰を受け、パンの価格を下げることを提案した方法が結局は賃金を下げることだと誤解した労働者たちによって引き起こされた一連の暴動である。これらの動きを受け、国民議会は8月4日には封建的特権の廃止を宣言し、領主裁判権や教会への十分の一税が廃止された。8月26日にはラ・ファイエットが起草したフランス人権宣言が採択された。10月には女性を先頭にしたパリの民衆がヴェルサイユ行進し、改革に否定的な王家をパリに移転させた。
1790年には全国の行政区画を再編し、教会財産を没収、ギルドを廃止して営業の自由を確保したり、センチ・メートル法が正式に採用されるなどの改革が行われた。
翌年の1791年には一院制の立憲君主制を定め、選挙権を有産市民のみに限定した1791年憲法が発布され、国民議会は解散する。5月26日、国民議会は、国王に多額の生活費を与えることを決議する。6月、ルイ16世と王妃マリー・アントワネットがオーストリアへの逃亡を試みるヴァレンヌ事件が発生するが失敗し、王室への信頼は地に堕ちた。10月に開かれた立法議会では、これ以上の革命を望まない立憲君主派と、共和政合はローマ教皇を刺激させたが1797年のトレンチノ条約によってピオ6世はその旨を認めた。

## 第一共和政
1792年の春にジロンド派が政権を握り、オーストリアに対して宣戦布告を行う。8月にはオーストリアとプロイセン王国がルイ16世の救援を各国君主に呼びかけるピルニッツ宣言が行われる中、8月10日に国王一家がいたテュイルリー宮殿を襲撃する8月10日事件が発生し王権が停止する。9月には男性普通選挙による国民公会が成立し、共和制の樹立が宣言された。

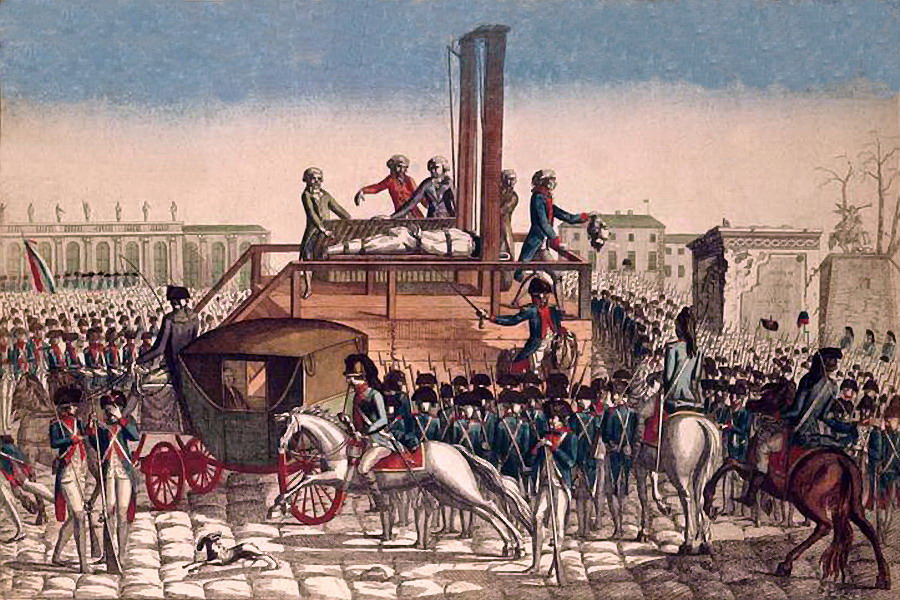
ルイ16世の処刑

国民公会では急進共和派のジャコバン派が勢力を増し、1793年1月にはルイ16世が処刑された。
こうした革命の流れがイギリスに波及することを恐れた英首相ウィリアム・ピットはフランス軍のベルギー地方への侵入に対抗する形でフランス包囲の大同盟である第1回対仏大同盟を形成した。このためヨーロッパを敵に回したフランス国内では、王党派と結びついた農民反乱が広がった。ヴァンデの反乱がそれに相当する。6月にはジャコバン派が事態を乗り切るためにジロンド派を議会から追放し、男性普通選挙を定めた1793年憲法の制定や、封建地代の無償廃止、亡命した貴族の土地の競売や最高価格令に伴う強力な価格統制など、都市部の民衆や農民の支持を確保するための政策を採用した。同年、ルーヴル宮殿が「共和国美術館」として使用されることが決まり、宮殿に所蔵されていた王室のコレクションは、王室の私有財産ではなく、国有財産となった。
マクシミリアン・ロベスピエールを中心とするジャコバン派政権は、強大な権限を持つ公安委員会を設置し、革命防衛のための徴兵制や亡命禁止法、革命暦を導入し、理性崇拝の宗教である「理性の祭典」を創始するなどの急進的な政策を打ち出す一方で、反革命派や王妃マリー・アントワネット、王党派のダントンらを処刑し、恐怖政治を行った。
しかし、外部勢力の排除などが落ち着き、対外勢力からの脅威が遠のくと、小土地所有農民や経済的自由を求める市民層が保守化し、独裁に対する不満が高まり、1794年にはテルミドール9日のクーデターが発生し、ロベスピエールは失脚し、彼とその一派は処刑された。ジャコバン派が没落すると、穏健共和派が有力となり、1795年には制限選挙制を復活させた1795年憲法が制定され、国民公会と革命裁判所は解散、そして総裁政府が樹立する。しかし社会不安は続き、1796年5月には私有財産の廃止を唱え、政府転覆を画策していたバブーフが逮捕され、死刑を宣告されるなどの事件が起こった。1797年10月には、フランス革命戦争で交戦を続けていたイギリス以外の全ての国と休戦をするカンポ・フォルミオ条約が締結される。1798年、ジャコバン派と総裁政府の影響を受け、当時スイスの飛び地であったミュルーズを併合した。11日にはジュネーヴも併合された。1799年、ブリュメール18日のクーデターによってナポレオン・ボナパルトが統領政府を樹立し独裁権を掌握した。

## 第一帝政

ナポレオン・ボナパルト

ナポレオンの戴冠式

1812年の領土。紺：フランス領、薄紫：衛星国

1801年、革命以来、フランスと対立関係にあったローマ教皇と和解し、翌1802年にはイギリスと講和をする「コンコルダート」と「アミアンの和約」を実現させ、対外的な脅威をなくすことになった。1804年3月には私有財産の不可侵や法の下の平等、契約の自由、国家の世俗世など、近代国家に不可欠な規範が記したフランス民法典を公布した。5月、ナポレオン・ボナパルトは終身執政官という地位を経て、国民投票での圧倒的な支持からナポレオン1世として皇帝に即位した。
1805年にイギリス、ロシア、オーストリアによって第3回対仏大同盟が結成されると、10月に行われたトラファルガーの海戦でナポレオンはホレーショ・ネルソン率いるイギリス艦隊に敗北する。しかし大陸での戦いではアウステルリッツの戦いでオーストリアとロシアの連合軍に勝利し、翌1806年には西南ドイツ諸国を保護下に収め、ライン同盟を結成した。11月、ナポレオンは勅令を発し、イギリスとの通商を禁止する、大陸封鎖令を出した。1807年にはプロイセンとロシアの連合軍を破り、ティルジットの和約を結び、分割占領されていたポーランド地方にダンツィヒ公国、ウェストファリア王国、ワルシャワ公国といった傀儡政権を打ち立てた。また1808年にはイベリア半島に侵攻し、スペイン・ブルボン朝を打ち倒す。彼は兄のジョセフ・ボナパルトをホセ1世としてスペイン王位につけ、統治を行うも、各地でスペイン人による蜂起が起こり、。1812年にはロシア遠征が行われるも大量の犠牲者を出した末に撤退し、遠征は失敗に終わる（1812年ロシア戦役）。
ナポレオンはライプツィヒの戦いに敗れ1814年に退位する。戦後処理のためにウィーン会議が開かれた。ウィーン会議は、欧州を1792年以前の状況に戻す正統主義が主な内容で、フランスにブルボン家が王として復位することになった。またこの会議を受け、ジュネーブはスイスに返還された。1815年、エルバ島から脱出し、パリに戻ったナポレオン1世が復位。しかしワーテルローの戦いで完敗。ナポレオン1世は再び退位し、大西洋のイギリス領セント・ヘレナ島に軟禁された。

## 復古王政

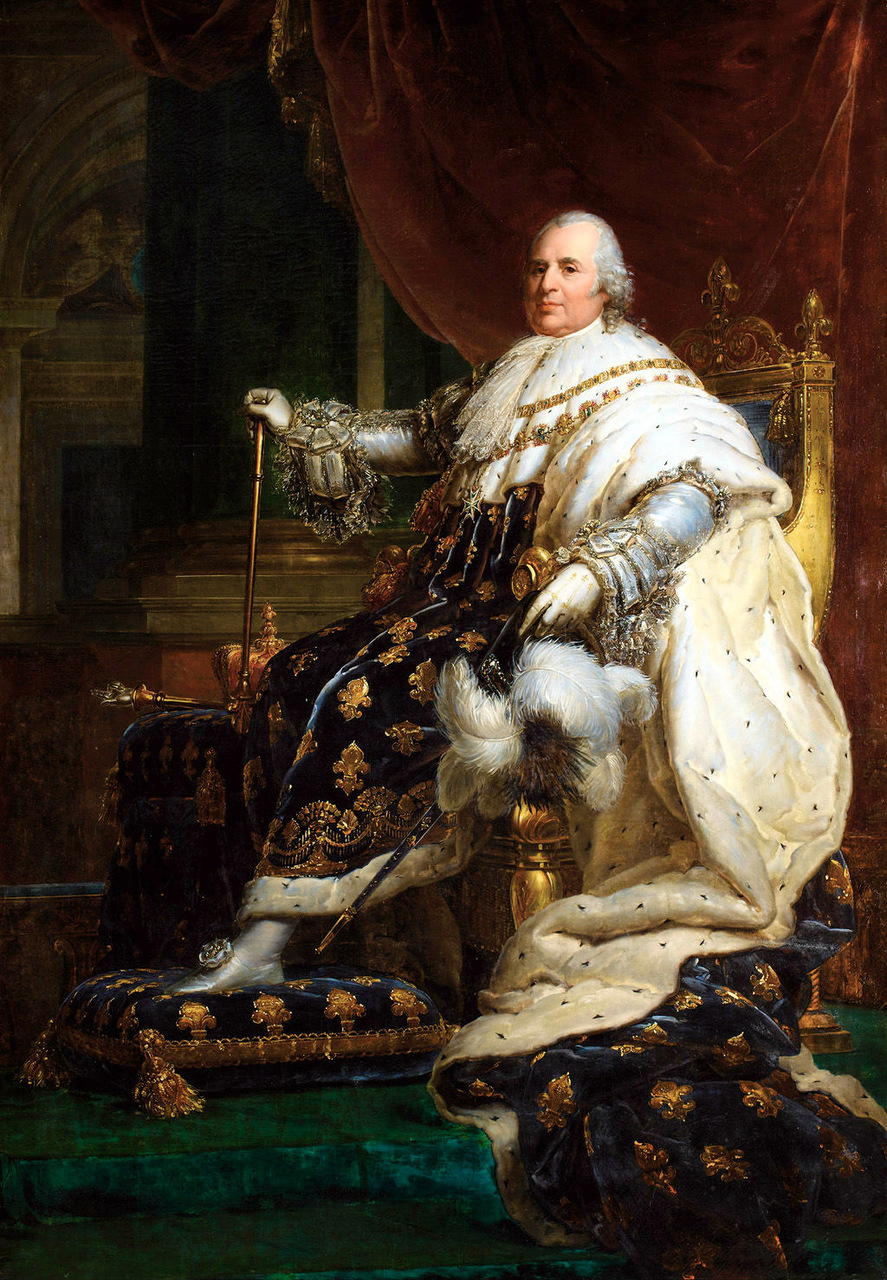
ルイ18世

1814年、ナポレオン1世の失脚後、ルイ16世の弟であるルイ18世がフランス国王に即位した。王の帰還に伴って亡命した貴族たちも続々とフランスに帰国した。このブルボン家の復古は、ウィーン議定書で諸外国によって承認された。
一般に保守反動体制とされるウィーン体制だが、かつてのアンシャン・レジームへ完全に回帰したわけではなかった。復古王政下では制限選挙による立憲君主政が採られ、法の下の平等・所有権の不可侵・出版や言論の自由などが認められた1814年憲章が発布された。しかしアンシャン・レジームの名残が全て払拭されたわけではなく、国民主権は否定され、カトリック教会が国教として定められ、行政権や司法権、立法権などの三権は国家元首である国王が保有していた。
1824年にルイ18世が死去すると、その弟のシャルル10世が即位し、反動政治を推し進めた。シャルル10世は、革命中に売却された亡命貴族の土地の補償を目的とする10億フラン法の制定や、ランス大聖堂での聖別式の復活などを行った。王への反発が強まる中、アルジェリア出兵 (1830年)で関心を対外関係に向けようとするが、高まる自由主義運動に対して抑圧を図ると、1830年7月25日に選挙権をより限定し、元亡命貴族や大土地所有者の票の重みを相対的に大きくさせる七月王令が発布されると、同月27日から29日にかけて7月革命が勃発してシャルル10世は失脚し、イギリスに亡命した。この革命の中心は立憲君主派であったために共和政には移行せず、自由主義に理解を示すオルレアン家のルイ・フィリップが王として選ばれた。アルジェリア侵略の結果、フランス領アルジェリアとして1834年に併合され、1962年の独立まで占領が続いた。

## 7月王政

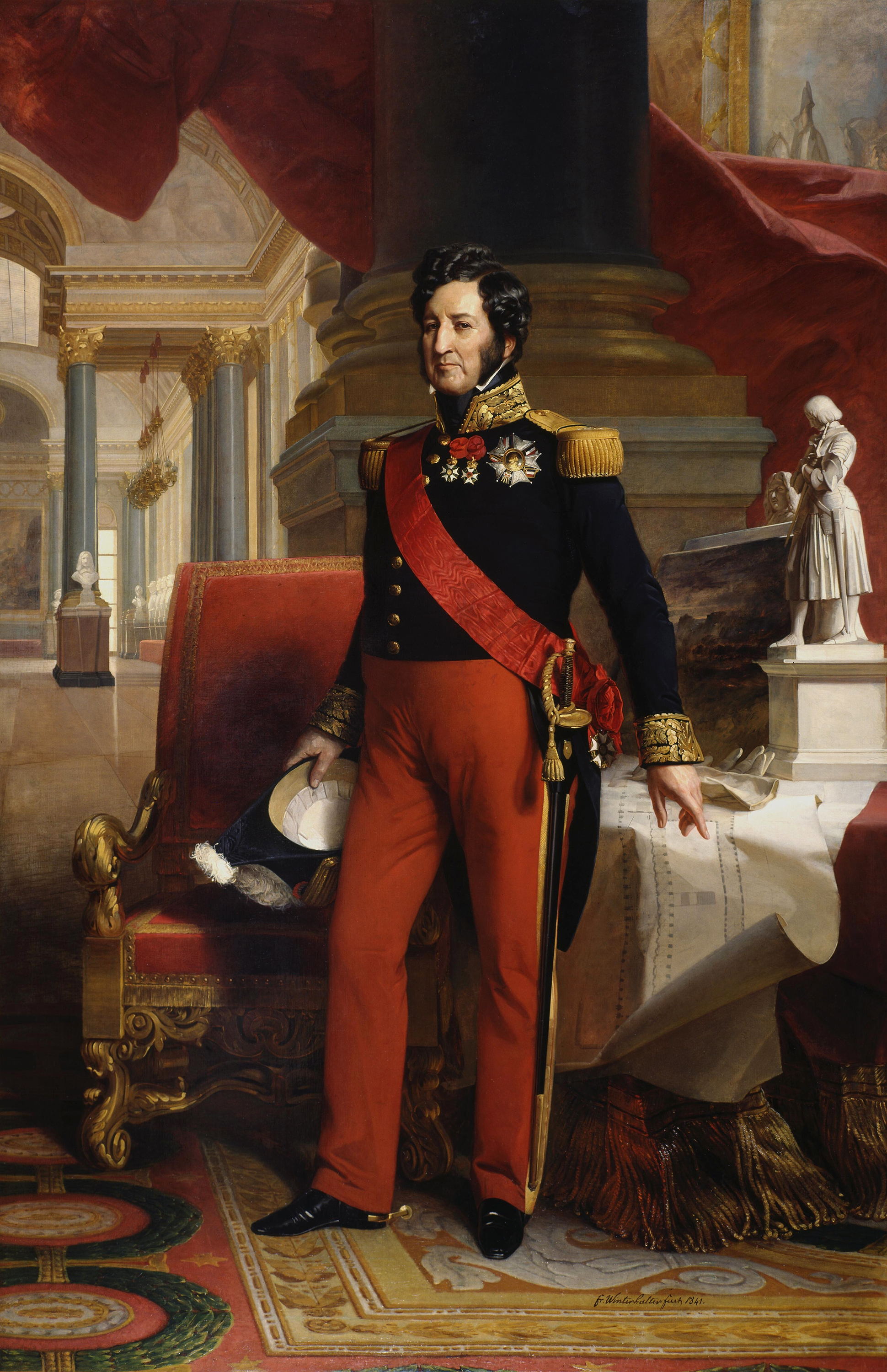
ルイ・フィリップ１世

1830年7月、自由主義者として知られたオルレアン家のルイ・フィリップがフランス国王となった。ここからの彼の治世を7月王政と称する。政治体制は立憲君主制が採られたが、極端な制限選挙により一部の大ブルジョワジーしか政治参加が認められなかった。復古王政の打倒に基づいて新たに作られた1830年憲章では、以前の憲章のなかで示された王権神授説を述べる前文や「臣民」という語句が削除され、以前の憲章で記された自由や平等に関する記述は維持された。
新たに樹立された議会では諸党派の争いに苦しんだ。議会は当初、王政樹立に賛成であった加担派が多数を占めたが、次第にラファイエットやアドルフ・ティエール、ジャック・ラフィットらの進歩党とフランソワ・ピエール・ギヨーム・ギゾーの抵抗党に分裂し、ことあるごとに対立を極めた。また野党にはアンリ・ダルトワを擁立する正統王朝派やルイ・ナポレオンを擁立するボナパルト派などの王党派や、都市部の労働者層を支持基盤とする共和派などがいた。
1830年のラフィットによる組閣では復古王政時代の官僚や将軍らの粛清をすることによって政治的不安を解消しようとしたが、そうした政策が生優しいと、七月革命の原動力となった民衆からの非難を受け、何度かの騒擾などもあったことから、辞職に追い込まれる。
翌1831年、抵抗党のカジミール・ピエール・ペリエが首相となったが、左右両翼からの挟撃に遭い、また当時ヨーロッパで流行していたコレラに罹り、そのまま病没してしまう。ペリエが没してより5ヶ月後、抵抗党のブロイ公、ギゾー、進歩党のティエールによる連立内閣が成立した。この内閣の主な支持層であった上級富裕市民は、11月リヨンで賃金問題から発生した絹織物労働者の暴動や、1832年2月の正統王党派による襲撃の陰謀、1834年の共和派の反乱といった国内での騒擾に対して否定的な立場を取らせ、彼らはやがて政府を動かして武器携行禁止法を制定させ、国民軍を、直接税を納め、かつ自費で装備することのできるブルジョワの子弟だけで構成する組織へと変えていった。

『民衆を導く自由の女神』
（1830年ドラクロワ画）

ナポレオンの没落によって回復された平和は、銀行家や大商人に資本を蓄積させ、これらは工業生産へと注力され、製鉄業や繊維工業などが発展した。こうした産業革命の勃興に伴い形成された中小ブルジョワジーや労働者は、1845年以来、続いていたジャガイモや小麦などの飢饉や、工業生産の不振に伴う失業者の増加を受け、イギリスの流儀を真似た「改革酒宴」という宴会の形式で選挙法改正運動や議会改革運動がパリから地方へと展開された。1848年2月22日、政府が改革酒宴の抑圧を図ったことなどから2月革命が起こり、ルイ・フィリップは退位へ追い込まれた。この二月革命がヨーロッパ全体へと波及、1848年革命と総称される変動を引き起こすことになった。

## 第二共和政
1848年の二月革命によって、ラマルティーヌが首班となり、機械工のアルベール、社会主義者のルイ・ブランなどが入閣した臨時政府が成立する。臨時政府は、政治犯の死刑の廃止、身体刑の廃止、奴隷制の廃止、表現の自由化といった自由主義的な政策を矢継ぎ早に決定した。また社会主義者たちが入閣していた背景から、社会政策の分野においても、労働下請け制が禁止され、労働時間もパリで11時間から10時間へ、地方でも12時間から11時間へと短縮された。選挙制度においても、制限選挙から普通選挙となり、21歳以上の全ての男性に投票権が与えられた。この国政選挙を男性限定とはいえ、直接普通選挙で行うことは、事実上、世界初の試みであった。

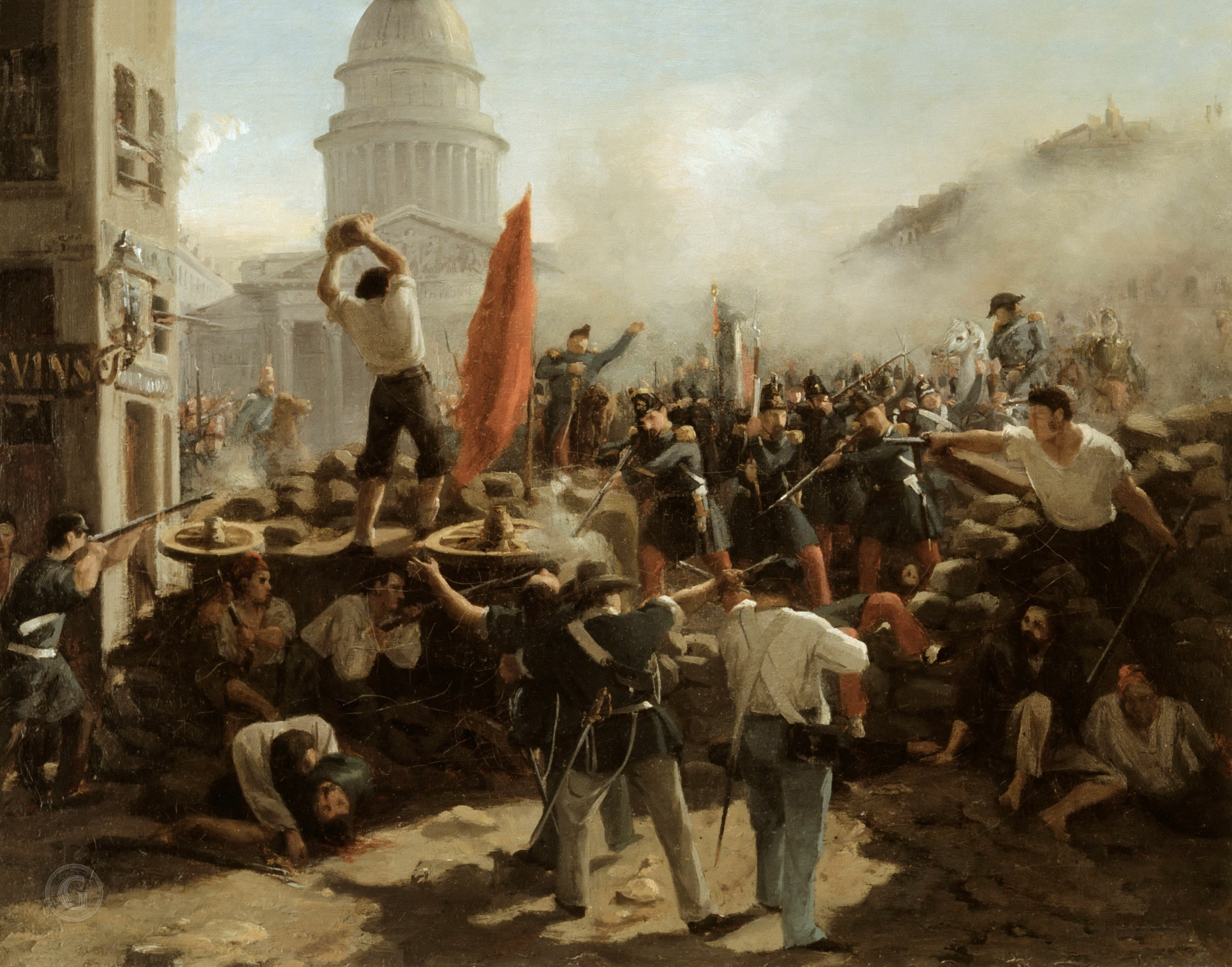
六月蜂起

この段階ではラマルティーヌを中心とするブルジョワ共和派と、ルイ・ブランなどに代表される社会主義者の連携が図られていた。しかし、国立作業場など諸政策を巡って対立が深まり、1848年の4月総選挙において社会主義者が大敗したことを受けて、国立作業場が閉鎖された。これに反発したパリの労働者が六月蜂起を起こしたが、カヴェニャック将軍によって鎮圧された。この一件は、これまで革命の担い手であったブルジョワジーに、社会主義革命への恐怖を抱かせた。それゆえに彼らはこれ以上の改革を求めずに保守化し、市民革命の時代は幕を閉じた。ブルジョワジーや農民の間には、政治的混迷を収拾しつつも市民革命の諸成果を守る強力な指導者が待望されるようになった。こうした中、新たに制定された第二共和政憲法に基づき、1848年12月の選挙で圧倒的支持のもとにルイ＝ナポレオンが大統領に選ばれる。その後、ルイ＝ナポレオンは選挙での協力の見返りとして、オルレアン派や正統王朝派に内閣を委ねた。議会はいまだ、穏健共和派が多数派であったことから、ねじれとなった。翌1849年の総選挙では穏健共和派が大きく後退し、ねじれは解消された。
抱えていた問題を解決した政府は、5月に大統領がカトリックの支援を得ようと、ローマ法王のために、当時イタリアでローマ共和国を作っていたジュゼッペ・マッツィーニに対する攻撃のための遠征部隊を組織する。これらはルドリュ=ロランを筆頭に、憲法侵害であるとして、6月には示威運動まで展開された。この運動を受け、ナポレオンは言論や集会への規制を強化し、教育への教会の影響力を増大させた。1850年5月には選挙法が改正され、選挙人名簿に記載されるためには、同一市町村に3年以上住むという条件が加えられたことによって、約3割の出稼ぎ労働者の選挙権が規制された。さらに1851年11月には、1850年5月の選挙法を撤廃することを提案したが、僅差で否決された。
1851年12月2日、ルイ・ナポレオンは、警察と軍の一部の協力を得て、クーデターを起こし、ティエールを筆頭に国会議員の多くが警察によって捕縛され、反体制派の新聞社は占拠された。4日には、クーデター派による無差別の発砲がパリで行われ、通行人ら300人弱が犠牲となった。5日には、32県で戒厳令が敷かれ、数週間に及ぶ弾圧の結果、約2万6千人が逮捕、1万人近くがアルジェリアや南米ギニアなどのフランス植民地へと流刑に処され、共和派、王党派を問わず、多くの新聞社が刊行を停止させられた。こうしたクーデターにもかかわらず、市民は再三にわたる政治的な動乱への辟易から、多くは関心を示さなかった。共和派であった小説家のヴィクトル・ユーゴーといった芸術家は亡命を余儀なくされた。
1852年11月、帝政の復活を問う国民投票が実施され、9割を超える賛成票を得て、クーデターから1周年となる12月2日、帝政が宣言され、ルイ・ナポレオンは「ナポレオン3世」と名乗るようになった。

## 第二帝政

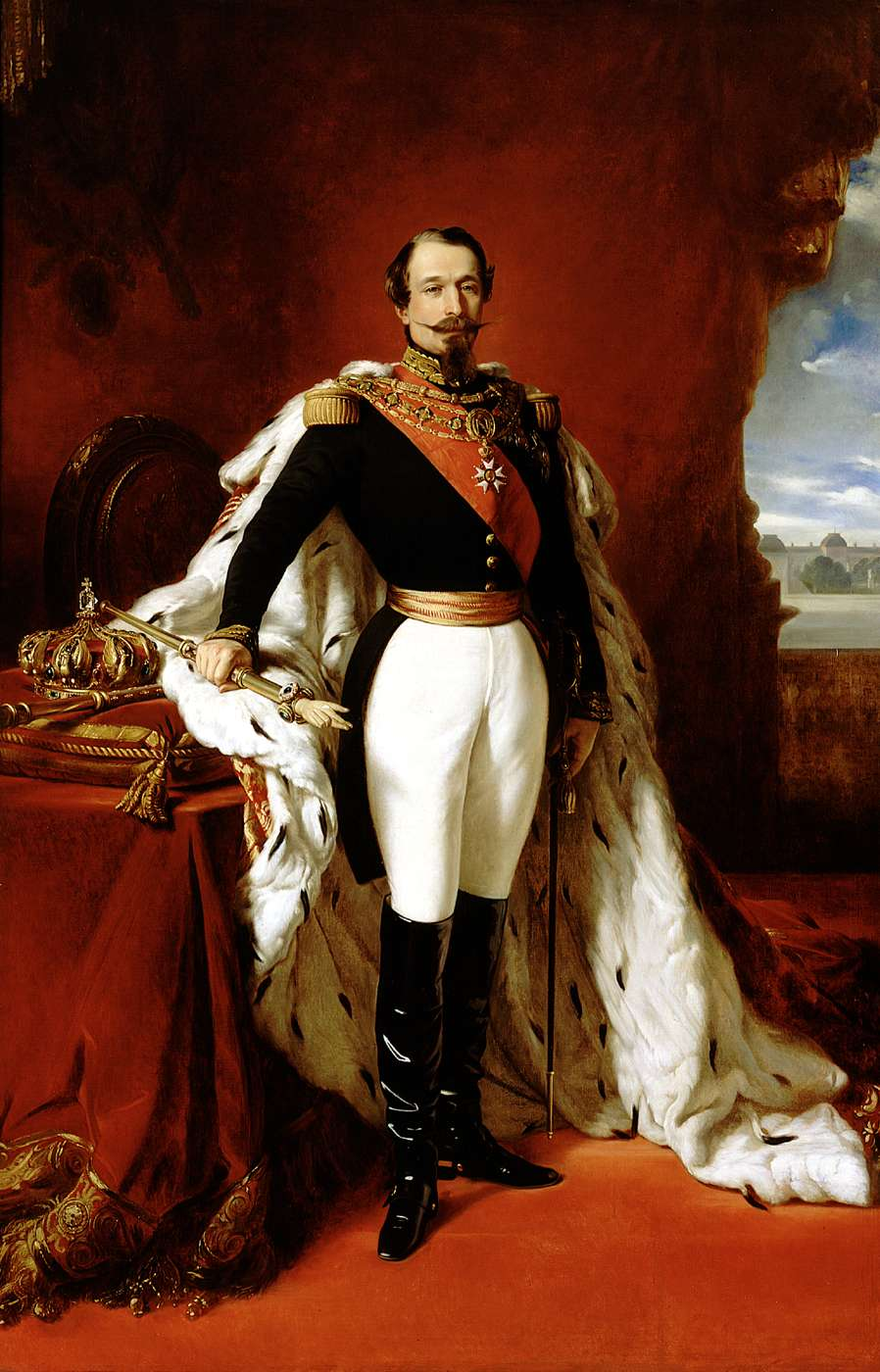
ナポレオン3世

第二帝政は皇帝が国家元首として、内閣を任命し、内閣は皇帝に対してのみ責任を負った。議員や公務員、司法官らはその職務への就任にあたって皇帝への忠誠宣誓が義務付けられた。皇帝は法案発議権や司法権、軍の統帥権を掌握していた。一方で1848年からの男性普通選挙は維持され、かねてよりナポレオン3世が反対を示し、第二共和制時代には否決された1850年5月の選挙法は撤廃された。また一連のクーデターや帝政復活の過程で行われた人民投票も制度化された。
第二帝政では第二共和制と比較して立法院の議員定数が750から約三分の一に削減され、小選挙区・単記式で行われる選挙では、行政が体制派の候補者に対して露骨に肩入れを行なわれるなど、権威主義的な選挙改革が行われた。

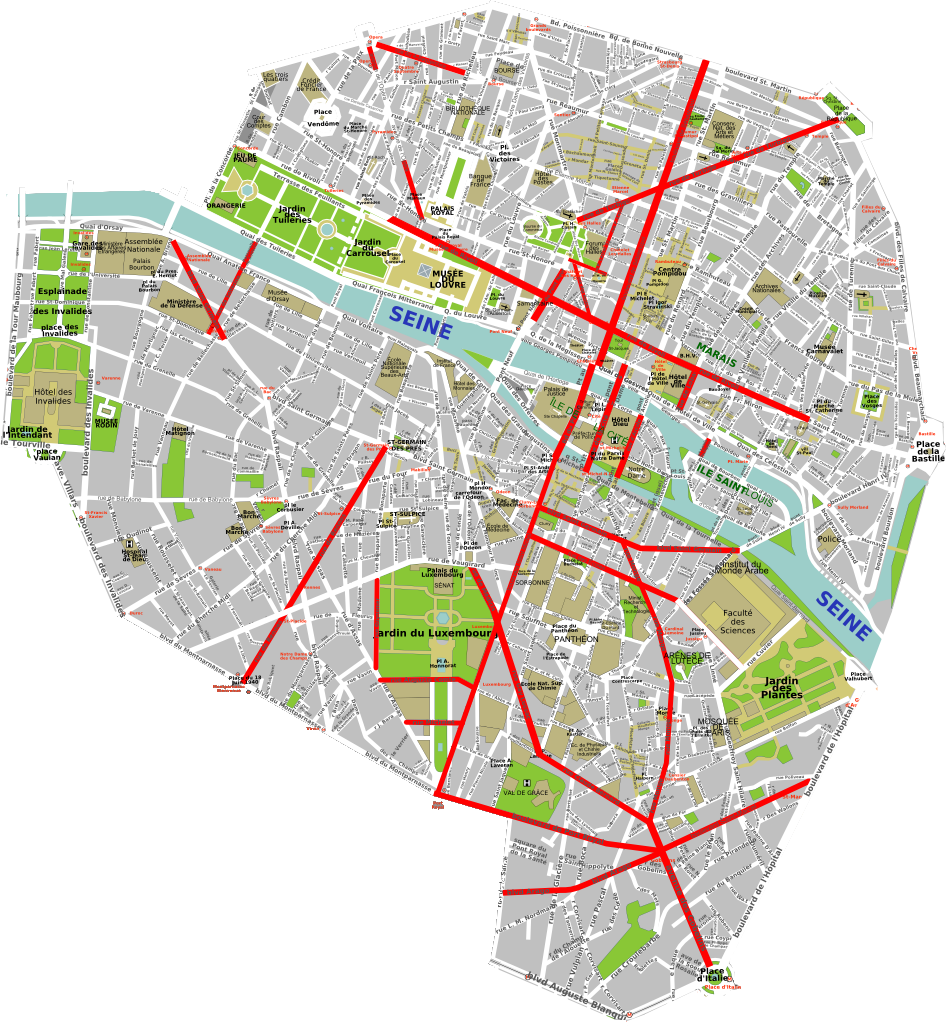
オスマンのパリ改造計画

またナポレオン3世は、1853年6月29日にジョルジュ・オスマンをセーヌ県知事に任命し、大規なパリ市の改造計画を推進させた。当時のパリは中世以来の名残を残しており、所によっては乞食や浮浪者に溢れ、治安的な問題や衛生的な問題から、犯罪や疫病の温床となっていた。そうした背景から、古い家は容赦なく取り壊され、跡地には大通りや高層建築などが建てられた。こうしたパリ大改造にとどまらず、ナポレオン3世はサン=シモン主義の影響から、全国的な鉄道の整備や金融改革を実行し、また農業や工業の分野においても、国家的な指導が行われ、フランスは急速な近代化が推し進められた。1860年にはニースとサヴォワを住民投票を受け、サルデーニャ王国から併合した。
1853年10月にクリミア戦争が開戦すると、翌年1854年3月にフランスはイギリスなどとともにオスマン帝国陣営として参戦し、軍を派兵する。クリミア戦争に勝利すると、講和会議をパリで開催し、フランスの優位性と名声を示した。
しかし一方で1859年のイタリア統一運動では普墺戦争に勝利していたプロイセンの動向を伺って中途半端な態度を取っていたことによりイタリア人のみならず、国内の共和派やカトリック支持者などを敵に回し、こうした優柔不断なイタリア政策に不安を持っていたイギリスを懐柔するために1860年に締結された英仏通商条約は、自由貿易に反対していた産業界からの支持を失わせていった。このようにヨーロッパ地域での対外政策は一貫性を欠いていた。
ヨーロッパ以外での対外政策では、フランス国内での資本の集中化がアジアやアフリカへの植民政策を実行させた。
アジア方面では、1856年にはアロー号の事件を契機に、アロー戦争を経てイギリスなどとともに清の門戸を開くことに成功し、1858年には開国したばかりの日本と日仏修好通商条約を、1859年にはサイゴンやコーチシナを占領し、カンボジアを保護国化、フランス領インドシナを樹立させた。アフリカ方面ではチュニジアやモロッコに対して財政借款を通じて影響力を浸透させ、既に植民地であったアルジェリアやセネガルではその支配を強化し、支配域の拡大が行われた。
1861年、借款返済の停止を宣言したメキシコに対してイギリス、スペインらとともに出兵を行う、メキシコ出兵を行うも、あくまで借款返済の再開を意図し、それらが達成して兵を引き上げたイギリス、スペイン側と、メキシコの支配に固執し、メキシコに兵を残留させたフランス側とで齟齬が生じ、フランスはメキシコとの戦闘を続けざるを得なくなった。1864年にはオーストリア皇帝フランツ・ヨーゼフ1世の弟マクシミリアンを皇帝とする傀儡政権メキシコ第二帝政を樹立させるも、南北戦争を終結させたアメリカや、普墺戦争に勝利したプロイセンなどの影響から、フランスはメキシコからの撤兵を余儀なくされた。その後、銃殺刑となったマクシミリアンや6000人以上の犠牲者を出したこのメキシコ出兵の失敗は、ナポレオン3世とその政府の威信を大きく落とす結果となった。

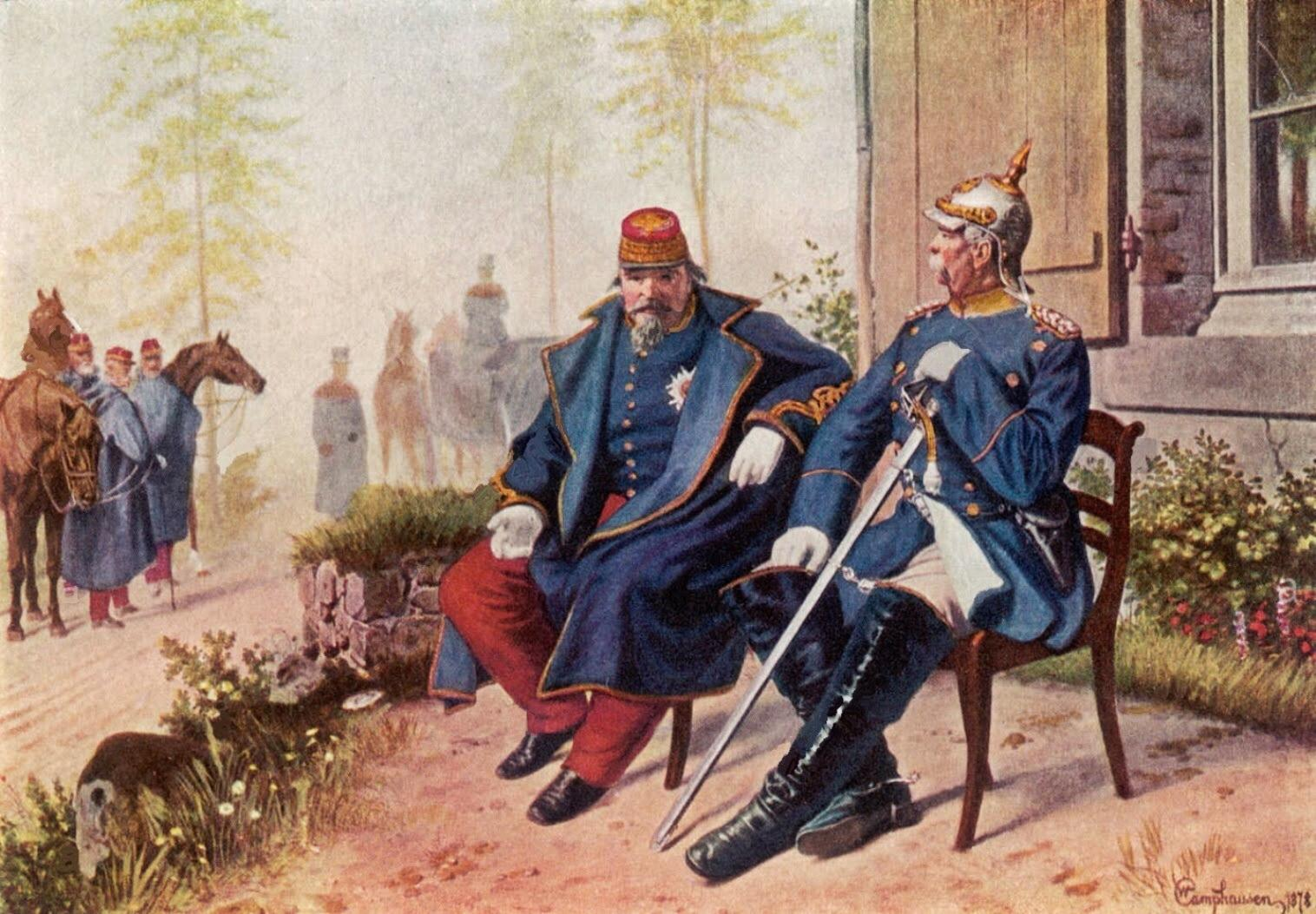
捕虜となったナポレオン3世と会見するビスマルク

こうした失政を受け、議会を抑えて権威主義的な統治を行うことも難しくなり、議会との妥協を迫られることが多くなった。その過程で、それまで禁止していた労働者の団結権などを認めた。こうした背景から、議会では共和派が復権し始め、またプルードン主義の影響を受けた労働者らは、イギリスの労働組合と連携を取って、第一インターナショナルを結成するなど、反政府色を強めていった。
1870年5月には自由主義的な改革の認否を問う人民投票で8割以上の支持を得て、国民からの信任を得た。
さらに、世論を自らの権力正当化の基盤としていたため、ビスマルクによるエムス電報事件で反独世論が高揚すると、対ドイツ開戦やむなしという状況に追い込まれた。こうして1870年7月19日よりスペインの王位継承に端を発する普仏戦争が勃発したが、準備万全の構えであったドイツに対して、急ごしらえの貧弱な装備で挑まざるを得なかったフランスは敗北を重ね、8月にはドイツ軍がライン河を越えてフランスへ入り、9月のセダンの戦いでナポレオン3世はドイツ軍の捕虜となり、9月2日には10万の兵士らとともに降伏した。この降伏の報せを受けたパリの住民は4日、議会に押しかけ共和政が宣言され、第二帝政は崩壊、ただちに「臨時国防政府」が組織された。失脚したナポレオン3世はその後、ロンドンへ亡命した。

## 第三共和政

### 臨時国防政府
1870年9月2日のセダンの戦いでのナポレオン3世の捕縛が、直ちに第三共和政を生み出したわけではなかった。2日後の4日に成立した臨時国防政府は共和派によって即席で作られたもので、徹底抗戦を訴えたパリ民衆からの圧力も相まって、プロイセン首相オットー・ビスマルクが提示した休戦条件は拒否され、戦争は継戦の方向へと舵が切られる。パリでは各地で監視委員会が設置され、物資不足の中での戦闘が続けられた。9月にはパリが攻囲され、11月には降雪による飢えがパリを襲う。10月には国防政府の一員であった共和主義者のレオン・ガンベッタが気球でパリを脱出し、ボルドーといった地方での抗戦を訴えた。翌年1871年1月28日、フランスはドイツと休戦した。翌月には国民議会選挙が行われ、継戦派を退けて和平派が圧勝した。またこの選挙では、普仏戦争の継戦か和平かが選挙の争点となり、ナポレオン3世の失脚に対する共和政の復活か、王政復古かは争点とはならなかった。新しい首脳には七月王政時代に進歩党を率いていたアドルフ・ティエールが王党派のオルレアン派として当選し、行政長官に選ばれる。

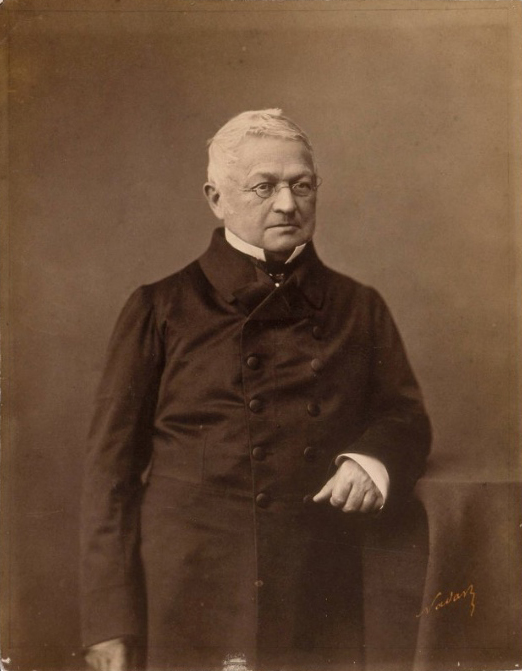
アドルフ・ティエール

ティエールはドイツとの講和交渉を行い、50億フランの賠償金とアルザス・ロレーヌの割譲、そしてこれら条約の批准までのドイツ軍のパリ占領と、賠償金支払いの保証としてのドイツ軍のフランス駐留という屈辱的な内容の仮条約に調印し、3月1日には議会でも546対107の圧倒的多数で批准された。アルザス・ロレーヌ割譲は両州の議員が強硬に反対を示したが、ティエールにとってはこの両州の割譲よりも、賠償金の支払いが重要であった。結果、迅速な条約の批准によって、ドイツ軍によるパリ占領は僅か1日のシャンゼリゼ通りでのパレードのみに短縮された。条約は5月10日にフランクフルト講和条約として正式に締結された。

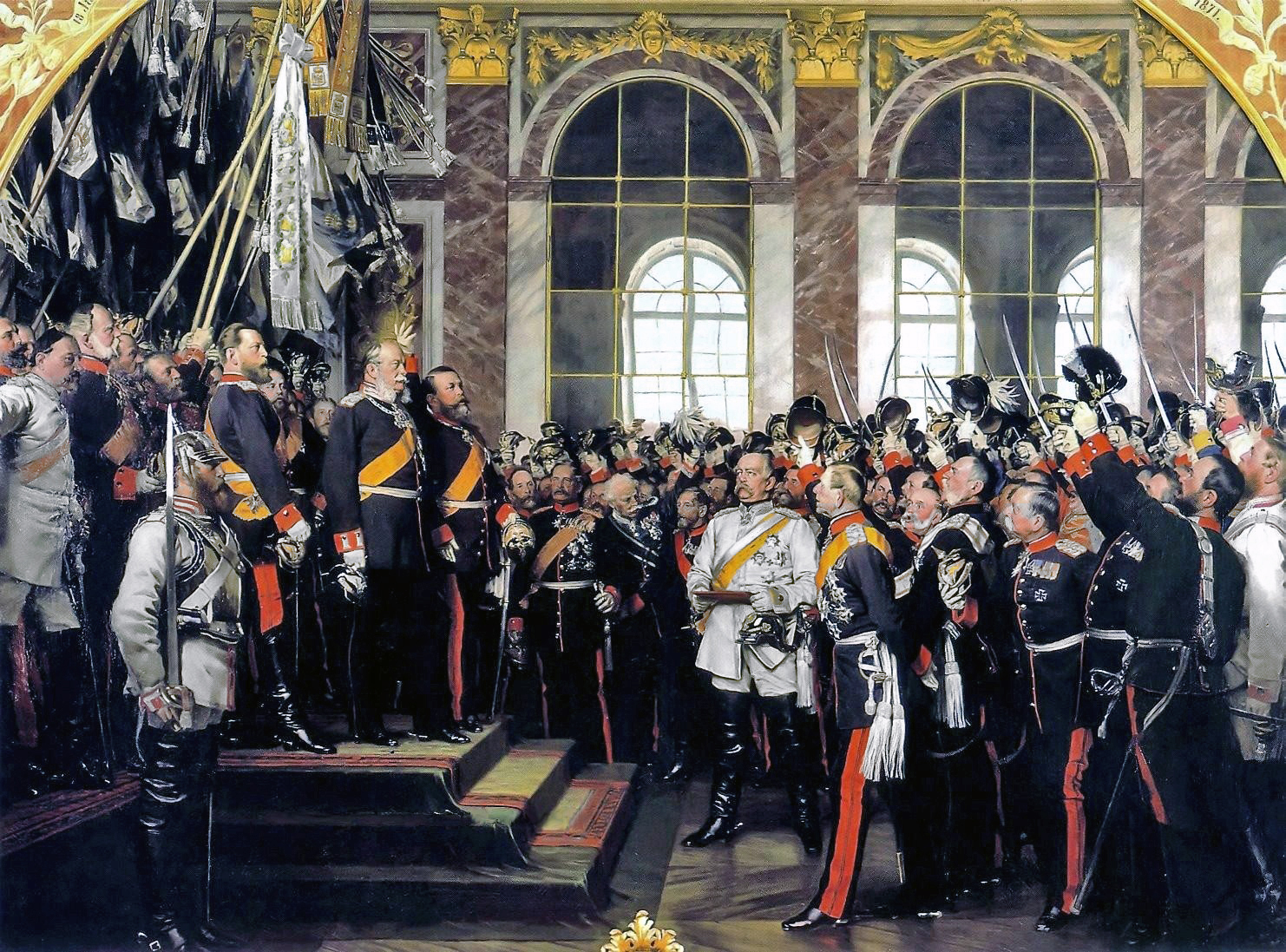
ヴェルサイユ宮殿の鏡の間でドイツ皇帝即位を宣言するヴィルヘルム1世

この年の1月18日にはプロイセン王ヴィルヘルム1世がヴェルサイユ宮殿でドイツ皇帝戴冠式が挙行され、3月1日にはドイツ軍がパリに入城するなどが行われ、上述の屈辱的な仮講和条約なども相まって、フランスの対独復讐熱を加速させた。

### パリ・コミューン
ひとまず対外からの平和を確保したティエールは、パリに対して苛烈な政策を打ち出す。これらはパリ市民の要求が普仏戦争の終結を長引かせ、仮条約にも反対していたこと、またオルレアン派であった背景から、将来的な王政復古のためにも、歴史的に何度も玉座を転覆させてきた背景のあるパリを牽制する必要があったからである。そうした背景から、ティエールは首都をパリからヴェルサイユへと移す。
3月18日、ティエールはパリの武装解除を解くため、パリの国民衛兵の大砲を奪取する。こうした武力行使は、ただでさえドイツ軍による戦勝パレードなどで激昂していたパリ市民を刺激させ、パリの民衆の蜂起を誘発させた。ティエールやパリ市長ジュール・フェリーはこの蜂起によってヴェルサイユに逃れたことにより、パリに政治的空白が生まれた。パリはヴェルサイユ政府に対抗する形で、コミューンを宣言する。26日にはコミューン評議会選挙が行われ、28日はパリ・コミューンの樹立宣言がなされた。

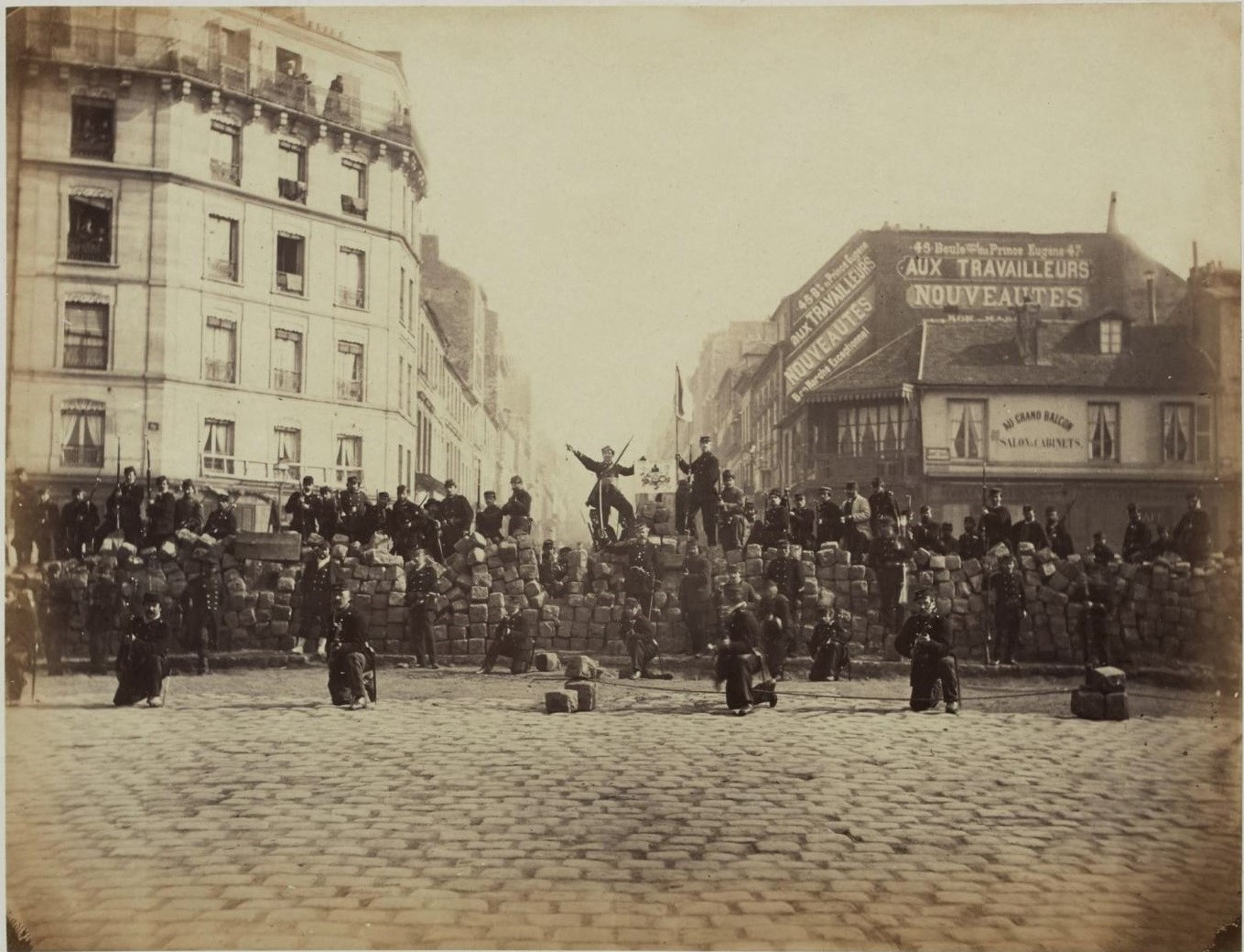
パリ・コミューンのバリケード

パリ・コミューンはしばし「史上初の社会主義革命」と呼ばれるが、20世紀のロシア革命のような社会主義組織による指導的な革命ではなく、これまでのそうした歴史的経緯から生まれたパリの政治的空白の中で噴出した、自然発生的な運動であり、それを構成する人々も医者や法律家やジャーナリストといった小ブルジョワから、ブランキ派やプルードン派の労働者など、様々な階級や思想が混在していた。パリ・コミューンは国防政府の敗北主義的な政策に対する愛国心を原動力とし、社会主義的な共和制の樹立に腐心した。またコミューンは徴兵制と常備軍を廃止し、武装した民衆によって国防がなされた。またその過程で共和暦が再採用され、政教分離を評決し、初等教育の世俗化、義務化、無償化を推し進めた。
コミューンの蜂起に対してティエールはコミューン側とのあらゆる妥協を拒否し、ビスマルクの了解のもと軍隊を再建し、徹底的な弾圧を行った。これらは5月21日から28日にかけての「血の一週間」によって一連の反乱はコミューン側は万人以上の犠牲者を出して鎮静化した。
パリ・コミューン鎮圧後、1871年8月、ティエールの友人でもあったジャン・シャルル・リヴェが可決した憲法によってティエールは共和国大統領に就任した。その後、ティエールは王政復古を目指す王党派議会と距離を取っていく。当時の王党派は、内部でブルボン家とオルレアン家という歴史上の2つの王家のどちらを擁立するかで分裂を抱えていた。オルレアン家は7月革命によって復古王政であるブルボン朝のシャルル10世を打倒する形でルイ・フィリップ王位を得た背景や、シャルル10世の孫で、ブルボン家の王位継承者であったシャンボール伯の頑迷な反動的な態度がこうした分裂をより深刻化させた。またこれら2つの王党派に覆い被さるように普仏戦争敗戦の影響から勢力こそ弱まっていたものの、ボナパルト派も依然として存在していた。これらブルボン、オルレアン、ボナパルトの足並みの不揃いが王党派の勢力の後退を招いていた。
一方で国内世論は議会与党では王党派が占められていたが、実情は王政復古でも社会主義的共和政でもなく、中道的な穏健共和制を支持していた。これらは上述したように、普仏戦争の終戦過程の動乱によるもので、フランクフルト講和条約の締結やパリ・コミューンの鎮圧などを経た1871年7月の補欠選挙では共和政支持の動向が既に見受けられるようになっていた。
1873年3月15日に賠償金の最後の支払い分が支払われたことを受け、ティエールはドイツの宰相ビスマルクとドイツ軍撤退条約が調印したが、ビスマルクはフランスの対独復讐主義を指摘し、再戦争の可能性から独仏関係は再度、緊張が走りつつあった。当時、ドイツは1873年恐慌の煽りを受け、恐慌克服策として新しい戦争を起こすかまたは参加する、ないしはフランスの賠償金取得かのいずれかの選択肢に頼ることが考えられていた。そうした背景から、ドイツの新聞も反仏的な論調へと変化していき、ドイツ軍も撤退要求に対して、渋りを見せていた。敗戦国であるフランスが政治的に国力を回復し、ブルボン朝の王政復古が果たされることは元来、ビスマルクにとって阻止しなければならないことであった。
ドイツ撤退条約を受け、将来的な対外危機が去ると、王党派議会はティエールの厄介払いの好機を待ち望んだ。4月の補欠選挙では、教会に敵対的であった急進派の候補が保守的共和派に勝利したことから、いよいよティエールの支持基盤であったブルジョワジー層にも疑義の念を与え始めた。5月の選挙では遂にティエールは敗れ失脚し、王党派議会は後任にブルボン派でパリ・コミューンの鎮圧を指揮したパトリス・マクマオン元帥が大統領に、同じくブルボン派のアルベール・ブロイ公爵を首相に就任させる。マクマオンとブロイによる内閣は「道徳的秩序内閣」と呼ばれ、支持基盤であったカトリックなどの影響から、キリスト教的な道徳的権威による統治を目指した。しかし相変わらず反動主義的な態度を改めないブルボン家のシャンボール伯とあくまで立憲君主制を志向するオルレアン家のルイ=フィリップの孫であるパリ伯との折衝は国旗問題で特に難航し、王党派は遂にシャンボール伯の存命中の王政復古は諦めざるを得なくなった。王党派議会はそうした経緯から将来的な王政復古のための過渡的な措置として、11月にマクマオンの任期を7年とする「セプテナ法」を成立させる。
ドイツ撤退条約に基づいて、ブロイ内閣は同年6月から9月にかけて、毎月5日に支払いを行い、9月5日、最後の2億5000万フランの支払いが完遂し、ドイツ軍は9月13日にヴェルダンを撤退、16日には最後のドイツ兵がフランスから去った。
1874年5月、ニエヴル県の選挙で大方の予想を裏切ってボナパルト派の候補者が当選したことがきっかけとなり、翌1875年2月に至るまで、5度の選挙でボナパルト派が勝利を重ね、ボナパルト派の復活の傾向が再燃する。こうした背景を受け、共和派と王政復古を半ば諦めていたオルレアン派などの穏健王党派が提携を結び、1月の国民議会でワロン修正案が賛成353、反対352の1票差で可決する。この修正案によって共和政の存在が法的に明記された。しかしこの法律によって共和政が決定したわけではなく、共和国大統領は「明日の国王たる」という接頭辞が付与され、7年という長い任期や、上院との一致が見れれば下院を解散させることができたり、上下両院と並んだ法律発議権や軍の統帥権など、非常に強大な権利を有する、王政復古の可能性を十分に持った法律であった。
このワロン修正案と同年に成立した2つの法律が第3共和政の憲法的法律として「1875年の憲法的法律」を構成するようになる。

### 五月十六日事件

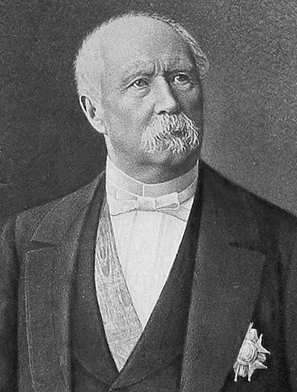
パトリス・ド・マクマオン

1876年の選挙で共和派が勝利し、共和派の内閣が成立した。翌1877年5月16日、マクマオンは下院の支持を受けていた共和派のジュール・シモン首相を罷免し、王党派のブロイを再び首相に再任させた。このブロイ内閣が不信任を受けると、マクマオンは上院の合意を得て下院を解散させた。しかしそれによって行われた10月の選挙ではマクマオン派による大々的な選挙干渉が行われたにもかかわらず、再び共和派が勝利し、共和派のジュール・デュフォール内閣が成立し、マクマオンも事実上、議院内閣制を認めた。さらに1879年の総選挙でも共和派が勝利し、これを受け、マクマオンは辞任し、共和派のジュール・グレヴィが後任の大統領に就任した。
王党派であったマクマオンの辞任は、フランスの王党派の悲願であった王政復古の可能性を大きく萎ませ、この一連の事件によってそれまで大統領が持っていた強権は解体され、議会主義に基づく代議院の多数派に政治的決定権が委ねられるようになった。またこれにより大統領職も名誉職的な地位にまで縮小された。
5月16日事件を乗り切ったフランスは、1880年代になるとグレヴィを中心とする穏健共和派とジョルジュ・クレマンソーを中心とする急進派の二大勢力に分かれていた。
共和主義的な抜本的改革を主張する急進派らは、穏健共和派を「オポルチュニスト」(日和見主義者)と呼び非難したが、穏健共和派の漸進的な政策が1890年代まで展開された。特にジュール・フェリーに代表される「オポルチュニスト」の政権では、フェリーが1881年から1882年にかけて成立させたフェリー法によって初等教育システムの世俗化、義務化、無償化が実現し、その前年の1880年にはカミーユ・セーが成立させた「カミーユ・セー法」によって女子教育機関が整備され、社会運動家のアルフレート・ナケによって1884年に成立させた「ナケ法」では離婚の合法化が、また同年にワルデック＝ルソーによって成立した「ワルデック・ルソー法」で職業組合の結成の自由が認められた。他にも集会や出版の自由や、パリを除く市町村長で選挙制が定められ、ある程度の市町村自治も認められ、パリ・コミューン参加者に恩赦が与えられ、酒場開業の自由なども認められるようになった。

### ブーランジェ事件とドレフュス事件

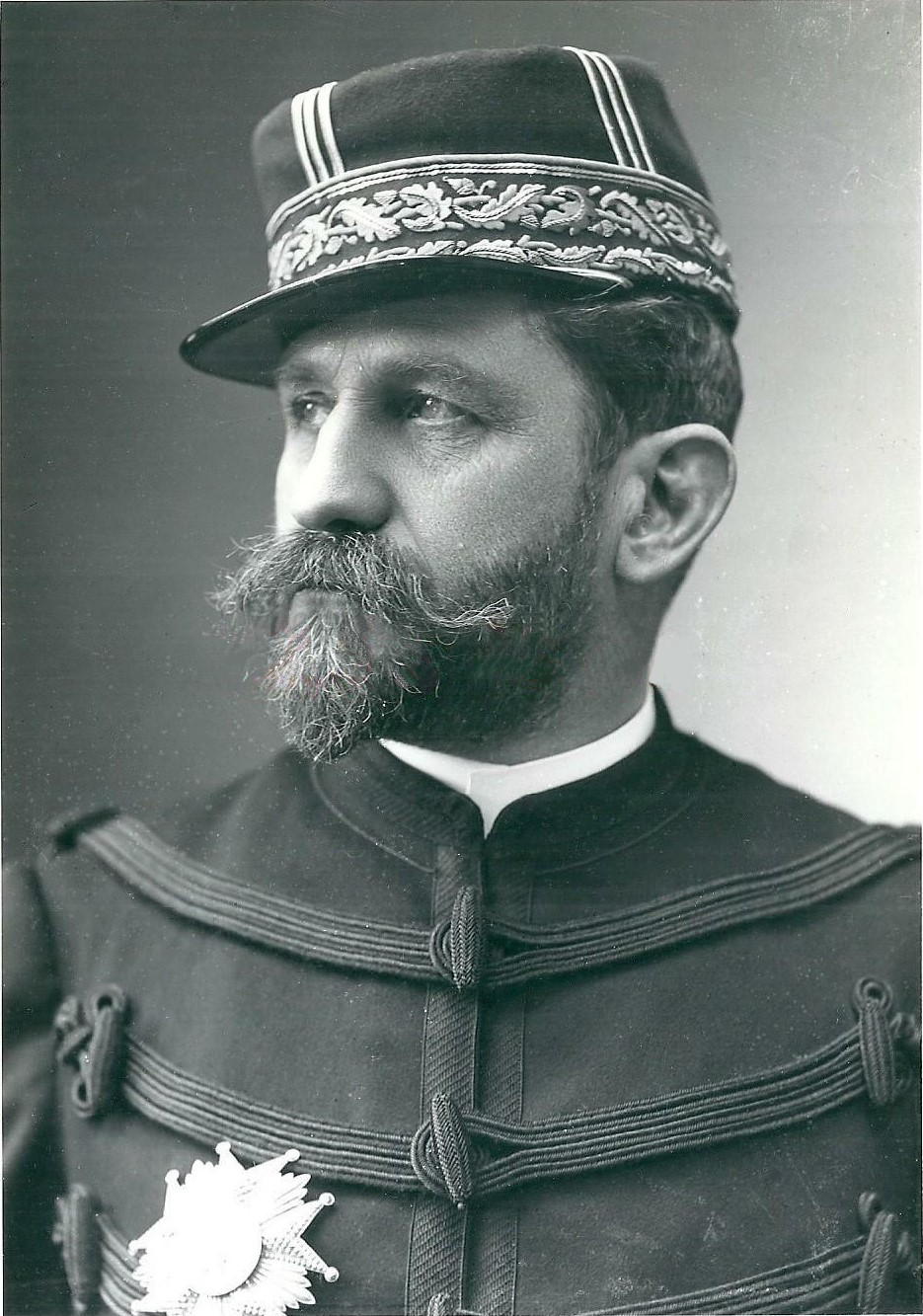
ジョルジュ・ブーランジェ

1880年代後半から1890年代にかけて、ブーランジェ将軍事件とドレフュス事件といった第三共和政にとって、5月16日事件に次ぐ大きな政治的危機に陥る。
1886年に陸軍大臣に就任した軍人ジョルジュ・ブーランジェは、軍隊の共和主義化・民営化を図り、また炭鉱でのストライキの参加者に対して共感を示したり、ドイツとの国境紛争に対して強硬姿勢を貫くなどは国内の対独復讐主義を再燃させ、国民からの人気を集めた。こうした人気を危険視した政府は、彼を地方へと左遷させるが、こうした対応がかえって国民の反感を呼んだ。1888年にはブーランジェは各地の補欠選挙位立候補し、当選しては辞退するというやり方を繰り返した。こうした運動は1889年1月のパリ補欠選挙で共和派の統一候補を大差で下したことで最高潮となり、興奮した群衆はブーランジェによるクーデターを待望したが、あくまで合法的な政権奪取をこだわっていたことから、クーデターの号令をかけることを躊躇い、ついには愛人ボヌマン夫人の元へと帰ってしまった。このクーデターの延期は彼の人気を大きく失墜させ、運動は沈静化した。政府は直ちにブーランジェを国家安寧に対する罪で起訴するが、ブーランジェはベルギーに亡命し、1891年にピストル自殺を遂げた。
ブーランジェ事件に並行して進行していた政治的危機にパナマ運河疑獄が挙げられる。パナマ運河事件はスエズ運河建設事業を指導したフェルディナン・ド・レセップスによるパナマ運河建設事業が当初の予想に反して困難を極め、経営難に陥っていた。そうした背景から1888年にパナマ会社はフランス各紙に金を撒き、好意的な事業報告を出させ、さらに議員を買収し、宝くじ付き社債の発行に必要な上下両院の承認を取り付けた。しかしブーランジェ運動のピークが去ったばかりの1889年2月、パナマ会社は破産宣告を受け、総額14億フランの損失を計上し、85万人の小株主に打撃を与えた。歴代の内閣はこの事件を隠し続け、共和派議員は受け取った賄賂を、ブーランジェ派の弾圧のための資金とした。こうした隠蔽は1892年にブーランジェ派の運動家によって暴露され、当時の内閣であったエミール・ルベー内閣は崩壊し、クレマンソーといった急進派の政治家も政界を追われた。

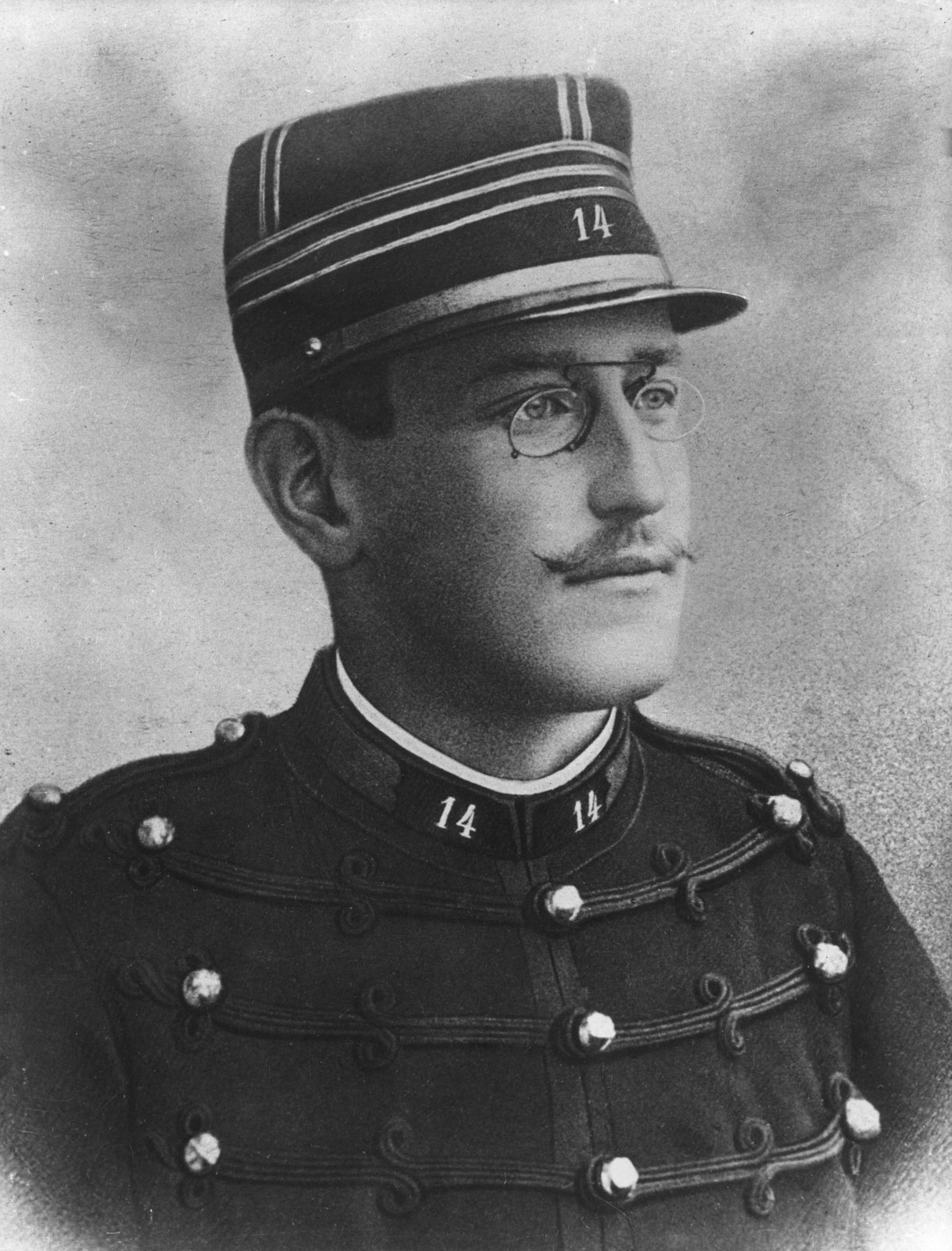
アルフレド・ドレフュス

1889年にドイツでビスマルクが失脚し、独露再保障条約の更新が停止し、ヴィルヘルム2世による対外政策は独露関係を悪化させていた。そうした背景から、フランスを長年封じ込めていたビスマルク体制が崩壊し、フランスはロシアと接近して、1894年には露仏同盟が結ばれた。こうした緊迫した国際情勢の中で、ドイツは大使館付武官マクシミリアン・フォン・シュヴァルツコッペンの指揮のもと、フランスへの諜報活動を行なっていた。これらはフランス陸軍砲兵部隊に関する諜報文書が発見され、フランス将校団の中にスパイが一人活動していることが発覚した。新聞社はスパイとユダヤ人とを結びつけ、反ユダヤ主義を煽った。こうした煽りを受け、砲兵将校でたまたまユダヤ人であったアルフレド・ドレフュスが軍事機密を渡したとして、確固たる証拠もないまま有罪判決を受け、軍籍を剥奪した上で、南米ギニアの監獄島への流刑処分となった。しかし1896年、別の諜報文書が発見され、新しく諜報部長に就任したジョルジュ・ピカールはドレフュスの無罪を確信し、別の将校であるフェルディナン・ヴァルザン・エステルアジが真犯人であると突き止めた。しかしピカールはチュニジアへと左遷され、後任に就いたユベール・アンリはドレフュスの有罪を示す偽書を捏造する。1898年1月にはエステルアジは軍法会議で無罪を言い渡され、そのまま渡英し、生涯を過ごす。作家のエミール・ゾラがクレマンソーが発効している新聞「黎明」で政府や軍への批判とドレフュスの再審を求める「私は弾劾する」を発表し、フランス世論はドレフュス派と反ドレフュス派に二分され、激しい議論が展開された。その後、軍幹部を名指しで批判していたゾラは名誉毀損で有罪判決を受けたことから、ベルギーを経由してイギリスに逃れた。8月にはアンリ偽書が暴露され、半月後にアンリは獄中で自殺をする。1899年、ドレフュス派であった急進派や社会主義者らによる左翼連合を基盤とするワルデック＝ルソー内閣が誕生したことを受け、ドレフュスの再審が行われた。この再審によって軍部による証拠隠滅や偽証が明らかになったにも関わらず、再び厳刑ではあるものの有罪判決となったが、ルベー大統領によって直ちに恩赦がなされ、世論はようやく沈静化した。一方でそれまで与党であった穏健共和派は反ドレフュスの立場であったことから権威は失墜し、以降、急進共和派による政権が樹立された。

#### ベル・エポック期の文化

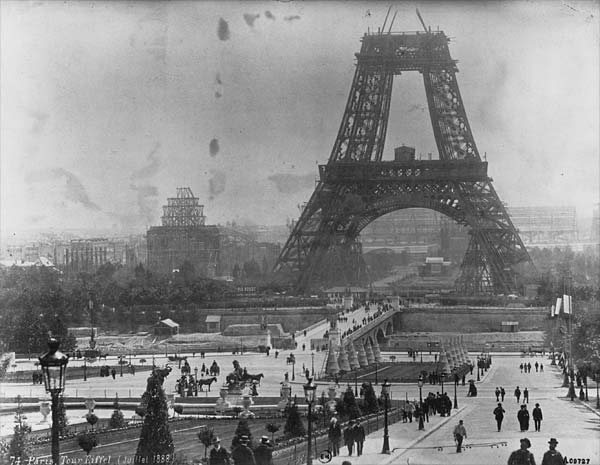
建設途中のエッフェル塔(1888年)

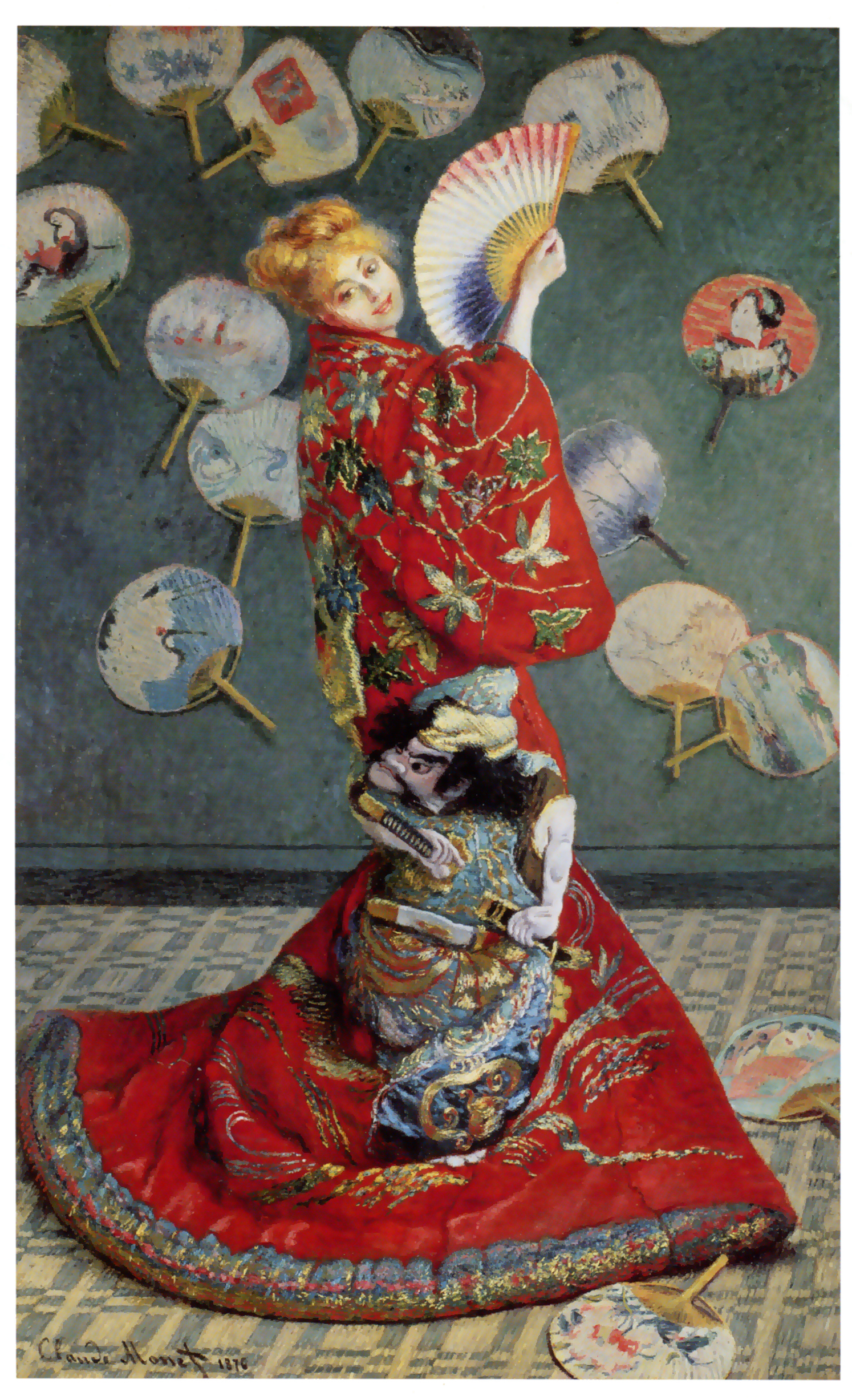
クロード・モネ 「ラ・ジャポネーズ」

19世紀末から20世紀初頭にかけての時代は「ベル・エポック」と呼ばれ、1889年にはパリ万国博覧会が開催され、その過程でフランス革命100年を記念する建築物としてパリに建てられたエッフェル塔は、小説家のモーパッサンや作曲家のシャルル・グノーといった芸術家を刺激させ、反対運動が展開されたが、完成後は多くの民衆が塔を訪れ、評判を呼んだ。また1890年代は電気の普及による電話加入者の増加や、鉄道網の拡充、さらに第二帝政期に誕生したボン・マルシェやプランタンといったデパートの発展は大量消費社会への移行の先駆けとなった。こうした産業の発展や文化的繁栄は1918年の第1次世界大戦終結後しばらくまで続いた。また1850年代の日本との国交樹立はフランスに浮世絵などの日本文化を流入させ、ジャポニスムと呼ばれる日本趣味の流行がもたらされた。1880年代末から1890年代までサミュエル・ビングが刊行していた「藝術の日本」などでのそうした日本文化の紹介は画家のゴッホなどの芸術家に影響を与えた。さらにこの時代はアール・ヌーヴォーが流行し、建築や宝飾、絵画といった広範な分野に影響をもたらした。文学界ではアンドレ・ジッドやアナートル・フランス、マルセル・プルーストといった作家が活躍し、ドレフュス事件の混乱から第一次世界大戦の勃発までの文化的栄華が色濃く反映されている。

### 第3共和政成立から20世紀初頭までの外交政策
第3共和政成立から20世紀に至るまでのフランスの外交政策は、1889年にビスマルクが更迭されるまで、彼の柔軟な外交政策によって孤立を余儀なくされ、それによって封じ込められていた対独復讐の熱量は、アフリカや東アジアへの植民地政策を同じく進めていたイギリスとの対立に誘導された。フランスはフランス領アルジェリア、1881年にはフランス保護領チュニジア、1895年には現在のセネガルのダカールを首都とするフランス領西アフリカを成立させ、さらにサハラ砂漠を横断し、紅海に面する植民地ジブチやインド洋のマダガスカルなどとのアクセスを進めていた。しかしこうした政策は1898年にエジプトから縦断を進めていたイギリス軍と衝突するファショダ事件が発生する。最終的にこの事件はフランス側が譲歩することによって一応の解決を見せた。
アジア方面ではベトナムを巡って清と清仏戦争が起こり、1885年には天津条約が取り交わされ、ベトナムを保護領とし、1887年にはフランス領インドシナが、さらに1890年代にはラオスと清国から広州湾租借地が連邦に編入された。
ビスマルクが更迭され、ヴィルヘルム2世の膨張政策が国際関係を緊迫させた結果、1889年のバルカン問題による独墺の接近が露仏同盟を結ばせ、1904年のドイツの海軍拡張政策が英仏協商を形成させるなど、英仏露によるドイツ包囲網が形作られていく。英仏協商で妥協が成立した結果、フランスがモロッコにおける優越権を獲得したが、これに反対するドイツ帝国がタンジールで事件（第一次モロッコ事件）を起こした。露仏同盟を基軸とする対独強硬策を主張していたテオフィル・デルカッセ外相は、日露戦争でロシア帝国が忙殺される間隙を突かれる形となり、6月になるとモーリス・ルーヴィエ首相に解任され、1906年のアルヘシラス会議に解決が委ねられた。会議でアルヘシラス議定書が調印され、フランスのモロッコ支配は現状維持とされた。1908年にはフランス外人部隊の脱走兵をカサブランカのドイツ領事が匿ったカサブランカ事件が起き、仏独関係に緊張が走るも、翌1909年の独仏協定によってモロッコにおけるフランスの優位性はより高まった。1911年には再びドイツによってアガディールで事件（第二次モロッコ事件）が起こされ、フランスはフランス領赤道アフリカ構成植民地の一つであるフランス領コンゴに対する一部譲渡の要求を飲んだ（モロッコ事件）。

### 第一次世界大戦前夜のフランス

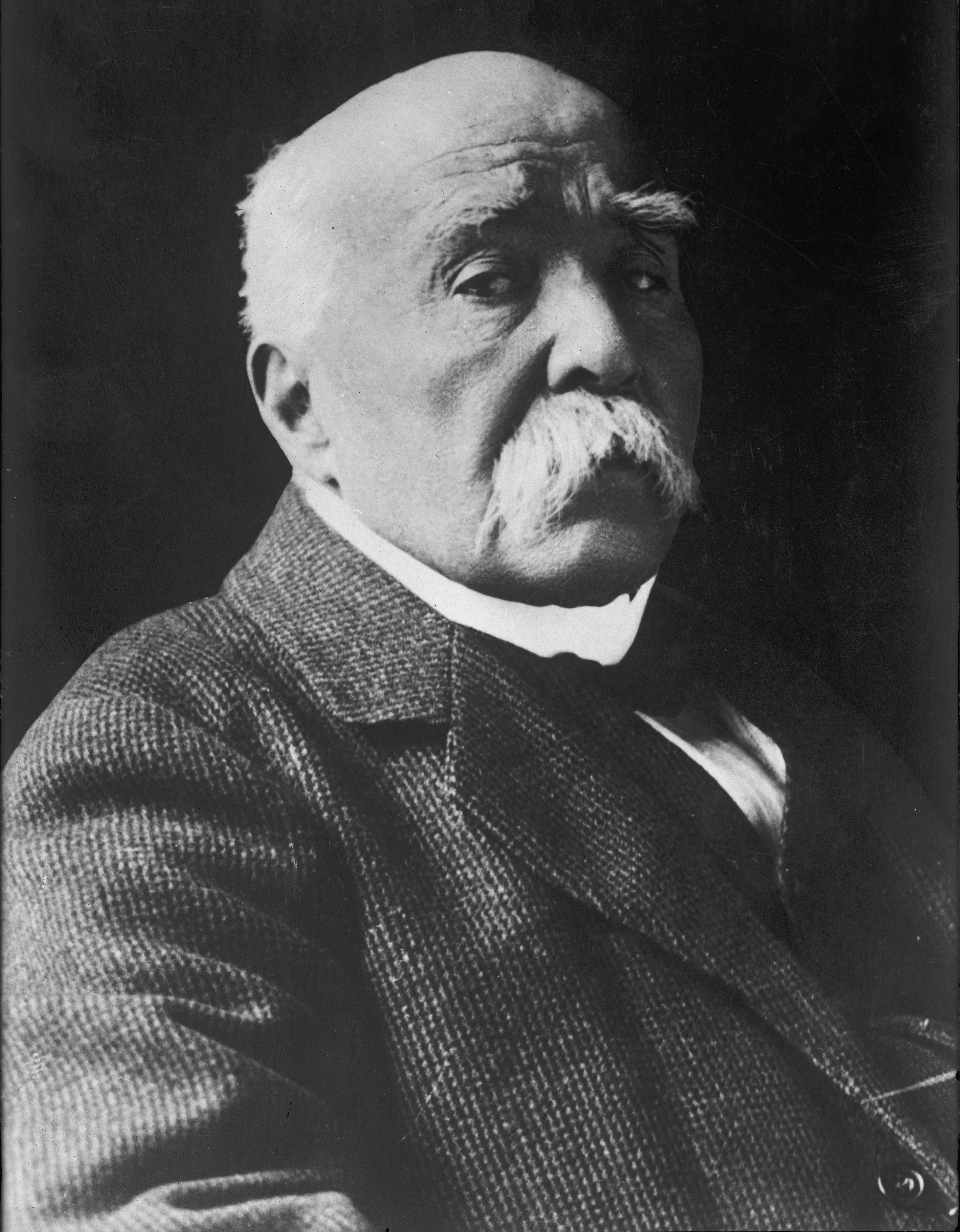
ジョルジュ・クレマンソー

ドレフュス事件によって失墜した穏健共和派に代わって1899年6月に成立した急進左派連合による内閣は「共和国防衛内閣」と呼ばれ、1901年にはフランス初の本格的な政党である急進社会党がクレマンソー主導のもと結成され、翌1902年の下院選挙では急進社会党はじめ社会党といった左派政党による「左翼ブロック」が形成され、連立与党となった。急進派内閣は反教権主義的な共和主義政策を徹底させ、1901年に成立した結社法では、あらゆる結社の設立の自由が認められたが、他方で修道会にはこれが適応されず、1902年に首相となったエミール・コンブ内閣では多くの無認可修道会が解散され、彼らが運営していた学校も閉鎖された。1904年には修道会教育禁止法が制定され、修道会は教育への関与が一切禁止され、フランスとバチカンとの外交関係も途絶し、多くの修道士、修道女がフランスから亡命した。こうした反教権主義政策の総仕上げとして成立したのが1905年の政教分離法である。政教分離法の成立によって19世紀初頭にナポレオン1世によって結ばれたコンコルダートは破棄し、国家や地方公共団体の宗教予算は廃止され、フランス革命以来続いていた共和派とカトリックとの争いに決着がついた。以降、フランスは世俗性、非宗教性を意味する「ライシテ」が国家原理として定着し、信教の自由が保障されるなど、カトリック教会にも必ずしも不利となるものではなかったが、教会財産の強制立ち入り調査などを巡っては国家と教会は激しく対立し、抵抗運動なども見られた。
政教分離法が制定されると、「左翼ブロック」による連立は存在意義を失い始め、階級対立が全面に出て、1906年に首相に就任したクレマンソーは累進課税法案の提出や労働災害法、退職年金法の成立などによって労働者保護政策を推める一方で、CGT（労働総同盟）書記長ヴィクター・グリフュールの指導にあったサンディカリスムを弾圧した。こうした弾圧はしばし流血を伴い、急進党の政策は批判され、1909年にクレマンソーが辞任すると、後継のアリスティード・ブリアンが成立させた内閣は、それまで急進派が批判してきたオポルチュニスム体制へと変容していった。
1904年よりフランスはドイツからの主にモロッコに対する干渉が度々起こり、それらは1911年のアガディール事件でのフランス領コンゴの一部割譲という形で同年、首相に就任したばかりであったジョセフ・カイヨーによって理性的に処理されるも、こうした領土割譲による平和の実現は、普仏戦争敗戦によるアルザス＝ロレーヌ割譲の屈辱を想起させ、ナショナリストらを中心に大きな非難がなされた。これによって翌1912年1月に崩壊したカイヨー政権に代わって、ロレーヌ出身で対独強硬派のレイモン・ポワンカレが首相に就任する。3月にはフェズ条約が締結され、モロッコはフランスの保護国となった。

### 第一次世界大戦
ドイツの強硬な態度は三国協商をより緊密にさせた。フランスはロシアのバルカン政策の支援を約束し、イギリスはアガディール事件後のロンドン秘密会議でおいて、ドイツがフランスを攻撃した場合、フランス側に立って参戦することを合意した。また、1912年には英仏海軍協定が締結された。
1913年の大統領選挙では、第3共和政発足以来初めて左翼候補が敗北、右翼候補であったポワンカレが大統領に就任する。ポワンカレ政権はジョレスやカイヨーらの反対を退け、三年兵役法や、軍備増強のための財源確保として19世紀末より先んじてドイツが導入していた所得税などを可決させるなど、強力な戦争遂行体制を整えていった。

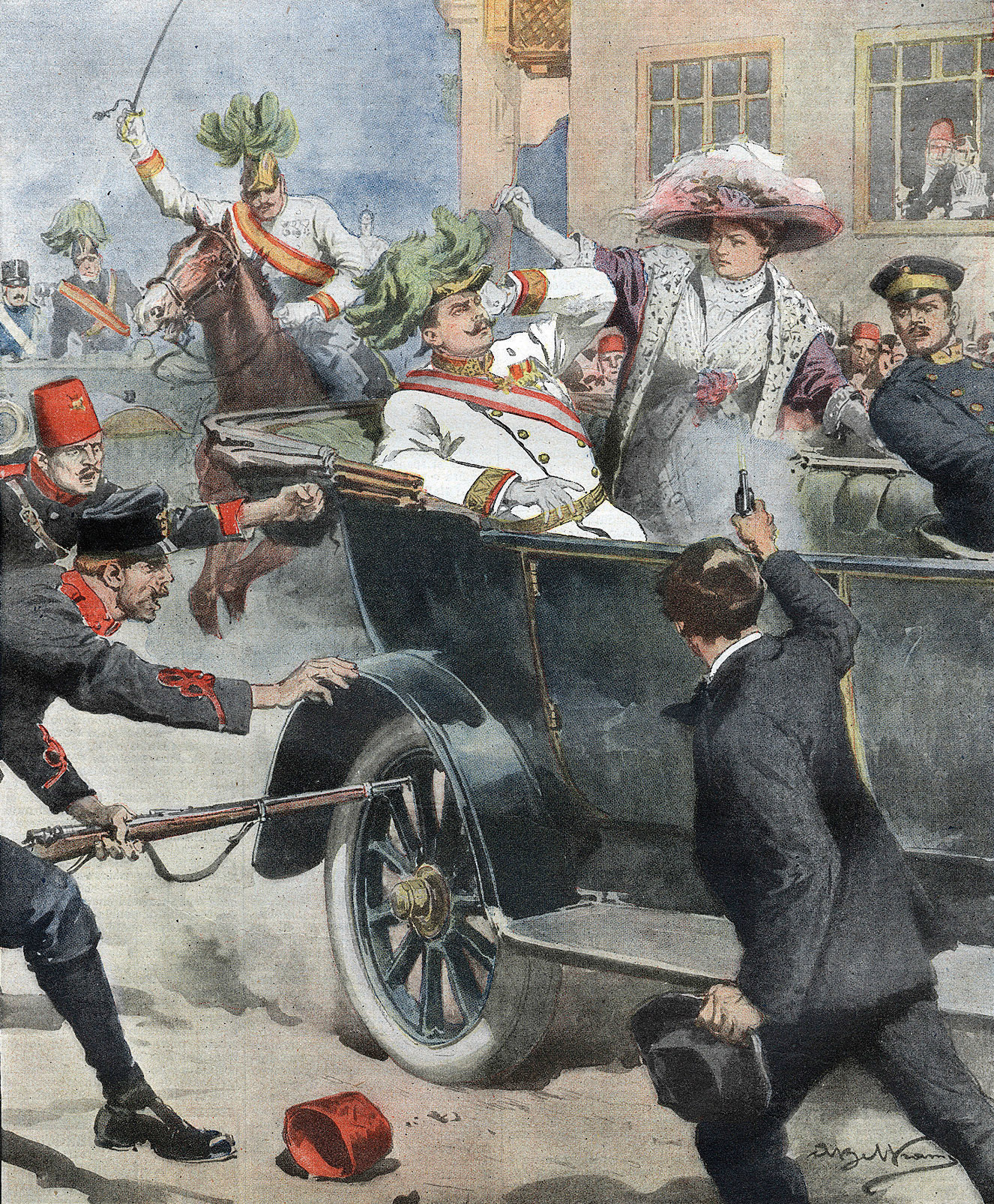
サライェヴォ事件

1914年6月28日にオーストリア皇太子夫妻がセルビア人青年によってサラエヴォで暗殺されるサラエボ事件が発生すると、1ヶ月後の7月28日にオーストリアがセルビアに最後通牒を発し、宣戦布告をする。フランスは当初、平和裡に解決するだろうと判断し、ポワンカレと首相のヴィヴィアニは7月16日にロシアへの公式訪問に出かけ、オーストリアによる宣戦布告時、二人は帰りの船の上であった。オーストリアによるセルビア侵攻はバルカン政策を推し進めていたロシアを介入させ、それを受けドイツもロシアへ宣戦布告。さらにロシアの介入はフランスをも参戦させた。
7月31日には、それまで国内や国外に対して演説を行い、戦争の拡大と終結を訴えていた社会主義者ジャン・ジョレスが、彼の平和主義を危険視したラウール・ヴィランによって暗殺され、それまで戦争反対の立場にあった社会党などの左翼政党らが戦争支持に傾いた。翌1日には総動員令が出され、ドイツがベルギー侵攻をしていた頃、ヴィヴィアニ内閣はそうした左翼政党などの面々を入閣させ、挙国一致体制を確立させた。この挙国一致体制は「ユニオン・サクレ」と呼ばれ、対独強硬派のポアンカレはもとより、社会主義者のマルセル・サンバとジュール・ゲードなども入閣した。フランスはドイツに編入されたアルザス＝ロレーヌへの正面突破をする軍事計画「プラン17」を8月6日より開始し、8日にはアルザスの一部を奪還するも、すぐにドイツ軍に奪い返され、14日には精鋭であった第1軍、第2軍を突撃させ、独仏合わせて20万人もの死傷者を出させたと言われる。さらに22日、23日の戦闘で戦いでの敗北を受け、フランス軍総司令官であったジョゼフ・ジョフルは「プラン17」に見切りをつけた。9月のマルヌ会戦においてフランス軍はドイツ軍のシュリーフェン・プランを粉砕し、こう着状態に持ち込ませた。その後、西部戦線で両陣営は長い塹壕戦に突入した。
フランスは当初、戦争が短期決戦で終わると予測していたことから、総動員令によって労働者の多くを戦場に送った。しかし、戦争が長引くにつれて生産は停滞し、労働力不足に陥っていた製造業に労働者を返して生産を上げるなどが求められた。1915年、陸軍省の軍備担当次官に任命された社会党のアルベール・トマが、熟練労働者の職場復帰や、女性や外国人の雇用を推進させた。また軍需産業の生産を上げるために、勤務時間の延長を狙いとしたマータイム制を導入された。さらに、徴兵された男性労働者に代わって女性が銃後の職場へ進出し、電車の運転や砲弾作り、農村では種蒔きや収穫などの力仕事を受け持つようになった。
1916年2月21日から始まるヴェルダンの戦いでは、迎え撃った第2軍司令官フィリップ・ペタンによる補給システムの改善などによって同盟軍の攻勢を防ぐことに成功したが、フランス軍の死傷者も甚大な数に上った。いつ終わるか知らない戦争は兵士達の間で士気を低下させ、1917年4月16日のニヴェル攻勢ではフランス軍反乱が発生した。またロシアで発生した2月革命は厭戦気分に追い打ちをかけ、全国的なストライキを誘発し、社会主義者たちの離反を受けた神聖連合は崩壊した。

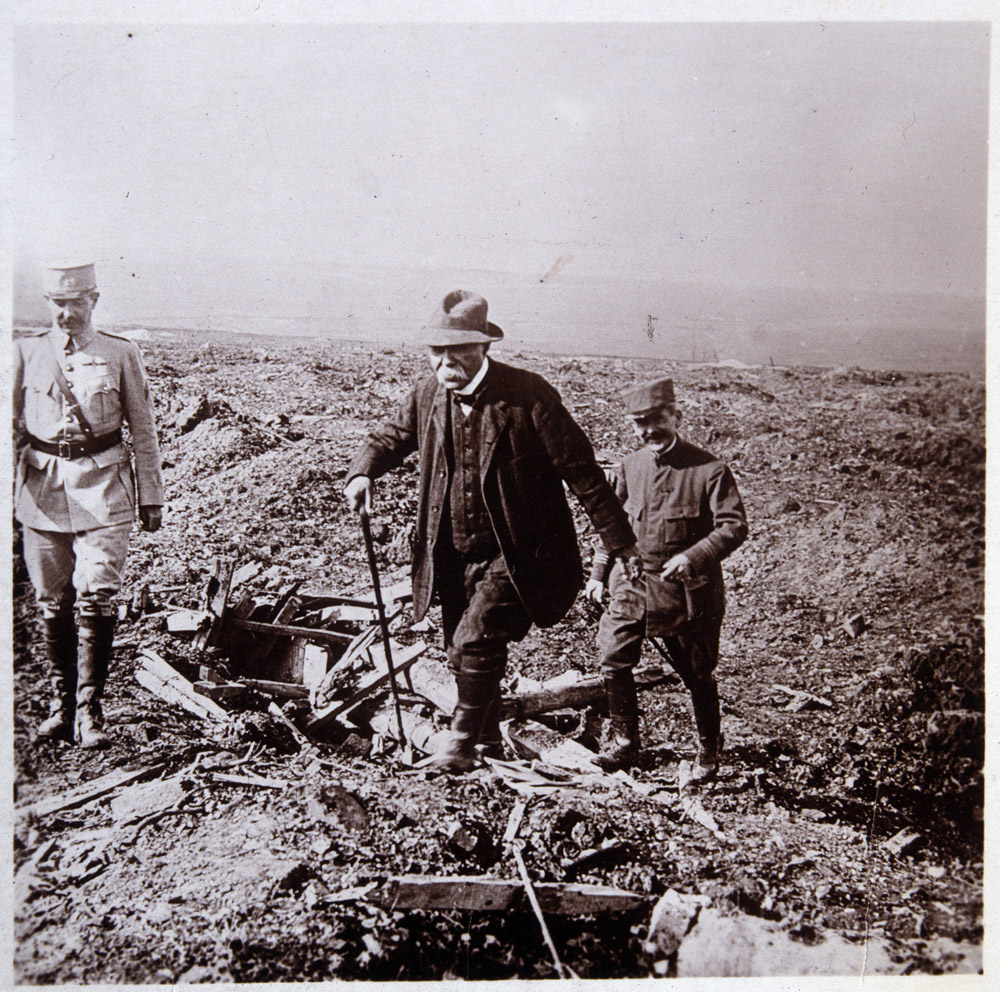
前線へ赴き塹壕の兵士を激励するクレマンソー(1917年)

11月にはロシアで十月革命が起こり、国内世論は講和か継戦かで分かれ、それを巡ってポワンカレ内閣は倒れた。ポワンカレは、個人的に反りが合わなかったものの継戦派であったクレマンソーを首相に据えた。クレマンソーが就任演説で呼びかけた戦争遂行と対独復讐は人気を呼び、議会の信任を得たことによって一度は崩れかけたフランスの戦争遂行への世論を回復した。
1918年、ドイツの春季攻勢を防衛したフランス軍は、9月26日にイギリス軍と、前年に参戦したアメリカ軍とともに大攻勢を開始した。10月5日にはドイツ軍の守りの要となっていたヒンデンブルク線を突破した。

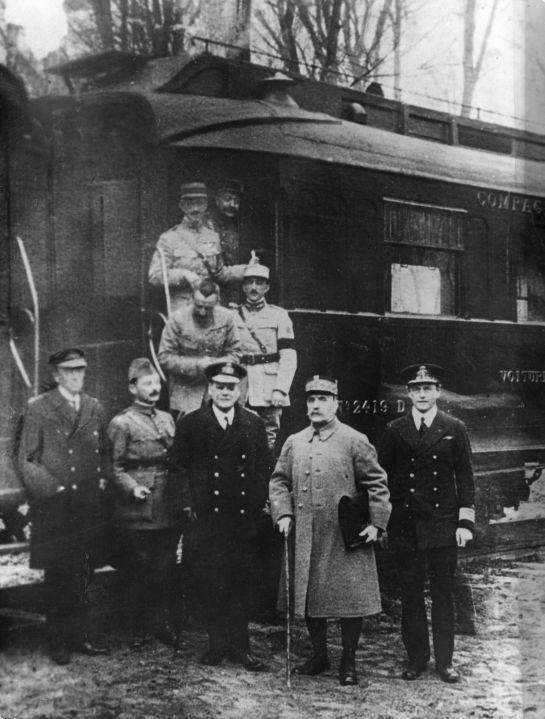
ドイツと連合国との休戦協定が合意された際に撮影された写真。

11月3日、キール軍港での水兵の反乱に端を発するドイツ革命が勃発。同月11日、コンピエーニュの森でドイツは連合国との休戦協定に署名し、1913年に始まった第1次世界大戦の一連の戦闘は終結した。
第一次世界大戦でのフランスの死傷者は130万人、負傷者は300万人に上り、そのうちの7万5千人はベトナムやセネガルなどから徴兵された植民地軍人であった。これらはフランスの出生数に劇的な低下をもたらしただけでなく、フランスの産業にも大きな影響が及んだ。また、主要な戦場となったフランス北東部は、国内有数の穀倉地帯や石炭、鉄を生産する工業地帯であったため、第1次世界大戦はフランスの農業や工業に大打撃を与えた。大戦がもたらした出生率の低下に対し、フランス政府は様々な対策を講じた。1920年7月には中絶禁止法を制定、翌1921年には13歳以下の子どもを持つ家庭に対して児童手当が与えられた。そうした出生率の回復政策は1930年代に至るまで続けられた。さらに、南欧や東欧からの移民労働者が求められた。人口減少と労働不足の問題は安全保障にまで波及し、独仏国境にはマジノ線が建設された。フランス内務省によると、第一次世界大戦に独仏両軍が発射した砲弾は14億発に上り、そのうちの1割は不発弾として残った。こうした不発弾処理は21世紀現在も続けられているものの、現代の処理ペースをもってしても700年かかる計算だと言われている。1993年2月21日には、連日降り注いだ大雨によって第一次世界大戦時の塹壕跡地に作られた線路が陥没し、パリ=リール間を走る高速鉄道TGVが脱線事故を起こすなど、戦後、長い時間を経てもその傷跡はいまだに残っている。

### 戦間期フランス
第一次世界大戦後の1919年のパリ講和会議ではイギリスはドイツとの経済関係や、フランスの対独復讐の肥大化が警戒され、過酷な講和条件を控えようとした。一方でフランスは対独復讐に基づく強硬姿勢を譲らず、6月28日にヴェルサイユ条約を締結させた。結局、フランスの対独復讐の多くは受け入れられず、受け入れられたのは巨額の賠償金とアルザス=ロレーヌの復帰のみであった。
1919年7月の総選挙では神聖連合の継続を求める層と左右両派の対立があり、結果はアレクサンドル・ミルラン、ポワンカレ、ブリアンなどの領袖によって団結された中道派と保守派による連合である「国民ブロック」が勝利した。こうした勝利はクレマンソーの対独復讐や、ソビエト・ロシアの成立に伴うボリシェヴィキ政権の対ロシア債務の拒否による大衆投資家の反社会主義意識などが原因している。一方でそうした反ソ意識とは裏腹に、社会党やCGTといった社会主義系組織は党員を増大させた。
1920年1月に成立したミルラン政権では1904年以来、途絶していたバチカンとの外交関係が修復された。同年には国際連盟が成立し、常任理事国となった。またアルザス＝ロレーヌをドイツから奪還したほか、旧ドイツ植民地帝国、旧オスマン帝国領の一部を委任統治領として獲得した。シリアにはシリア・アラブ王国が成立していたが、フランス・シリア戦争で介入・占領し、フランス委任統治領シリアが成立している。
1922年1月、ミルランが大統領に就任したことを受け、ポワンカレが首相に就き、戦債の支払や国土の荒廃もあって経済的は不安定となり、ドイツからの賠償金を厳しく取り立てるようになり、1923年にはドイツに支払い能力やその意志がないことを理由にルール占領を強行したが、英米などの批判を受け、国際的な孤立とドイツに大混乱とインフレをもたらしたのみに終わった。以降、賠償金支払いプロセスにはアメリカが加わり、一定の安定を迎えた。

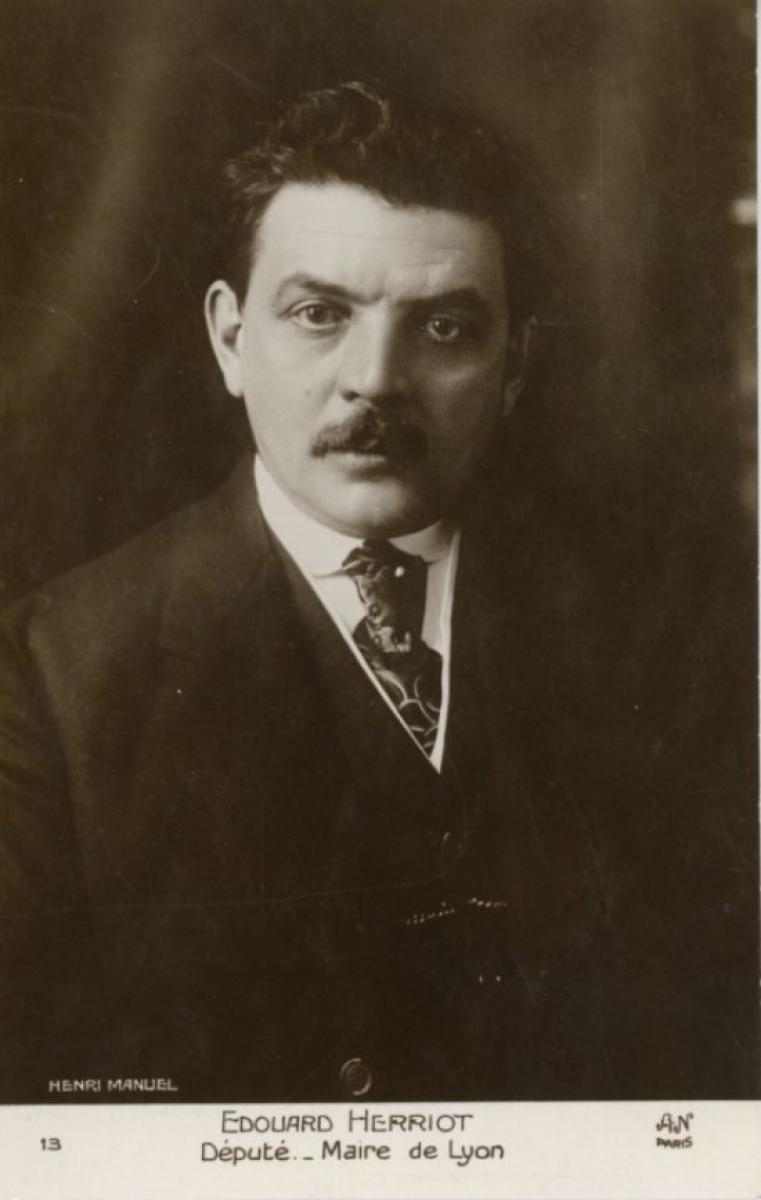
エドゥアール・エリオ

1924年5月の総選挙では国民ブロックによるルール占領のような強硬路線の失敗が祟って没落し、エドゥアール・エリオによる左翼連合が勝利し、ドイツの賠償金支払額を満額したドーズ案を受け入れた。また安全保障を国際連盟の枠内で保障したジュネーブ議定書もこの時、受け入れられた。
一方で、エリオ内閣では反教権主義的な政策が再開され、アルザスでの政教分離の導入や司教区信徒会の創設の拒否などが行われたが、ローマ教皇庁もキリスト教的民主主義を支持するなどの変化から、教会と共和国との関係は和解へと促進されていった。外交面ではルールからの撤兵のほか、ソビエト連邦との国交樹立などが行われた。またこの時期は、天然資源が豊富にあったアルザス=ロレーヌの復帰もあり、鉄鋼産業が飛躍的に発展し、1920年代末には世界第3位の生産量を誇るに至った。
こうした経済発展に恵まれたものの、エリオ内閣は資本課税の導入や財政危機への取り組みなどの金融政策で失敗し、1925年4月には上院の反対を受け退陣を余儀なくされた。しかし後継のパンルヴェやブリアン内閣ではインフレやフラン価値の下落に対して大胆な政策を打ち出せず、1926年7月には、再びポワンカレが首相に返り咲き、自らが蔵相を兼任し、増税や減債基金の設置などの政策を通して財政危機を乗り越えた。1928年の総選挙では財政危機の回復から、保守勢力が勝利を収め、翌1929年には、大量生産などの体制が確立され、工業分野の発展が最高潮に達した。
1929年10月に発生した世界恐慌は、2年後の1931年にフランスに到来し、1935年には最悪を迎える。また1930年代は、アクション・フランセーズとクロア・ド・フーなどの極右・ファシズム政党が誕生、活動を活発化させ、1933年末に発生したスタヴィスキー事件は、こうした極右政党の活発化をより刺激させ、これらは時の内閣であったカミーユ・ショータン内閣の崩壊を誘発し、後継のエドゥアール・ダラディエ内閣も組閣に難航した。2月6日にはクロワ・ド・フーによるデモが警察による発砲事件を呼び、死者15人、負傷者1500人を出す事件となった。この事件は1934年2月6日の危機と呼ばれ、事態の鎮圧に失敗したダラディエ内閣は、翌日総辞職した。ダラディエ内閣の崩壊を受け、成立したガストン・ドゥメルグの内閣は「国民連合内閣」と呼ばれ、右翼主導による保守政権が誕生したが、執行権の強化を巡る憲法改正が急進社会党によって拒否されると、政権運営がままならず、失脚した。

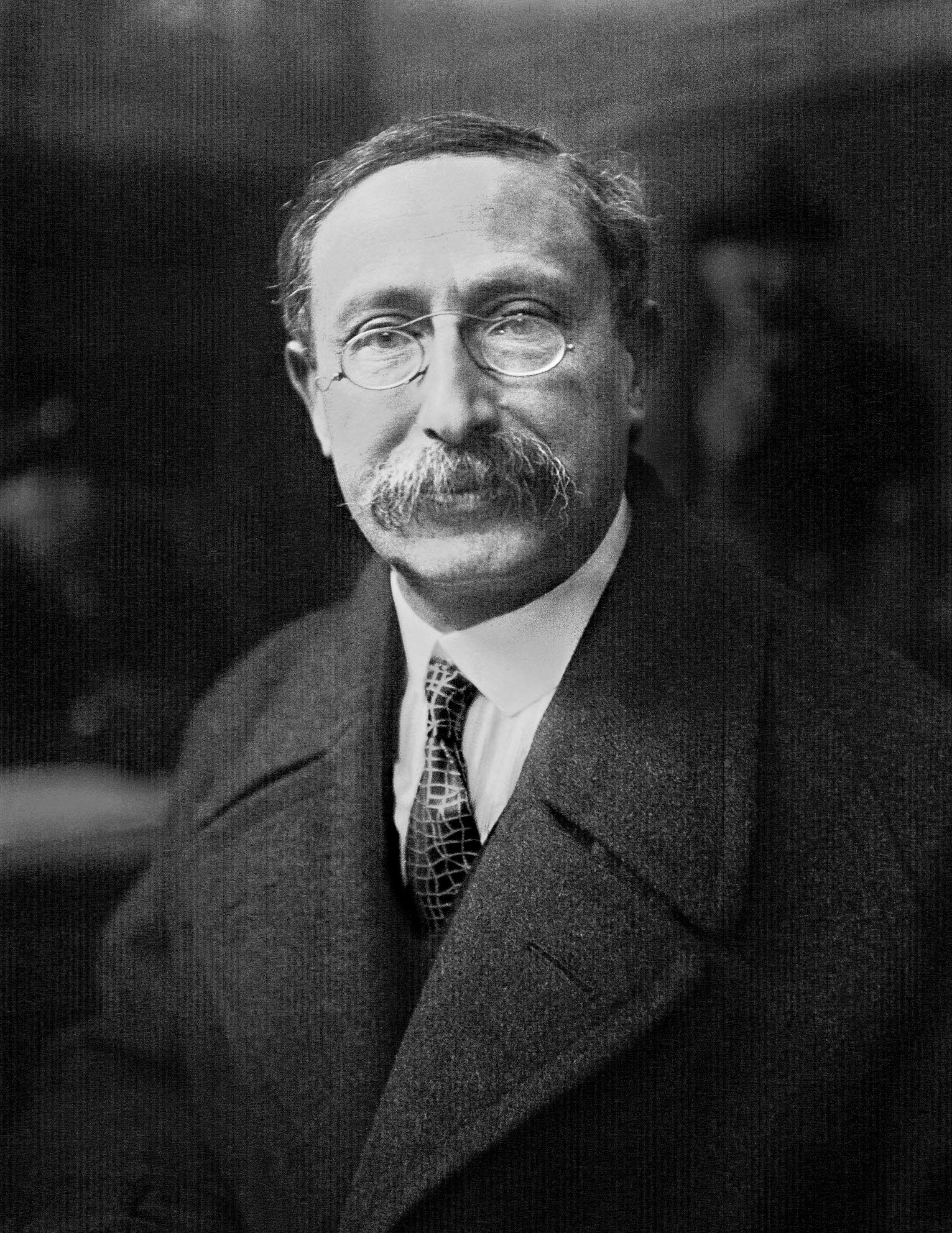
レオン・ブルム

1936年の総選挙ではレオン・ブルム率いるフランス人民戦線が勝利し、左派政権が成立した。同年5月から6月にかけて発生した全国的なストライキはブルム内閣にマティニョン協定を結ばせ、秋にはフランの平価切り下げによって景気は回復したかに見えたが、翌1937年には、内閣の予想に反して、回復は減少し、6月には上院がブルムに財政政策の全権を与えることを拒否したことで、内閣は崩壊した。ブルム内閣時代ではドイツのラインラント進駐や、イタリアの第二次エチオピア侵攻など、国際的な緊張が高まる事件が続き、1936年7月17日に発生したスペイン内戦では、フランスの不干渉を宣言したものの、これらは第一次世界大戦後に成立したベルギーやチェコスロバキア、ユーゴスラビアなどの小協商の離反を促した。

### 第二次世界大戦からパリ占領まで
1939年、4月にイタリアのアルバニア侵攻、ドイツは前年にオーストリアを併合し（アンシュルス）、ズデーテンラントを併合されたチェコスロヴァキアの残り全土を占領、そしてポーランド第二共和国に対して旧プロイセン領であった自由都市ダンツィヒ返還を要求した。当時のフランス世論ではここでいよいよ対独戦争の可能性が強くなる。8月23日にドイツがソビエト連邦と独ソ不可侵条約を結び、9月1日にポーランド侵攻が始まると、翌2日にはフランスで総動員令が発令され、11月3日に対独宣戦布告を行なった。ドイツのポーランド侵攻から、翌年5月までの間は、独仏国境で目立った戦闘は行われず、独仏両軍はライン河を挟んで釣りをしたり、フランス兵がサッカーに興じているのを、ドイツ軍が見物し歓声を送るなど、牧歌的な光景が見られたこの時期は今日では「まやかし戦争」と呼ばれている。

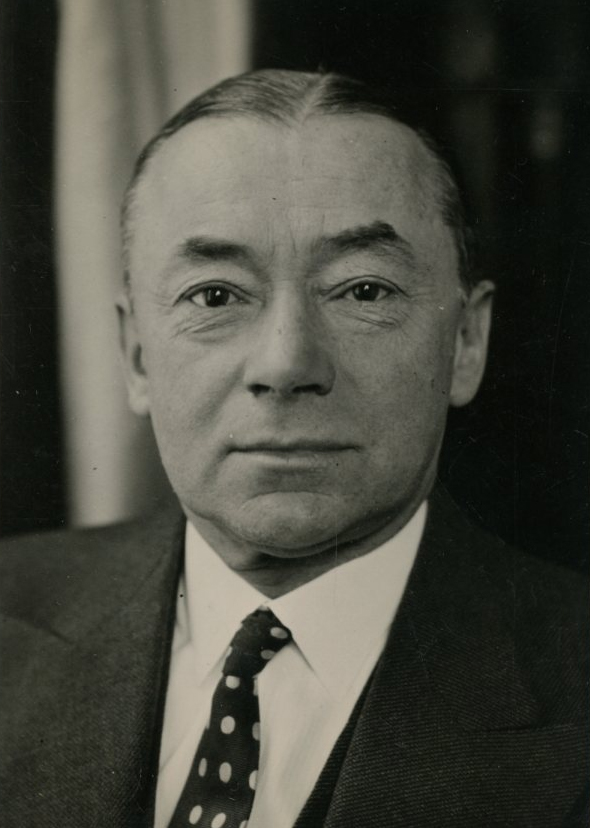
ポール・レノー

開戦時、フランス世論の多くは、独仏国境に敷かれたマジノ線を希望とし、同じような構想から作られたドイツのジークフリート線に対抗できると信じられていたが、1939年末にドイツがポーランドをおおよそ制圧すると、翌1940年5月10日に中立国であったベネルクスを経由することでマジノ線を迂回し、フランスに侵攻する。また少し遡ること、3月には冬戦争の勃発への無為無策を糾弾され、ダラディエ内閣が倒閣し、後継のレノー内閣では宥和政策に反対し、徹底抗戦を訴えるも、軍の防衛戦略上の都合、そりの合わないダラディエを国防大臣として入閣させねばならず、さらに英仏合同軍司令官であったガムランの更迭問題が紛糾し、さらにイギリスではチェンバレン内閣が総辞職するなど、国防上の一大事とは裏腹に国内では政争に揉まれ、5月13日には国境が突破され、本土への侵入を許してしまう（ナチス・ドイツのフランス侵攻）。5月18日にはレノー内閣が改造され、レノー自身が国防大臣を務め、ダラディエは外務大臣に転じ、副首相にはフィリップ・ペタンが入閣した。6月5日にはさらに内閣改造が行われ、ダラディエを外相から解任し、レノーがそれを兼任するも、外務次官に休戦派のボードゥアンを入閣させたことから自縄自縛に陥り、既に国内へのドイツ軍の侵入が日に日に進んでいく中でも、政治的な混乱はなお続いた。10日にはイタリアも参戦し、こうした事情を受け政府はパリを去り、トゥールへと拠点を移し、14日には無防備都市宣言がなされたパリにドイツ軍が入城した。6月16日にはペタン休戦内閣が発足し、17日に駐在スペイン大使を通じてドイツに降伏を申し入れ、22日にはかつて第一次世界大戦の休戦協定が結ばれたコンピーニュの森で独仏休戦協定が締結された。これにより、パリを含むフランス北部はドイツ、サヴォイなど南部の一部はイタリアによって占領され、残りの自由地区にはペタンを元首とするフランス国(ヴィシー政権)が設立された。またそれを受け翌18日には陸将であったシャルル・ド・ゴールを通じてロンドンで対独レジスタンスを訴え、自由フランスが組織された。

## 占領期のフランス

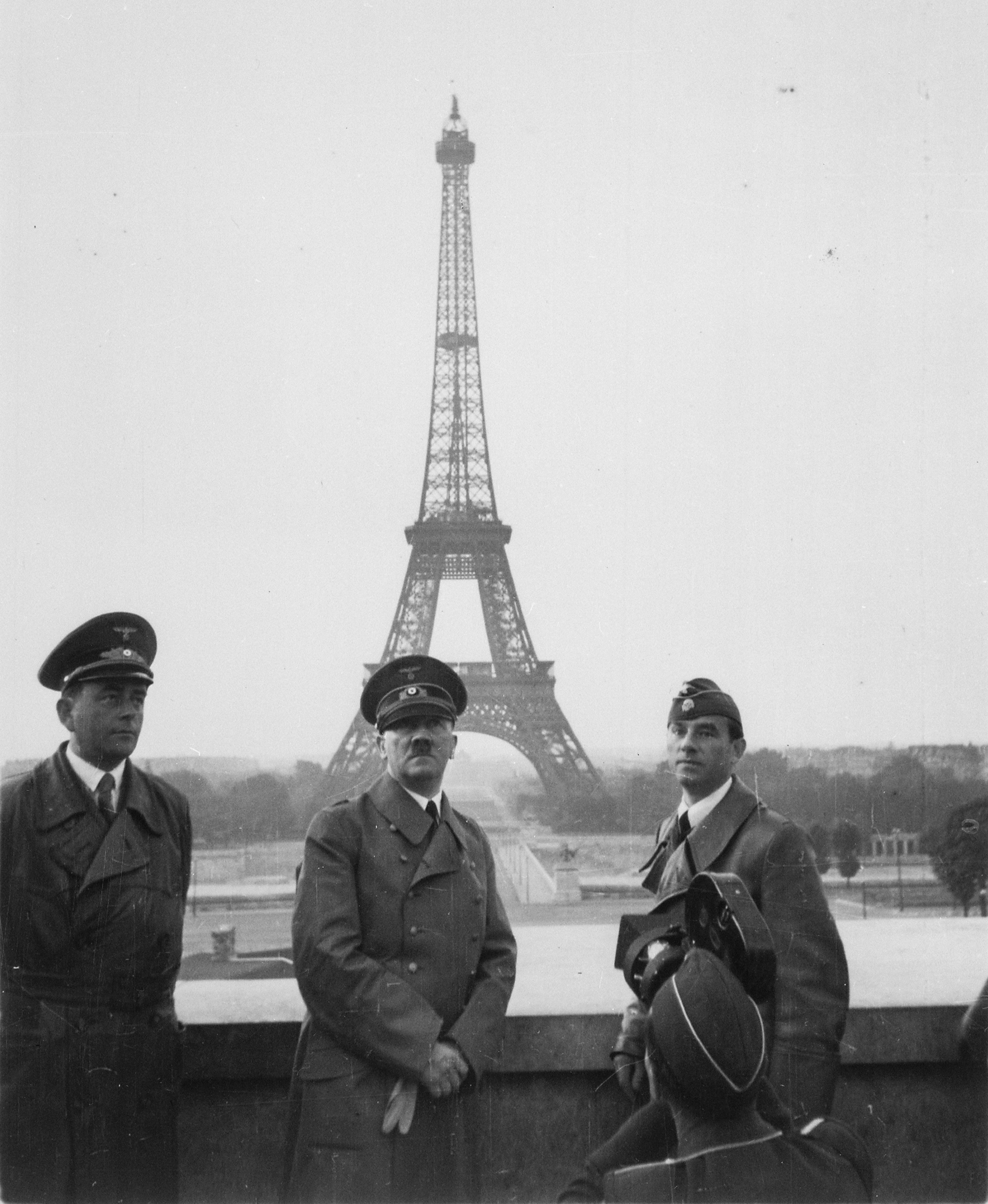
エッフェル塔を訪れるヒトラー

フランス内部では戦争に敗れた共和政への忌避、反英感情が高まり、フィリップ・ペタンに対する個人崇拝と権威主義的志向が盛り上がった。7月10日、1940年7月10日の憲法的法律が可決され、ペタンによる権威主義的政権が成立した。これは首都の置かれた場所を取って、ヴィシー政権と呼ばれる。10月にはペタンはドイツの「協力」(コラボラシオン)を表明し、またヴィシー政権のフランス国民にもそれを求めた。第二次世界大戦期のフランス世論の研究者ピエール・ラボリは、当時のヴィシーでの世論も、反ドイツを掲げてもいたペタンが、簡単に本心からドイツに協力するとは考えておらず、ペタンがその名を高めたヴェルダンの戦いと同じような活躍を期待していたと指摘している。
外見的には中立を保つ、合法的な主権国家であったが、国内の諸政策には強くドイツの意向が反映されるなど、事実上はドイツの傀儡政権であった。また、休戦協定によって軍隊などは武装解除がなされ、150万人もの青年を捕虜としてドイツに残しておかなければならなかった上、1日あたり4億フランの占領費の負担を求められた。さらにドイツ占領地域、イタリア占領地域と自由地域との往来は禁止され、ヴィシー政府の権限がフランス全土に及ぶことを阻止した。

### ヴィシー政権と占領地域
ヴィシー政権では、ペタンをフランス国首席とし、実際は彼が既に老齢であったことから、多くの政治は副首相であったピエール・ラヴァルが担当した。国内ではそれまでの共和国の標語であった「自由、平等、友愛」の語句は禁止され、「労働、家族、祖国」がそれに代わるものとして標語となった。こうした初期におけるペタンのフランス革命の人権や反教権主義、共和国の原理などを否定は「国民革命」と称され、第三共和政以降、国内で封じ込められていた伝統主義が体現したもので、ファシズムやポピュリズムなどとは異なる様相を持っていた。またドイツ支配地域では、三色旗に代わって鉤十字が掲げられ、フランス時間に1時間足したドイツ時間が適用されるなどの、ナチス化が推められた。
休戦条約に代表される一連の苛烈な統治の一方で、ヴィシー政権の主権国家は温存され、休戦監視軍という名目で10万人ほどの陸海軍を保有するなどが認められた。そうした経緯から、イギリスを除く多くの国家はペタン政権を承認した。また休戦条約前まで保有していたインドシナを除く植民地の多くも、ヴィシー政権を承認した。ヴィシー政権には極右団体や急進保守派、平和主義者、左派の反議会主義者、人民戦線を憎む実業家や戦前に改革案を受け入れられなかったテクノクラートなど、様々な第三共和政に不満を持つ人々が参加した。しかし一方で右翼団体のアクション・フランセーズや左翼団体のフランス共産党などは参加せず、むしろレジスタンスとして、自由フランスとの連携を作るなどの抵抗運動を行なった。
戦争が長期化すると、ヒトラーからのコラボラシオンが苛烈化し、1942年10月3日にはユダヤ人迫害法などのファシズム的な政策が始まり、世論は次第に抵抗の色を帯び始めた。ドイツ軍占領地域では、特に第一次世界大戦の敗戦によって奪われたアルザス=ロレーヌの再統一に伴い、この地域においては他の都市でのナチス化以上の徹底が見られ、フランス語の使用禁止や同地に住む多くのフランス人や黒人、ユダヤ人などの追放、ナッツヴァイラーにはガス室を備えた収容所が建てられ、ドイツで17歳から25歳までの男性に義務付けられていた国家労働奉仕団らが入植した。
1940年12月、対独協力に積極的であったラヴァルは、協力に慎重であったペタンと折り合いが悪く、失脚する。翌1941年2月にはフランソワ・ダルランが副首相に就任し、ドイツに譲歩を重ねながら、5月のヒトラーとの会見ではアフリカ植民地をドイツ軍の利用に供する協定に同意し、ダルランは枢軸側として参戦することを提案するも、それを危険視したペタンは1942年4月に彼を解任させ、ラヴァルを復帰させるなど、人事の混乱があった。またフランス領インドシナは仏印進駐によって日本軍の影響下に置かれることになった。連合軍が北アフリカに上陸した1942年11月、国際情勢の変化から、ヴィシーとの国交を絶つ国家が相次ぎ、影響力の低下などもあって、ドイツ軍はヴィシー地域を占領し、フランス全土を管理するようになる。戦況がドイツ不利になると、親独派で、ドイツとの関係が深かったラヴァルでさえ無視されることが多くなり、1944年1月にはより過激な対独協力者の入閣を求められ、フィリップ・アンリオやジョセフ・ダルナン、マルセル・デアなどが起用された。

### 自由フランスとレジスタンス

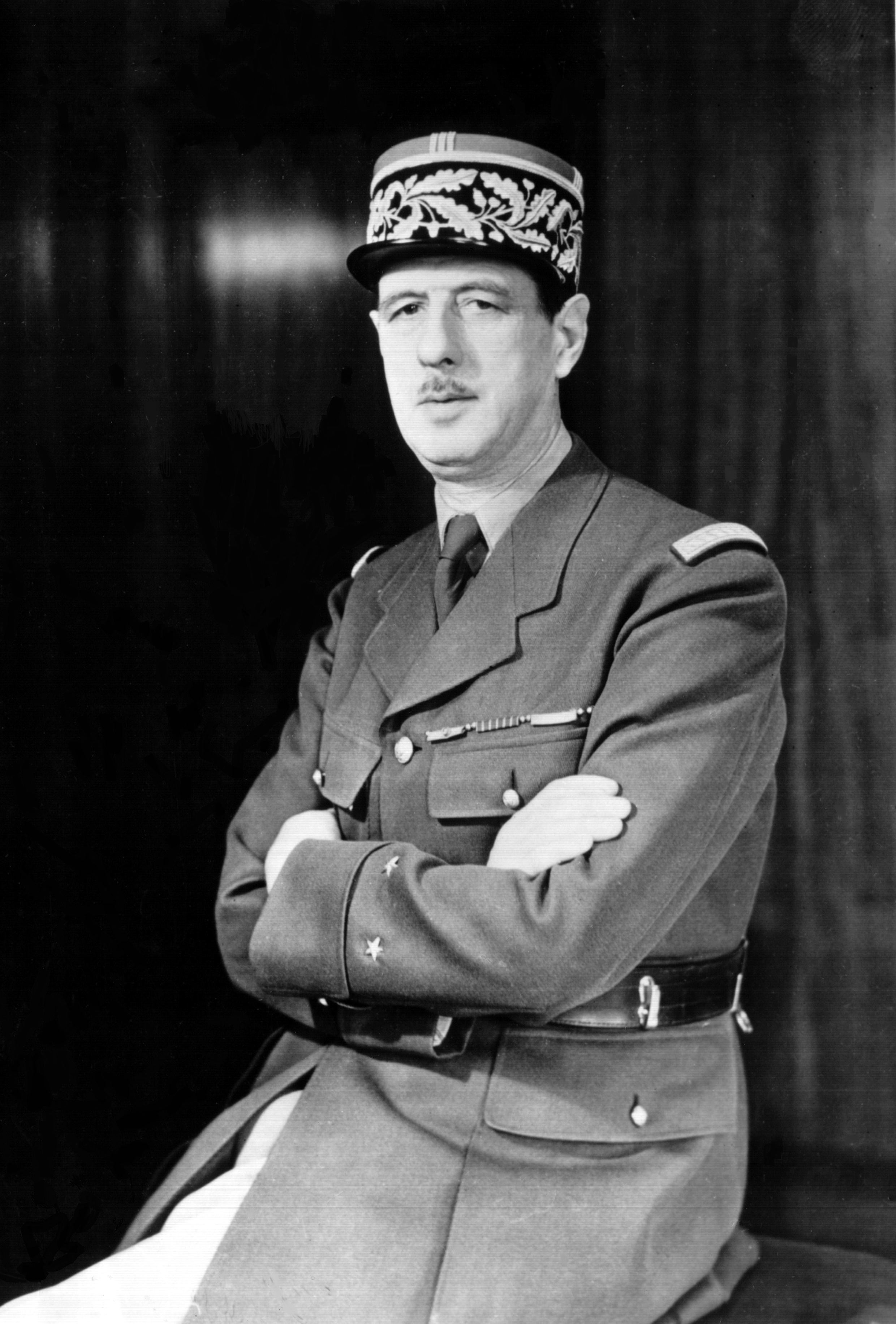
シャルル・ド・ゴール

ドイツ軍へのレジスタンスは、ドイツ軍占領地域での勢力、ヴィシー国内での非占領地域の勢力、そしてシャルル・ド・ゴールが指導する国外勢力の3つに分けられる。ド・ゴールはロンドンなどを拠点に英国放送協会（BBC）を抵抗を呼びかけたが、初期の段階においては、ペタンの名声などでかき消され、フランス国内においてはほとんどそうした抵抗の呼びかけへの反響はなかった。また初期の自由フランスは大陸からの脱出兵による数千人ほどの規模しかなく、組織としても、イギリスのウィンストン・チャーチル首相や、アメリカのフランクリン・ルーズベルト大統領の反応も曖昧であった。初期のレジスタンス組織では非占領地域よりも占領地域の方が早く、当初は地下組織での出版物の刊行から始まった。1940年8月には赤道アフリカやチャドカメルーンなどのフランス領中央アフリカ地域を自由フランス側に立たせることに成功する。フランス国内では1943年春頃より、ドイツの労働力徴発に反発した若者によるレジスタンス組織「マキ」が武装抵抗を始め、5月にはド・ゴール主導による全国統一組織「レジスタンス国民会議」が結成された。一方でこうしたレジスタンスに対して支配をしていたドイツはドイツ兵一人の殺害につき一定数のフランス人やユダヤ人捕虜の人質を殺害するといった報復措置を取った。これらは戦況が悪化するにつれ、より熾烈なものになっていた。

### フランス解放から終戦まで

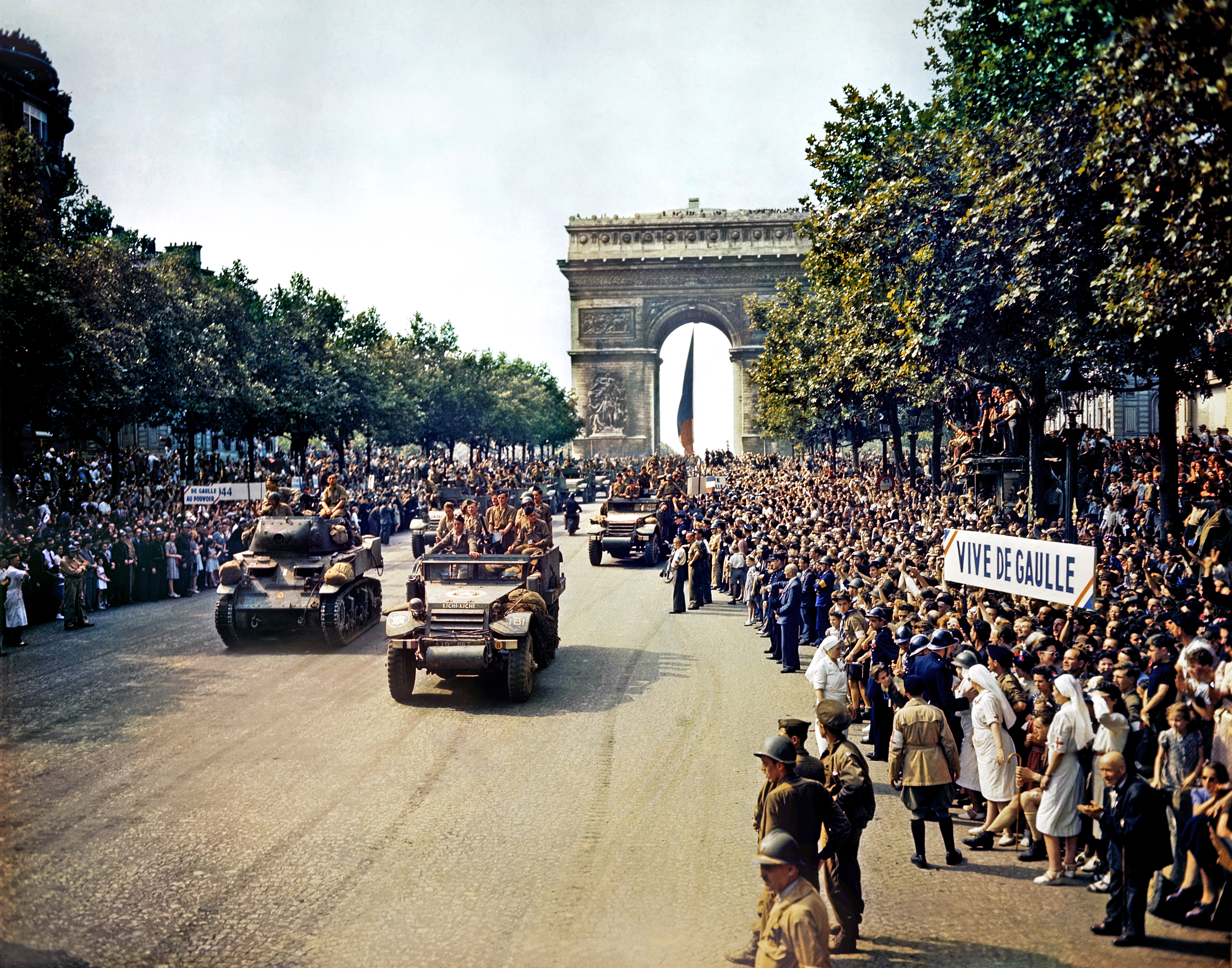
パリの解放

ドイツによる占領政策は日に日に苛烈になり、1942年以降には各地の植民地も次第に自由フランス側につくようになり、1942年11月8日のトーチ作戦によってフランス領北アフリカも喪失した。1944年6月には自由フランスと北アフリカのヴィシー軍が合同してフランス共和国臨時政府が成立し、ノルマンディー上陸作戦によってフランス本土には再び連合国軍が上陸した。6月22日にはパリの解放が行われ、ヴィシー政権は崩壊し、臨時政府はパリに帰還した。またこの時、ヒトラーはパリ防衛の責任者であったコルティッツに対して、パリの町中に仕掛けられた爆弾を起爆させ、パリを破壊するよう指示するが、破壊司令は結局、無視され、コルティッツらはそのまま投降した。1944年中にフランスの大半は奪還され、1945年のドイツ降伏によってフランス全土は再びフランス政府の手に戻った。
ドイツから解放されたフランス国内では、レジスタンスなどに関わっていた人々などによる、コラボラシオンに関わった人々に対する、追放や粛清(エピュラシオン)が横行し、暴行や殺害などが発生したことを受け、事態のエスカレートを危惧した臨時政府は大戦期の行動に対する「正義のための法廷」を設立したが、これを利用した、公式的なエピュラシオンは少なく、多くは私刑によって暴力をもって裁かれた。少なくとはいえ、臨時政府は12万人もの親独派とと考えられる人々を予防拘禁し、16万人に対して、対独協力行為に対して裁判を行なった。特にヴィシー政権の中枢であるペタン、ラヴァル、ダルナンなどは死刑宣告を受け、そのうちペタンは高齢のため、終身刑に減刑され、残り二人は死刑が執行された。また終戦に伴い、戦争捕虜や強制収容所、労働徴発などによってドイツなどに抑留されてきた230万人ものフランス人たちが帰国すると予想され、早急な社会的経済的な準備を迫られた。戦後すぐのフランスはこうしたエピュラシオンによる「敵」の排除とともに、「一部の親独派を除き、大多数のフランス人らは、積極的か消極的にレジスタンスに参加し、ドイツに勝利した。」という、実際の実情とはやや異なる、レジスタンス神話が形成され、臨時政府もこれを利用し、国民の和解や統合に利用した。1944年12月にはソビエト連邦との仏ソ友好条約が結ばれ、国内の共産党系レジスタンス組織との関係も深化した。
戦後すぐのフランスが直面した大きな問題として、ドイツの戦後処理問題が挙げられる。フランスは実際のところ、第一次世界大戦とは異なり、一度敗戦し、レジスタンスとして復活した経緯がある以上、ドイツの戦後処理問題に関して、大きな発言力を持てなかった。そのため、ド=ゴールはソ連に接近し、ド=ゴールが掲げる対独政策への支持を求めるも、ソ連はそれを拒み、1945年2月のヤルタ会談では、ドイツの戦後処理問題に対して、フランスの発言権を認めることと、国際連盟に代わって設立される国際連合の安全保障理事会の常任理事国とすることが決定された。

## 第四共和政
1945年10月21日に行われた戦後の政治体制のあり方を問う国民投票では、圧倒的多数が第三共和政の復活を否定したことを受け、臨時政府は制憲議会で新たな憲法作成作業を行った。また同日、国民投票と並行して行われた議会選挙では、フランス共産党が社会党に1議席差で与党となった。次いでキリスト教系レジスタンス組織であった人民共和運動がその位置につき、第3位には社会党が入った。この共産党、人民共和運動、社会党による三党は議会選挙後、首班をド・ゴールに指名するが、結局翌1946年1月には、党との関係悪化から首相を辞任し、ド・ゴール抜きでの戦後政治が始まった。
ド・ゴールの辞任を受け、労働者インターナショナルのフェリックス・グーアンが首班になるも、5月5日に新憲法の草案は、議会を一院制とするなど、議会の立場を強くさせる内容であったが、国民投票で僅差で否定され、また同日に行われた議会選挙では共産党に代わって人民共和党が第一党となり、ジョルジュ・ビドーが首班となる。10月に提出された第2次草案は、第1次草案の否決を受け二院制が復活し、結果的に第三共和政と内容は大して変わらなかったものの、国民投票で可決され、第四共和政憲法として成立したが、投票率は69%程度で、有権者全体で見た時、賛成はせいぜい36%に過ぎず、圧倒的多数の国民による合意を得たとは言い難いものであった。第四共和政の多くは第三共和政と変わらなかったが、戦時中における植民地に対する協力の見返りとして自治権の強化などを約束していたことから、フランスの海外植民地は、フランス植民地帝国としての時代を終わらせ、代わりにフランス連合と呼ばれるフランスと植民地と海外県、海外領土からなる緩やかな国家連合の形成が行われた。
憲法制定後の11月の議会選挙では再び共産党が第一党に返り咲き、一方で人民共和運動や社会党などは大きく後退をするなどの得票数的な差はあったが、三党体制は依然としてある程度の影響力を持ち続けた。第四共和政の最初の首相には社会党のポール・ラマディエが選出され、翌1947年1月16日にはヴァンサン・オリオールが初代大統領に就任し、臨時政府はその役目を終え、本格的な第四共和政が始動する。第四共和政成立後、第三共和政末期の二大政党であった急進派と穏健派の復権が始まり、モリース・トレーズやビドーなどの首班指名が拒否され、12月にはレオン・ブルムによる内閣が成立する。1947年は、国際情勢が米ソの関係悪化による冷戦構造になっていく中、アメリカは3月に、ハリー・トルーマン大統領によって西側諸国に対してマーシャル・プランなどの経済支援を行うことを表明し、フランスもその影響を受けるようになる。一方でマーシャル・プランを受けるフランスの政権与党である共産党にとって、微妙なものとなっていたが、同時に同年春にブルムが渡米し、アメリカからの26億ドルの財政支援を約束させたブルム=バーンズ協定などがあったことから、渡りに船な状況でもあった。1948年4月には、ブルム内閣の要職についていた実業家ジャン・モネによるフランス復興計画であるモネ・プランが始動し、戦後復興の道を着々と進めた。

### 欧州防衛共同体論争
1948年2月にチェコスロバキアで発生したクーデターは西側諸国に衝撃を与え、アメリカ主導のもと、1949年に北大西洋条約機構(NATO)が設立され、フランスも、イギリスやイタリアなどとともに参加した。1950年にNATO理事会でアメリカが西欧防衛強化のために西ドイツの再軍備を提起すると、イギリスを筆頭にそれを受け入れたものの、フランスは唯一それに反対を示した。こうした態度は、イギリスや北欧諸国から強い非難を浴びたが、フランスは対抗提案として「欧州防衛共同体」(CED)構想を提示し、これらは5月に外相ロベール・シューマンによって発表された欧州石炭鉄鋼共同体(CECA)構想の防衛版でもあった。CED構想は1952年2月のエドガー・フォール内閣や、後継の5月のアントワーヌ・ピネー内閣で議論され、CEDを設立させて欧州軍を発足させるパリ条約が調印された。しかしこの条約の批准に必要な議会からの過半数の支持を得られる可能性が望み薄であったことや、こうした構想はフランス世論を二分させ、社会学者のレイモン・アロンはこの事態を「ドレフュス事件以来フランスの最も重大なイデオロギー論争」と評した。CED論争はフランスの内政を麻痺させたほか、外交政策の足かせにもなり、議論は2年以上続き、その間に起きた国際情勢の変化は次第に批准を不利に傾かせた。結局、CED構想はソ連でのヨシフ・スターリンの死に伴う東西緊張の緩和などを背景に、その超国家性に対する批判が紛糾し、最終的に国民議会によって批准は拒否され、この構想は頓挫した。

### 植民地問題
一方で植民地支配には限界がおとずれ、中東およびアジアの植民地は次々に独立していった。インドシナでは1945年から1954年にかけて第一次インドシナ戦争が発生し、ジュネーヴ協定で撤兵した。さらにインドシナに続いてチュニジア、モロッコも同様の運動が起こり、チュニジアでは1954年にマンデス=フランス政権によって内政自治権が認められ、エドガール・フォール政権では1955年にモロッコの独立が認められた。一方でインドシナやチュニジアといった地域とは異なり、歴史的にはフランス初の外国植民地であり、国民にとっても特別な思い入れのあるアルジェリアの独立に対しては、その議論は難航し、1954年にはアルジェリア民族主義運動の蜂起を促し、これらの問題によって崩壊したマンデス=フランス政権のみならず、続く1957年5月のギー・モレ政権や翌6月のモーリス・ブルジェ・モーヌリ政権、さらには11月のフェリックス・ガイヤール政権などを崩壊させた。

## 第五共和政
アルジェリア戦争に際して無力さを露呈した第四共和政は、1958年6月2日にかねてより待望論がささやかれていたシャルル・ド・ゴールに憲法改正のための全権を委任させ、社会党、急進派、人民共和運動などを入閣させる挙国一致体制が成立した。もっとも、多くの政党出身者たちは体裁を取り繕うに過ぎず、実際はド・ゴールや彼の側近たちによって多くの決定がなされた。憲法改正のための草案は9月12日の国民投票で約80%の支持を得たことから承認され、翌1959年1月にド・ゴールは大統領に就任し、第四共和政は幕を閉じた。こうした第五共和政の突然の成立を世論は歓迎したが、知識人の間では独裁を警戒する声がささやかれた。
第五共和政では議会下院の多数決によって選出される首相が置かれるものの、国民の直接選挙で選出される大統領に強い行政権限がある。

### ゴーリズムの時代

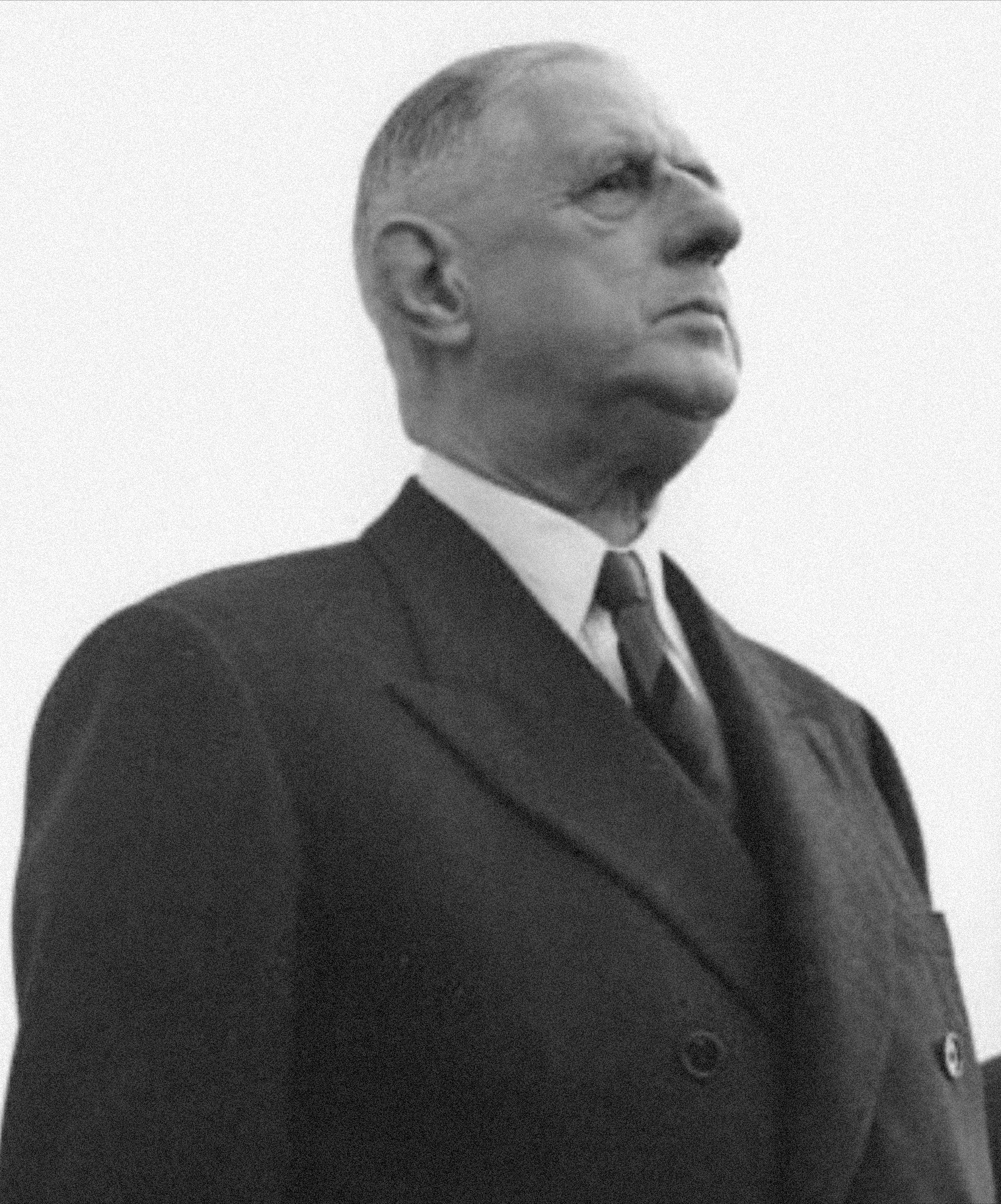
シャルル・ド・ゴール

1960年はアフリカ植民地の多くが独立（アフリカの年）したものの独立時に戦火を交えた一部の国を除いて良好な関係を保ち、元植民地の国に多額の援助を行った。1962年8月22日には、パリ北郊のプチ=クラマールでド・ゴールを乗せた車が銃撃に遭うなどの災難にもあったが、翌1963年にはエビアン協定を通じて、アルジェリアの独立が決定的なものとなり、第四共和政以来、問題となっていた植民地問題の多くは解決した。また経済面では1961年に成立した欧州共同体において中心的な役割を果たし、1973年のオイルショックまで高い経済成長率を維持した。この期間を経済学者のジャン・フーラスティエは栄光の三十年間と呼んだ。
ド・ゴールはフランスの栄光の実現のためならば、時として政策理念の合わない閣僚の更迭を強行し、非政治家の人物を側近に置いて行政府を支配するなどの手段を取り、これらは「ゴーリズム」と呼ばれた。またド・ゴールは欧州統合の流れに対して、主権国家を維持した国家連合構想を提唱し、欧州統合派が主張する「超国家的な統合」を批判した。一方で、1963年1月には西ドイツのコンラート・アデナウアー首相とともに仏独協力条約が結ばれ、仏独関係が急速に再建されていった。一方で対英関係に対しては対独関係と反比例するように悪化の一途を辿り、1963年1月のハロルド・マクミラン保守党政権時代と1967年5月のハロルド・ウィルソン労働党政権時代のイギリスの二大政党からの欧州共同体への加盟申請はいずれもド・ゴールによって拒否された。
さらにド・ゴールは西側諸国やアメリカとの妥協が結果としてフランスの自立を曖昧なものとさせた第四共和政時代の外交を批判し、「偉大なフランスへの追求」という理念から、アメリカのヘゲモニーに対する挑戦を目指した。それらは1960年のサハラ砂漠での実験による核兵器開発の成功によって得た核抑止力に基づく自立外交などを展開させた。こうした外交は1962年のジョン・F・ケネディ・マクミランによる米英首脳会談での多角的核抑止戦略の提案の拒否や、1963年8月の米英ソなどによって結ばれた「部分的核実験禁止条約」 (PTBT)への参加・調印の拒否などが行われた。

### ポスト・ド=ゴールの時代

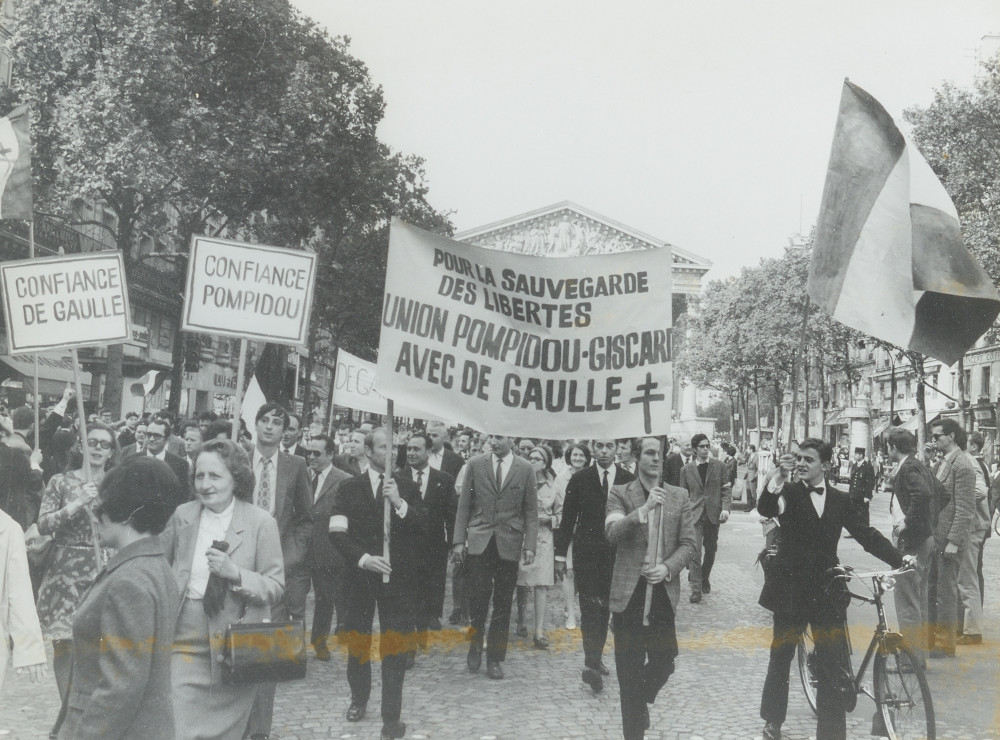
五月危機

しかし1966年の学生運動を発端とする五月危機は政界にも大きな影響を与えた。ド・ゴールは学生反乱には弾圧を以て、ゼネストに対してはグルネル協定を以て対応し、さらに国民議会を解散させて行われた総選挙では圧勝したことで事態を収拾したものの、翌年には大統領を引退することとなった。

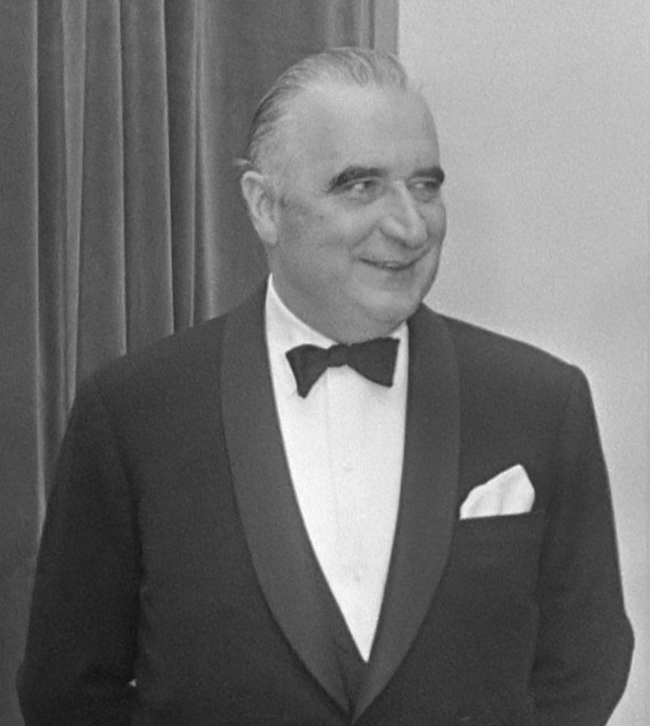
ジョルジュ・ポンピドゥー

後継にはジョルジュ・ポンピドゥーが選出され、彼はド・ゴールが目指した「偉大なフランスへの追求」を継承しつつも、彼のようなカリスマ性による統治などはできないと判断したことから、党組織を固め、経済の近代化を重視した。またポンピドゥーは欧州統合の一環として1967年7月にブリュッセル条約によって成立した欧州共同体(EC)へのイギリス加盟を承認し、ヨーロッパ協調路線を築き上げた。
1970年代は経済成長と近代化に伴って生じた社会の変容への対応によって、政界は大きな再編を迫られた。特にこうした変化の産物であった「新中間層」の成立は、それまでの「中間層」を支持基盤としてきた急進党にとって深刻な影響を与えたし、共産党や社会党にとっても、これらの層の取り込みは難航した。一方で早い段階からこの層に目をつけたのがヴァレリー・ジスカール・デスタンと彼の党である独立共和派であった。また共産党と社会党は1972年に「共同政府綱領」を発表し、接近していった。
1971年8月、アメリカ大統領リチャード・ニクソンが発表したドルと金の兌換停止は「ニクソン・ショック」と呼ばれ、フランスを始め多くの国が変動為替相場制の導入を迫られた。一方で欧州統合という理念に対して、欧州諸共同体の加盟国間での為替変動は統合にとって好ましくないというジレンマを抱えていた。これらは加盟国間の為替相場にはある程度の余裕を持たせた上で固定し、非加盟国とは変動為替相場制を取る、為替相場協力政策によって一応の解決がもたらされた。翌1972年には欧州諸共同体でそうした協力政策の一環である「スネーク」が採用され、フランスも参加したものの、これは競争的平価切下げによって支えられてきたフランスの経済成長を放棄することを意味していた。

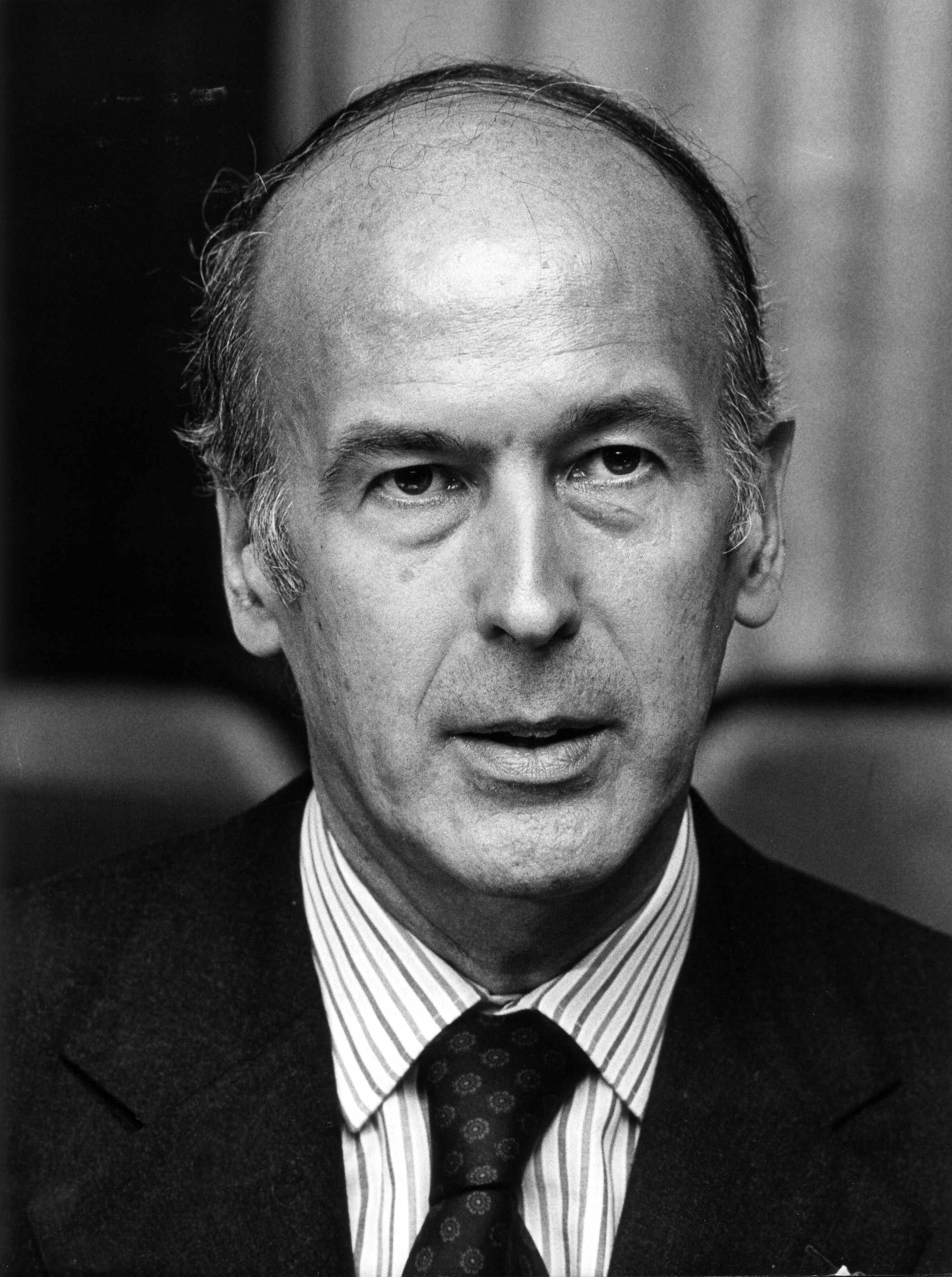
ヴァレリー・ジスカールデスタン

1974年4月、ポンピドゥーが現職のまま病気によって死去すると、5月の大統領選挙ではジスカールデスタンが当選し、大統領に就任した。ジスカールデスタンの大統領就任は、第五共和政にとって、ド・ゴール派以外が政権につく、最初の政権交代であった。しかし一方で、ジスカールデスタンの大統領就任とほぼ同時期にフランスを襲った第一次石油危機への対応として財政支出削減や増税、貨幣流通量の減少などを目指す経済政策パッケージ「経済冷却計画」が施行され、結果として失業者の増加を招いた。1976年3月にはジスカールデスタン政権の首相であったジャック・シラクによって国内不況対策への優先から、スネークの一時離脱がなされた。7月、かねてよりド=ゴール派であり、リベラルで親欧州的なジスカールデスタンとそりが合わなかったシラクは首相職を辞し、ド=ゴール派の政党である共和国連合へと離党してしまう。それを受け後任に就いたレイモン・バールは石油危機対応としてインフレの抑制や、フランの為替相場安定を掲げる一連の反インフレーション計画、通称「バール・プラン」を9月より実行した。この時期のフランスの政治情勢を、法学者のモーリス・デュヴェルジェは「カドリーユ・ビポレール」(二極的なカドリーユ) と表現している。カドリーユとは4人の踊り手によるバレエ用語で、大統領選挙や国民議会選挙によって連立が求められると、社会党と共産党というペアと、ド・ゴール派とリベラルのペアに分かれる、ということを指摘しており、またこうした関係はお互いのペア同士の敵対心によって連合を組みながら、ペア同士の競合的な地位ゆえに遠心力も働く、といったものである。こうしたカドリーユ・ピボレールな政治情勢は70年代に最盛期を迎えた。
ジスカールデスタン政権期は、同じ時期に政権を持った西ドイツのヘルムート・シュミット首相との仏独首脳会談の定例化と常設化を実現し、1979年にはドルの乱高下を防ぐために欧州通貨制度を立ち上げるなどし、欧州統合を進めた。こうした仏独関係はしばし独仏枢軸(パリ・ボン枢軸)と呼ばれた。

### コアビタシオン
1981年の大統領選で社会党のフランソワ・ミッテランが当選し、フランス共産党との左派連合政権となる。ミッテランが大統領に就任した時期は、インフレの増大や失業がフランス経済に打撃を与えていたことから、大規模な国有化政策が実行され、当時、イギリスのマーガレット・サッチャー政権やアメリカのロナルド・レーガン政権で民営化が推し進めた「小さな政府」とは対照的な「大きな政府」による政策が施行されていき、これらはしばし「実験」とも呼ばれた。またミッテラン政権期には、戦時中の対独協力者を清算するための指名手配や協力者の捜索などが行われた。
しかしミッテランが政策の要としていた失業問題は回復どころか悪化し続け、1983年には不支持率が支持率を上回った。やがて連立政権を組んでいた共産党も1984年7月に首相がピエール・モーロワからローラン・ファビウスに交代したことを受け、政権から離脱した。
70年代後半から80年代にかけての経済不況は、ライフスタイルの変化やバンリューに建てられた団地の治安悪化を招き、放火や窃盗、襲撃といった事件が群発した。こうした暴動は「暑い夏」と呼ばれ、政府や地方行政は都市政策の見直しを求められた。またミッテラン政権期に積極的に行われた移民政策が、言語や学歴、人種差別を招くなどし、こうした問題をより深刻化させ、1983年10月にはキング牧師やマハトマ・ガンディーの非暴力・不服従運動に倣い、マルセイユからパリへと移民出身者たちが人種差別規制を求めるブールの行進が行われた。また1989年10月には、パリ北郊のクレイユの公立学校に通うムスリムの女学生3人に対して、スカーフを脱ぐよう求められ、うち1人がそれに反対し、退学処分を受けるスカーフ事件」が起こり、ライシテを巡る問題が表面化し、世論は大きく分かれた。

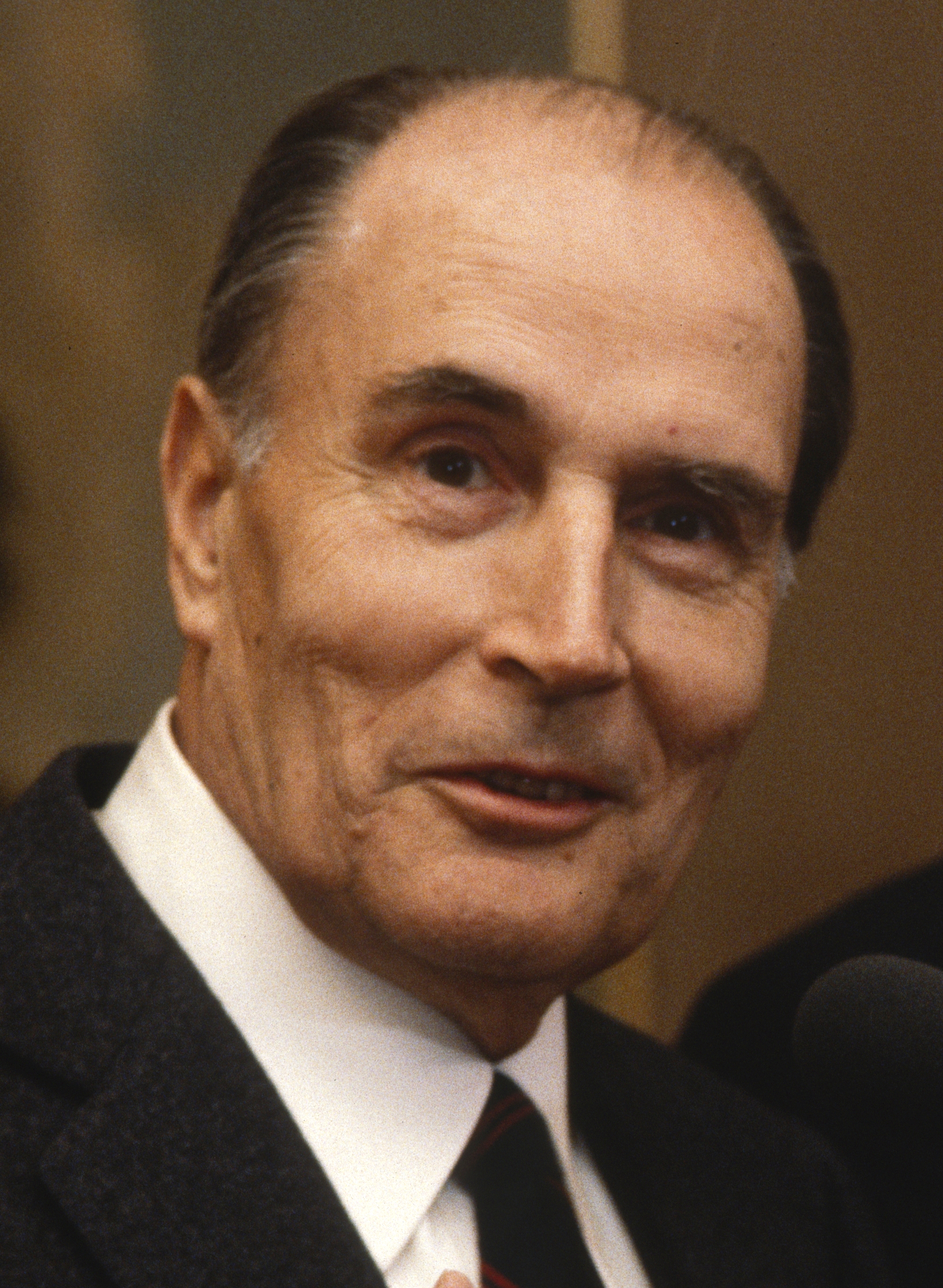
フランソワ・ミッテラン

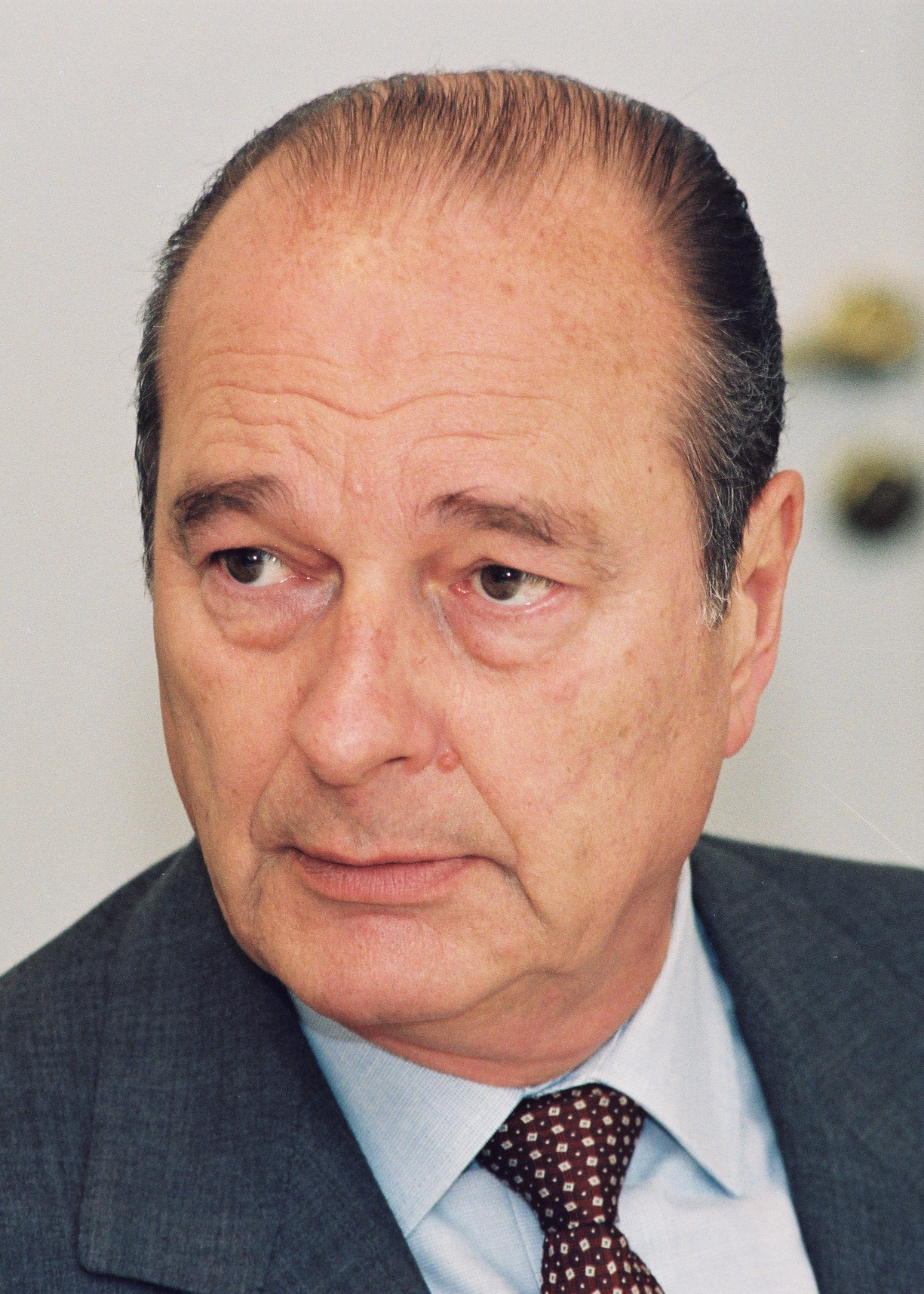
ジャック・シラク

1985年4月、ミッテランは選挙法を改正し、翌1986年3月の総選挙に臨むも、右派の共和国連合とフランス民主連合が過半数を2議席上回ったことから、ミッテランは共和国連合のシラクを首相に選出する、大統領与党と首相与党がねじれるコアビタシオン（保革共存）と呼ばれる状態が発生した。これらは7年という大統領の任期と5年という国民議会議員の任期のズレによって生み出されてしまったもので、首相となったシラクは、国営企業の民営化を進め、それに対して大統領であるミッテランは拒否権を発動するなど、足並みは揃わなかった。
1989年12月のマルタ会談による冷戦終結とともに浮上した「ドイツ再統一」は、独仏関係に動揺をもたらした。フランスにとってドイツの再統一は、それによる国力の回復によって再び第一次世界大戦や第二次世界大戦などを引き起こしかねないという危惧があった。そこでフランスは、統一されたドイツを承認する代わりに、経済通貨同盟を結ぶことによる、仏独関係の深化を促す一方で、こうした流れは、1991年12月、ヨーロッパ統合の流れはやがて経済統合、通貨統合、政治統合を目的とするマーストリヒト条約(欧州連合条約)へと至り、フランスはそれに調印後、翌1992年の国民投票で賛成51%という僅差の勝利を収め、条約を批准させた。この国民投票に際して、社会党、共和国連合、フランス民主連合は条約を支持した一方で、社会党のジャン=ピエール・シュヴェヌマンはそれに反対し離党を表明後、新党「市民運動」を結成し、また共和国連合のフィリップ・セガンやシャルル・パスクワといった重鎮や、フランス民主連合のフィリップ・ド・ヴィリエなどが条約批准に反対を表明するなど、賛成政党の中での離反が相次いだ。また反対した政党には共産党、国民連合、労働者闘争、緑の党などが名を連ねた。
1993年3月の総選挙で、与党である社会党は壊滅的な敗北を喫し、現役閣僚の多くも選挙で敗れるという事態が起こった。一方で社会党に代わって与党となった共和国連合はミッテランによってエドュアール・バラデュールが首相に任命され、第二次コアビタシオンが始まった。

### 21世紀のフランス
1995年5月の大統領選挙で共和国連合のジャック・シラクが大統領に就任する。彼は1991年より続いていたアルジェリア内戦などに対して反イスラムの立場を表明したことから、フランスに対するイスラム系のテロリズムが横行した。また6月には核実験の再開を表明し、1992年のミッテラン政権期における核実験の停止を時期尚早であったとした。核実験は1995年から翌1996年にかけて計8回行われた。8回にわたる実験が終結すると、主張を一変して包括的核実験禁止条約の締結や南太平洋非核地帯条約への加盟の意志を示すなどをした。
1995年7月16日、それまでフランス政府が認めてこなかった第二次世界大戦中のフランス警察によるユダヤ人狩りである「ヴェルディブ事件」を初めて「フランス国家が犯した誤り」であると認めるなど、過去の歴史に対する清算を行なった。
しかし秋には、ミッテラン時代より引きずっていた失業対策や財政赤字の解消などの一環として社会保障改革を断行し、国民福祉税の増税や年金受給者への年金引き上げ凍結など、国民に負担を強いる政策が続いたことから、パリを中心に全国的なゼネストが発生した。ゼネストは2週間以上続き、首相であるアラン・ジュペは労組との対話に乗らざるを得なくなった。しかし対談は暗礁に乗り上げ、ついには外交日程にまで影響を及ぼすようになり、ジュペは遂に労組側が提示した公務員の年金受給資格の延期案の取り下げを受け入れ、ゼネスト開始から約3週間当たる12月18日には全てのストライキが解消された。これら一連のゼネストをマスコミは「68年の五月革命以来の社会危機」と表現した。これらのゼネストは時期が、本来であればクリスマス商戦が行われていた冬に展開されたことから、公共交通機関が軒並み停止されていたストライキの期間、ギフト需要が見込まれていた衣料品や玩具屋、大手百貨店などの売り上げは大幅に落ち込んだ。
また少し遡って9月では旧フランス植民地であったコモロで軍事クーデターが発生し、コモロと協定を結んでいたフランスは軍事介入を踏み切り、クーデターを終結させた。こうした旧植民地国とのアフリカ外交は、旧植民地国の経済的、軍事的な繋がりを深め、国連などの舞台で経済支援を行う一方で、そうした外交が結果として財政や軍事の面で重荷となっていた。
2003年3月にかねてより問題視されていたイラク武装解除問題から、英米を中心とする多国籍軍がイラク戦争が勃発するも、シラク政権は派兵を拒み、アメリカ合衆国政府からは、同じく派兵を渋っていたドイツなどに対して「古い欧州」と揶揄されるなど、米仏関係は悪化の一途を辿った。また翌2004年には、スカーフ事件以来、問題となっていた「ライシテ」への解決のため、「公立小中高における宗教的シンボル禁止法」が制定され、公立学校でのキマルなどの宗教的シンボルの着用が明確に違法化された
2005年、欧州憲法条約を巡る国民投票がフランス国内での反対派が勝利したことを受け、この憲法の国民投票を中断する事態が相次ぎ、欧州統合の流れは2年後の2007年に調印されたリスボン条約に引き継がれた。これによって発足した欧州連合(EU)は、加盟国に対して規制緩和や民営化、自由化の流れを求める一方で、企業に対して国家による手厚い保護を前提とするフランスの経済モデルと相反するこうした要求は、フランス国内で反グローバリゼーションや欧州懐疑主義といった論調を形成させ、これらの論調はフレグジットを呼びかける運動へと繋がっていく。

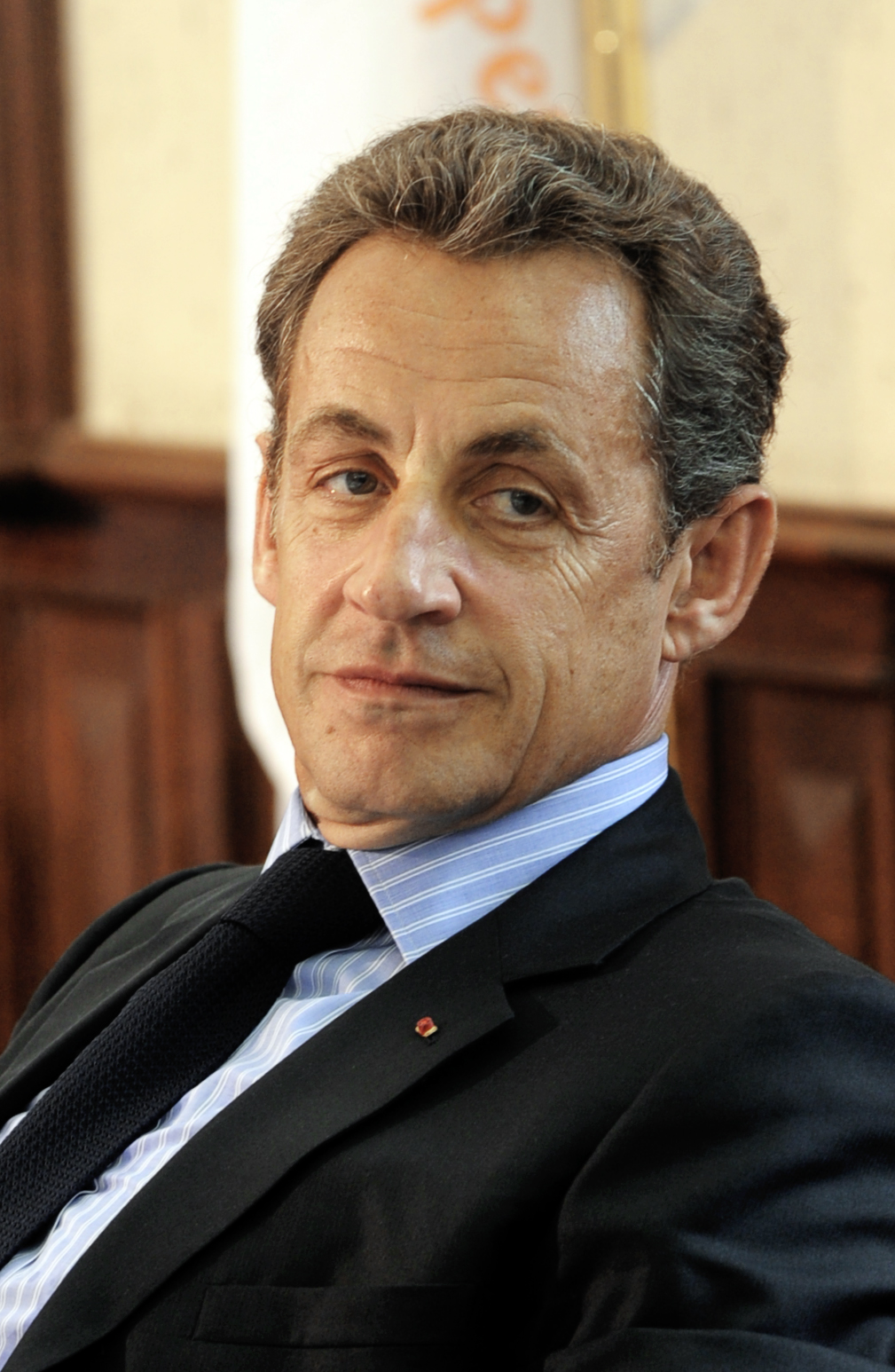
ニコラ・サルコジ

2007年、シラクの後継を選ぶ大統領選挙ではニコラ・サルコジが当選した。当初、フランス世論は、言いたい放題でやりたい放題なサルコジのスタイルから、いずれ労組を刺激させ、シラク政権の船出がそうであったように、ゼネストを招くだろうと思われていたが、サルコジは大統領就任に伴って各労組の代表者をエリゼ宮に招き、対談をするなどして、労組とのチャンネルを築き、それに対応した。一方で、ストライキを規制する法案が世論の反発を招いたが、提出された時期がバカンスで、パリに人が去っているシーズンであったため、目立った反対集会はほんの1日程度で、その後、この法案をスピード成立させるなど、世論を巧みに操る政策が続いた。
サルコジ政権では彼が経済的自由主義を信奉していたことから、英米との協調路線を強めた。2010年10月、サルコジは治安維持を理由に「公共空間で顔を覆うことを禁止する法律」が制定され、ライシテを巡る新たな議論を呼んだ。

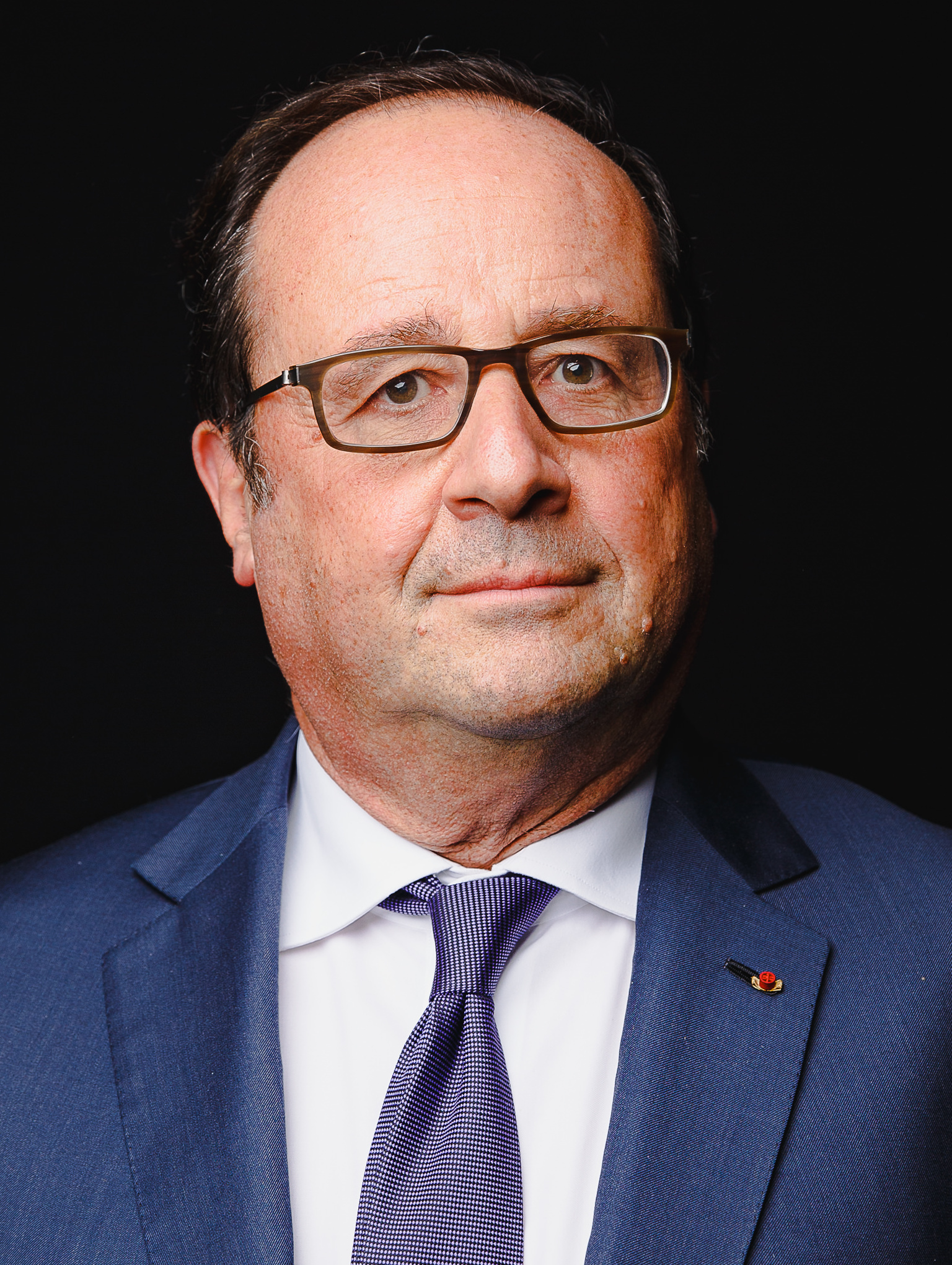
フランソワ・オランド

2012年からは社会党のフランソワ・オランドが大統領に当選する。オランド政権では2013年にヴァンサン・ペイヨン教育大臣によって、公立学校における宗教的所属を誇示する標章を禁止する旨が盛り込まれた「ライシテ憲章」が採択され、シラク政権やサルコジ政権などの右派政権で成立したような一連のライシテに関する規制的な立法が、左派政権であるオランド政権においても同様の積極性を持つものであることが示された。こうした左右両翼に囚われないライシテ政策はフランス国内のイスラーム勢力を刺激させ、2015年にはパリ同時多発テロ事件やシャルリー・エブド襲撃事件などのイスラーム系によるテロ事件が横行した。
2013年、フランスはマリ北部戦争に軍事介入した。(セルヴァル作戦)
2014年1月から3月にかけては、企業減税などを中核とする政策パッケージを提唱し、緊縮派のマニュエル・ヴァルスを首相に任命するなどして、緊縮政策を行った。しかしこうした政策は、欧州統合を進めるためには緊縮政策はやむなしとする緊縮派と、失業を減らすためには緊縮政策を放棄するべきだとする反緊縮派の両方からの失望をもたらし、支持率は暴落した。また同年に制定された「フロランジュ法」をめぐるジャン=マルク・エロー前首相とアルノー・モントブール元経済相の対立は、政権弱体化を印象付けた。
こうした不人気による支持率の低迷を受け、オランドは2017年の大統領選挙での再選を目指さないことを発表する。こうした現職大統領が再選を目指さない事例は第五共和政以来、初めてであった。

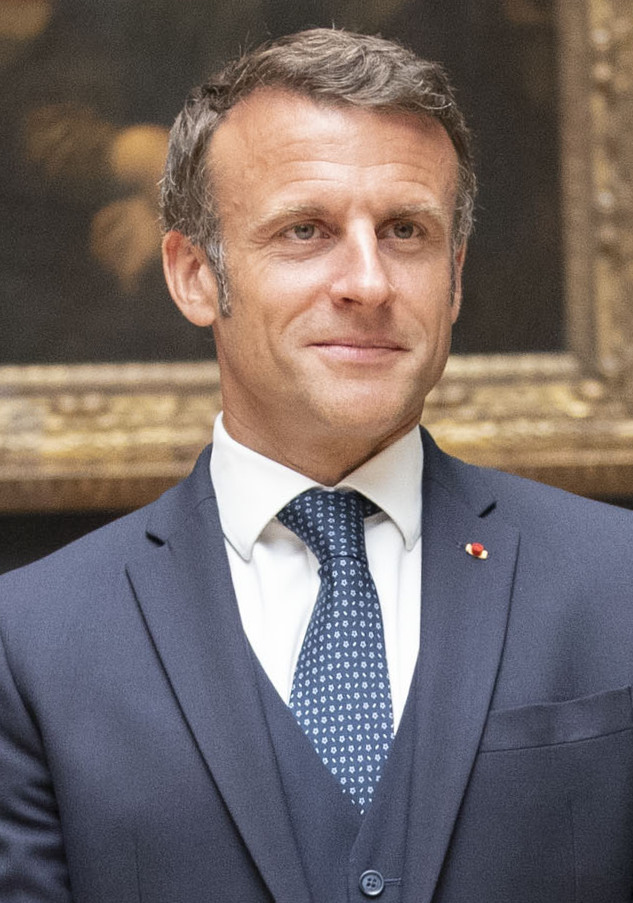
エマニュエル・マクロン

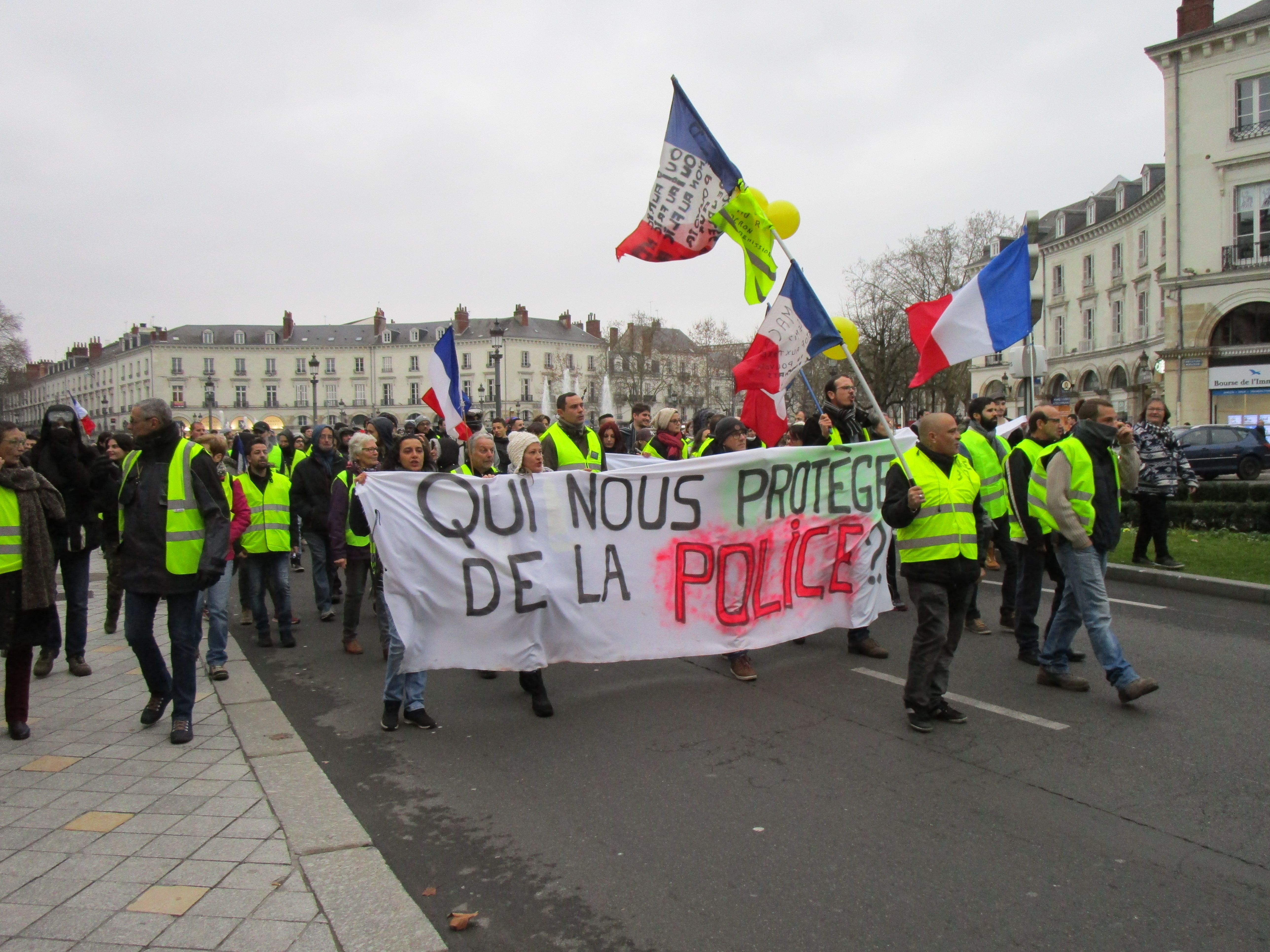
黄色いベスト運動

2017年に再生のエマニュエル・マクロンが大統領に就任した。マクロンの大統領就任は、フランスの歴史上、最年少の大統領就任であり、第五共和政以来、初となる二大主要政党以外の大統領就任でもあった。首相には元共和党の中道派エドゥアール・フィリップが任命された。2018年11月17日にはマクロンの政策への反発から黄色いベスト運動が発生した。これを受け翌2019年1月には国民の声を直接聞く「国民大討論」が開催された。
2018年より、ニューカレドニアでの独立運動を受け、フランス政府とニューカレドニアの先住民側とで1998年に結ばれた「ヌーメア協定」に基づき、ニューカレドニアの独立のための住民投票が行われた。投票は2018年1月の投票と、2020年10月の投票が2021年現在、計2回行われており、いずれも否決されている。
2019年、パリのノートルダム大聖堂の火災が発生し、歴史的な尖塔が焼失するなどの被害を受けた。
2020年1月より、中華人民共和国の湖北省武漢市から世界中に流行拡大した新型コロナウイルス感染症（COVID-19）がフランスにも流行拡大しその対策に追われる （フランスにおける2019年コロナウイルス感染症の流行状況）。7月にはコロナ対策のほか、いまだ続く「黄色いベスト運動」などの影響を受けた統一地方選での大敗などを受け、フィリップ内閣が総辞職し、後継としてジャン・カステックスが首相に任命された。
2021年5月21日、マクロンはそれまでの政権が認めてこなかった1994年のルワンダ虐殺におけるフランスの黙認への責任を認めた。